# Érythrée
Pour les articles homonymes, voir Érythrée (homonymie).
Cette page contient des caractères éthiopiques. En cas de problème, consultez Aide:Unicode ou testez votre navigateur.
État d'Érythrée
(ti) ሃገረ ኤርትራ
Hagere Ertra 
(ar) دولة إرتريا
Dawlat Iritriya 
(en) State of Eritrea 
L'Érythrée, en forme longue l'État d'Érythrée (en tigrigna et en amharique : ኤርትራ, Ertra et ሃገረ ኤርትራ, Hagere Ertra ; en arabe : إرتريا, Iritrīyā et دولة إرتريا, Dawlat Iritriya) est un État souverain situé en Afrique de l'Est. Il s'agit du pays le plus septentrional de la Corne de l'Afrique. Le pays a des frontières terrestres longues de 1 840 km avec Djibouti au sud-est, l'Éthiopie au sud et le Soudan à l'ouest, auxquelles s'ajoutent les frontières maritimes avec l'Arabie saoudite et le Yémen, en plus de celles avec Djibouti et le Soudan.
L'Érythrée est, de jure, une république unitaire à parti unique mais est, de facto, une dictature totalitaire. Elle a pour capitale Asmara et pour langues officielles le tigrigna, l'arabe et l'anglais et comme langues nationales vernaculaires, le tigrigna, le tigré, l'arabe, l'afar, le saho, le bilen, le bedja, le kunama et le nara. Sa monnaie est le nakfa érythréen depuis 1997.
Les premières occurrences du terme « Érythrée » proviennent du grec ancien Ερυθραία / Eruthraía signifiant « rouge » et latinisé Erythræa. Ce terme, désignant originellement toutes les côtes de la mer Rouge, sera donné à l'actuel territoire en 1890 par le roi Humbert Ier d'Italie juste après en avoir fait une colonie italienne.
L'Érythrée connaît une histoire à part entière dès le XIIe siècle av. J.-C. avec le royaume de Saba ; deux siècles plus tard, le royaume D'mt s'établit au centre de l'actuel territoire sur une période de cinq siècles. C'est avec l'empire d'Aksoum, dès le Ier siècle av. J.-C., que les prémices d'un territoire érythréen voient le jour dans un espace territorial s'étalant du sud-est de l'actuelle Égypte à l'actuel Somaliland. Le territoire fut rattaché par la suite à l'empire éthiopien jusqu'à l'arrivée des italiens en Afrique orientale. À la suite de l'achat par les Italiens de la baie d'Assab, au sultan local en 1869, puis de leur occupation de Massaoua en 1885, l’Érythrée est constituée en 1890 en territoire particulier. Après la défaite italienne durant la Seconde Guerre mondiale, l'ONU décide en 1952 de fédérer l’Érythrée à l'Éthiopie, qui l'annexe en 1962. C'est le début de la guerre d'indépendance qui se termine en mai 1991 par la victoire du mouvement indépendantiste, le Front populaire de libération de l'Érythrée (FPLE) mené par Isaias Afwerki, et donc par la défaite du gouvernement éthiopien. L'Érythrée accède ainsi à l'indépendance en 1993. Les deux pays restent en état de guerre jusqu'à la signature d'un traité de paix en 2018.
Depuis le début des années 2000, l'Érythrée, toujours dirigée par Isaias Afwerki, adopte une attitude répressive et autoritaire, notamment via le service militaire à durée indéterminée (6,5 ans en moyenne), qui provoque un mouvement d'émigration important et aboutit à plusieurs descriptions du pays comme une « prison à ciel ouvert ». De nombreux médias décrivent le pays comme un État gouverné par un régime totalitaire,,,. Il n'existe pas réellement d'institution dans le pays et l'essentiel du pouvoir est concentré entre les mains de son président, Isaias Afwerki. L’Érythrée a souffert des sanctions draconiennes imposées par l’ONU en décembre 2009 et renforcées en décembre 2011.
Le pays est membre de plusieurs organisations internationales : l'Union africaine (UA) depuis 1993, la Ligue arabe depuis 2003 (en tant que pays observateur), l'Organisation des Nations unies (ONU) depuis 1993, le Programme des Nations unies pour le développement (PNUD), le Marché commun de l'Afrique orientale et australe (COMESA) depuis 1994, l'Organisation des Nations unies pour l'éducation, la science et la culture (UNESCO) depuis 1993, le Groupe des 77 (G77), la Banque africaine de développement (BAD), la Communauté des États sahélo-sahariens (CEN-SAD) depuis 1999 et l'Organisation internationale sur le bambou et le rotin (INBAR) depuis 2013. Avec vingt-neuf ambassades et six consulats, c'est l'un des pays avec la moins forte représentation diplomatique au monde.
L'Érythrée est, avec un PIB nominal de 6,72 milliards de dollars américains en 2018 selon le FMI, la 151e économie mondiale (derrière le Malawi et devant le Monténégro). Le pays affiche un niveau de vie « faible » (176e sur 191 au classement IDH en 2021) avec l'un des indices de développement humain les plus faibles du monde (0,492),, entre l'Éthiopie et la Guinée-Bissau. Son économie est basée sur deux secteurs : les minerais et les métaux rares (plus de 40 % de l'économie tourne autour de l'exploitation de l'or, près de 30 % autour du cuivre et 25 % autour du zinc). La population du pays est difficile à évaluer, avec une estimation comprise en 3,6 et 6,7 million d'habitants en 2019 ; elle est comparable à la population de l'Uruguay dans son évaluation la plus basse ou à celle du Kirghizistan ou du Liban dans son évaluation la plus haute. La densité de population du pays n'a fait que croître, passant de 11,3 hab./km2 en 1950 à 51,4 hab./km2 en 2018 ; en 2100, il est estimé que la densité de population atteindra les 146,3 hab./km2 et dépassera la densité de population française.

## Étymologie
Le mot « Érythrée », du grec ancien Ἐρυθραίᾱ / Eruthraíā « la Rouge », désigne la mer Rouge et, dans une optique d'entité isolée, l'océan Indien (alors tous deux appelés mer d'Érythrée) depuis au moins le IIe siècle (le Périple de la mer Érythrée d'un auteur anonyme), sans correspondre à une entité politique spécifique. Eschyle la qualifie de « bijou de l'Éthiopie ». La mer est actuellement appelée « Rouge » comme dans l'Antiquité en raison d'une algue bleue, Thrichodesmium erythraem, qui se colore en rouge quand elle meurt. Le roi Humbert Ier d'Italie a officialisé ce nom en janvier 1890, sur une proposition de Carlo Dossi.

## Géographie

### Localisation, frontières et superficie
L'Érythrée est située dans l'est africain et au nord de la Corne de l'Afrique, sa délimitation depuis son indépendance est disputée depuis 1998 avec l'Éthiopie sur des bouts de territoires désertiques autour de Badmé et du désert Danakil, notamment ; la Cour internationale de justice de La Haye émet un accord en 2003 mais celui-ci est rejeté par l'Éthiopie, laissant un désaccord territorial sur cette partie de la corne africaine,. Ce conflit repose principalement sur les différentes ethnies présentes sur ces territoires : les kunamas, les tigrinas, les sahos et les afars.
Le pays est bordé par la mer Rouge à l'est et est frontalier de Djibouti au sud-est, de l'Éthiopie au sud et du Soudan à l'ouest ainsi que de l'Arabie Saoudite et du Yémen par une frontière maritime. Celle avec le Yémen avait créé un différend entre les deux pays jusqu'en décembre 1999. Ce différend fut réglé en partie le 3 octobre 1996 grâce à la France, sur le conseil du secrétaire général des Nations unies, Boutros Boutros-Ghali, à la demande des deux pays. Ce différend avait pour causes quelques îles situées dans la mer Rouge,.

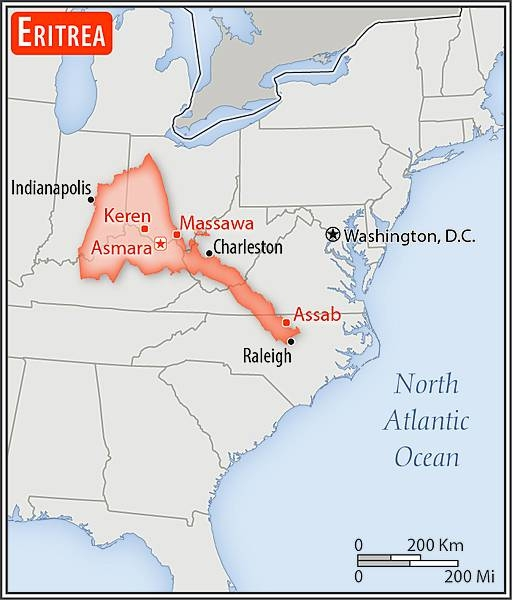
La superficie de l'Érythrée en rouge comparée à celle des États orientaux des États-Unis, s'étendant d'Indianapolis à Raleigh.

Les frontières terrestres s'établissent en s'appuyant en partie sur des cours d'eau alors que le reste du tracé s'établit sur de simples lignes droites à travers les vastes zones arides composant les quatre pays.
L'Érythrée couvre 117 600 km2 et est le 101e plus grand État du monde par sa surface terrestre derrière le Malawi (118 484 km2) et devant le Bénin (112 622 km2). C'est aussi le 38e plus grand pays d'Afrique, derrière le Malawi et devant le Bénin.
La longueur du littoral érythréen est de 2 234 km en incluant le littoral de l'archipel Dahlak Kebir et des îles Hanish (qui représente près de la moitié du littoral du pays, soit 1 083 km), faisant de ce littoral le sixième d'Afrique par sa longueur derrière l'Égypte (2 450 km) mais devant le Maroc (1 835 km) et la Libye (1 770 km) et dans le monde, derrière l'Équateur (2 237 km) et devant la Birmanie (1 930 km).

### Géographie physique

#### Topographie
Le territoire de l'Érythrée présente l'aspect d'un entonnoir, dont l'est présente une façade de plus de 1 100 km, sur la côte occidentale de la mer Rouge. Le pays est caractérisé par un relief très diversifié, entre le mont Soira culminant à 3 018 m d'altitude et le lac Kulul et ses 75 m en dessous du niveau de la mer. Les terres sont constituées en trois grandes parties : des plaines dans l'ouest et le long du littoral, des montagnes au centre et une région autour d'un lac se situant sous le niveau de la mer. Les plateaux du nord-ouest, compris entre 200 et 600 m, sont désertiques tandis que les plateaux, d'une plus haute altitude, dans le sud-ouest, compris entre 600 et 1 000 m, sont fertiles. La région montagneuse, en réalité des hauts plateaux, est la continuité des hauts plateaux éthiopiens dans son extrémité la plus septentrionale ; l'altitude varie entre 1 800 et 3 000 m, le climat est tempéré et la capitale se situe dans l'une des régions les plus élevées de ces plateaux. La zone du littoral, comprise entre la zone sous le niveau de la mer, les hauts plateaux et le Soudan, s'élève jusqu'à 300 m sur une cinquantaine de kilomètres de large entre la mer Rouge et les hauts plateaux, c'est une zone aride. Les mangroves situées dans des baies le long du littoral sont les plus importantes entre le golfe d'Adulis et le détroit de Bab-el-Mandeb. Le lac Kulul, en partie asséché, a laissé une vaste étendue de sable située sous le niveau de la mer dont les trois-quarts de la superficie se situent en Éthiopie ; au sud-est de cette zone s'étendent de grandes plaines à basse altitude. Le pays s'étend au-delà des terres continentales avec l'archipel des Dahlak et quelques-unes des îles Hanish, qu'il partage avec le Yémen. Cette topographie à notamment permis l'exploitation du sel au niveau du désert Danakil et la pêche dans les îles ; il exploite aussi des réserves d'or, de potasse, de zinc et de cuivre et possède, sans certitude, du pétrole et du gaz naturel,.

Paysages érythréens
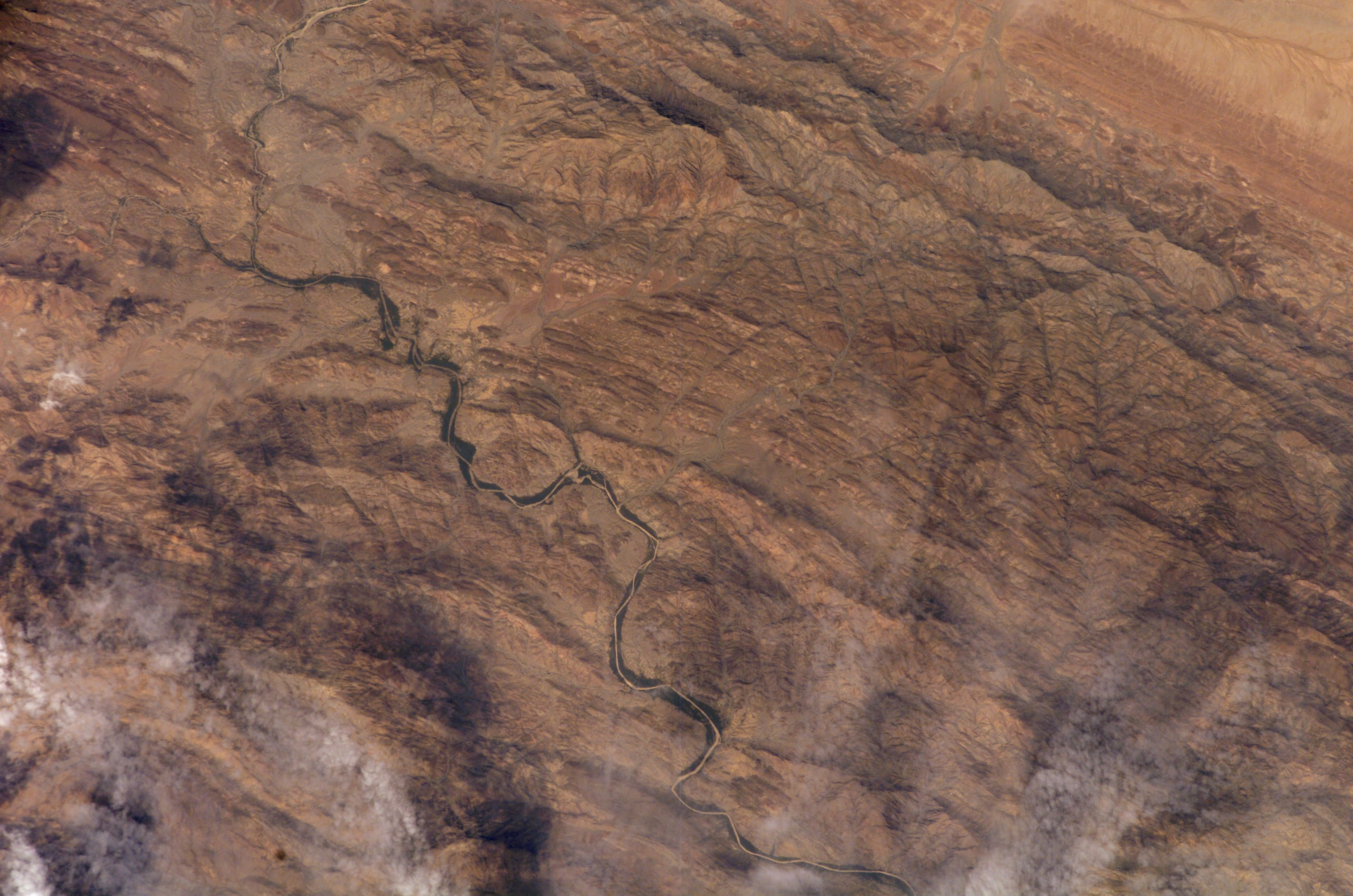
Vue satellite d'Anseba, dans le nord-ouest.
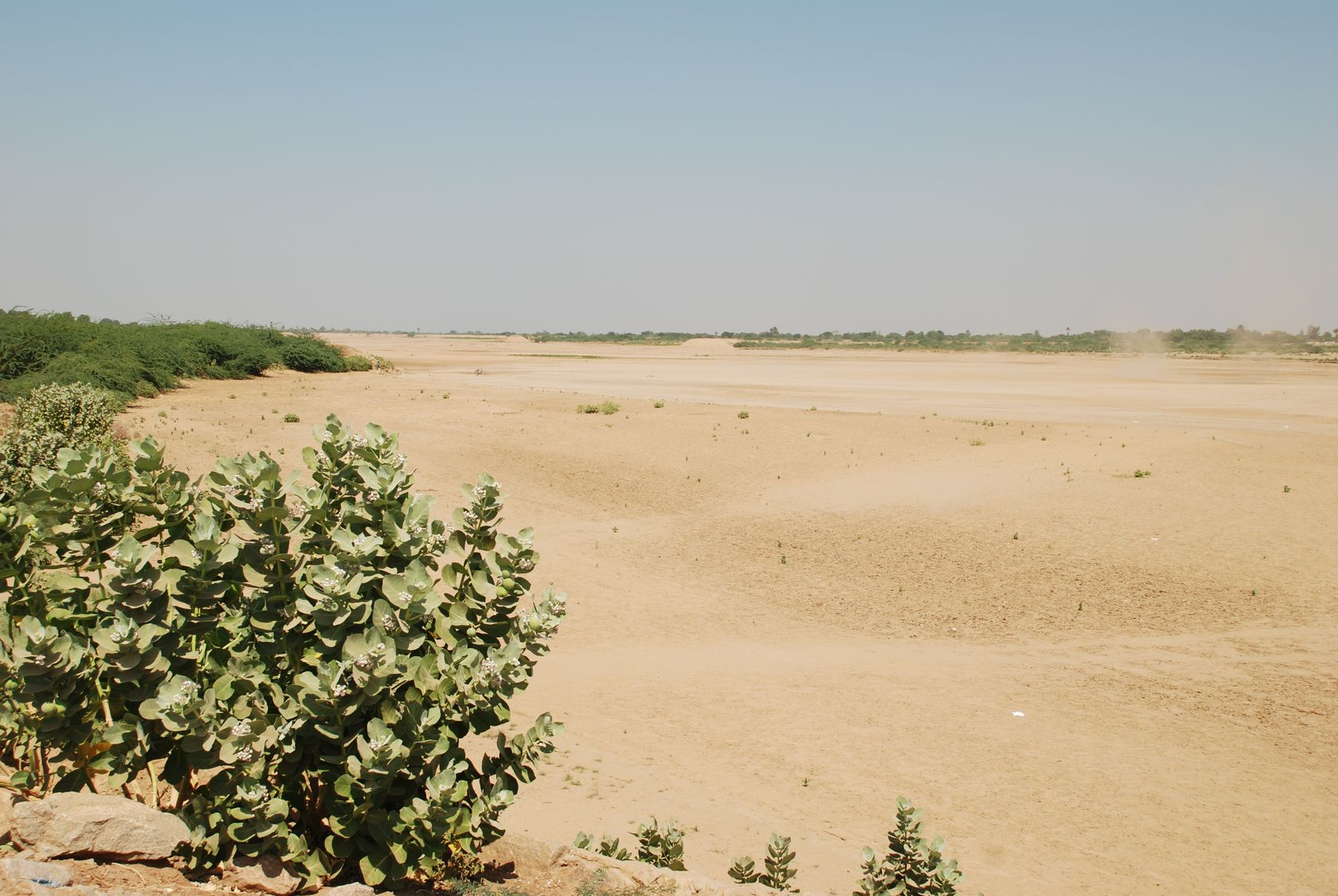
Les terres fertiles du sud-ouest, qui restent néanmoins arides et désertiques.
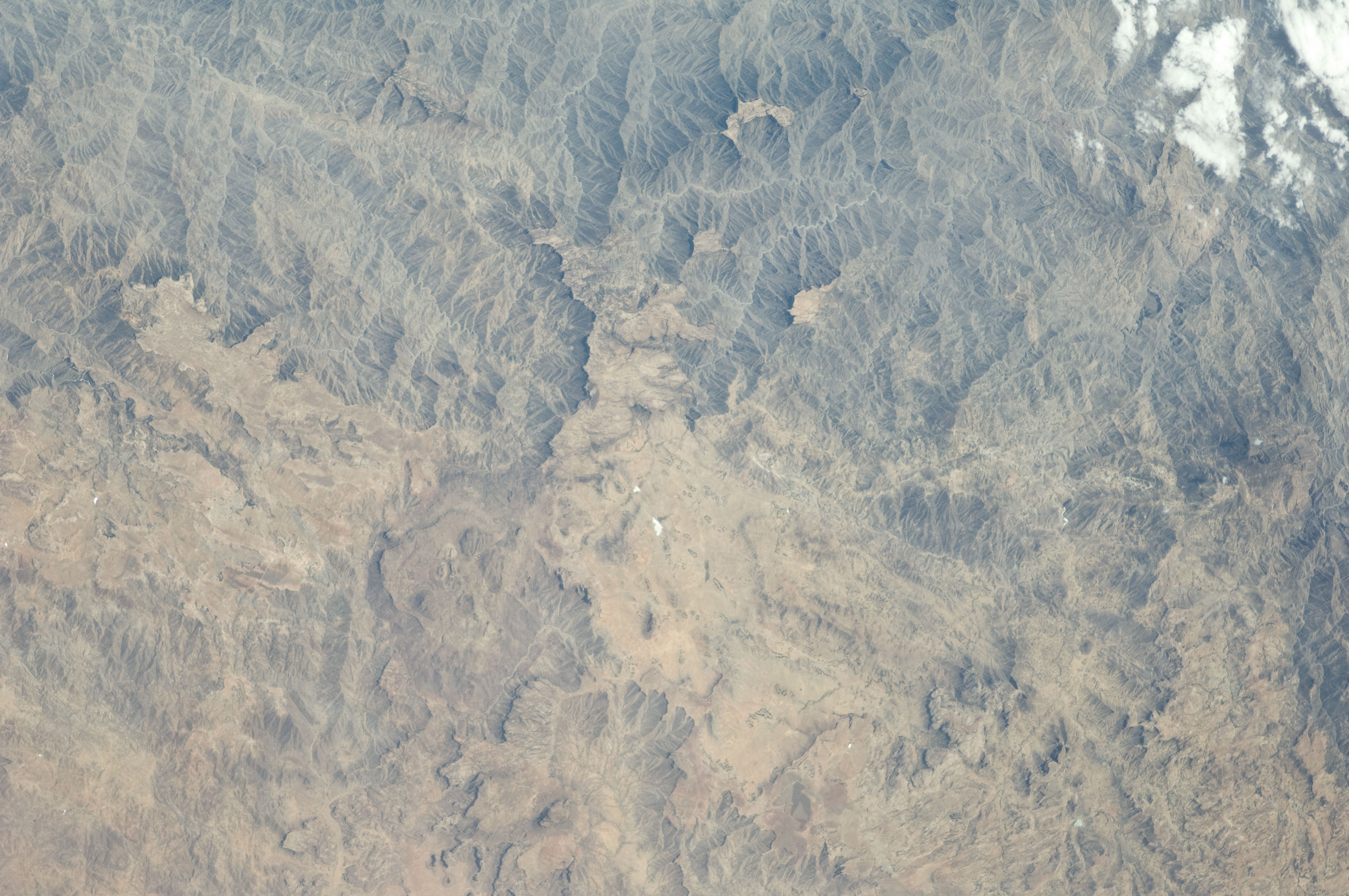
Vue satellite des hauts plateaux éthiopiens.
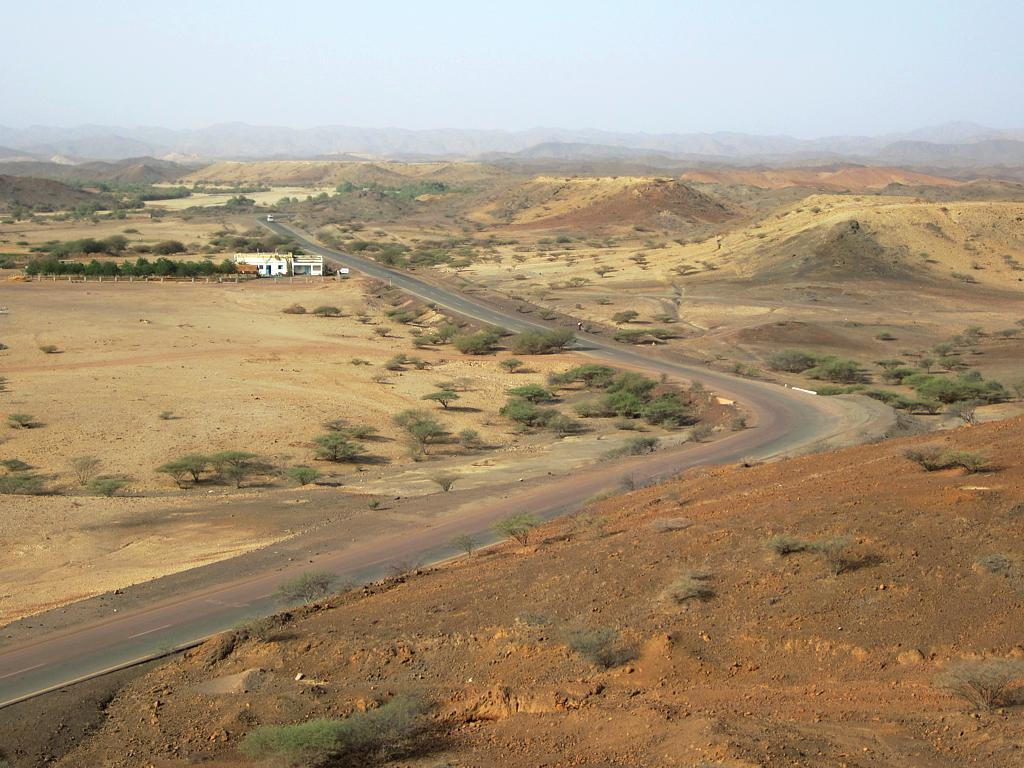
L'autoroute de Massaoua sur la côte aride.
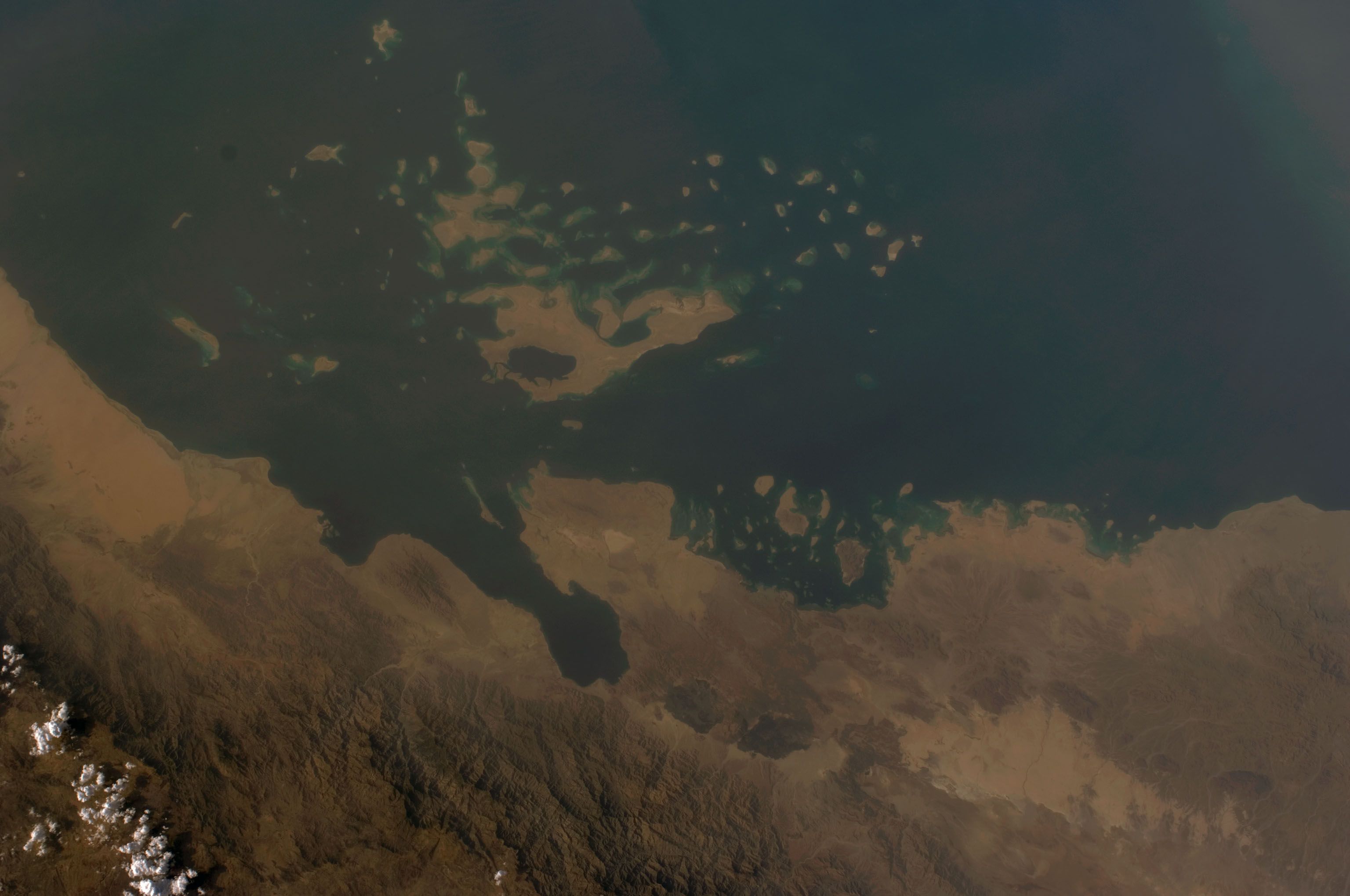
Vue satellite de l'archipel Dahlak Kebir.

Les eaux, qui couvrent 5,75 % de la superficie totale du pays, sont constituées à l'est par la mer Rouge et au sein même du pays par de nombreuses rivières et des lacs dont ceux de Baraka, de Gergera et de Mai Nefhi ainsi que le lac Kulul. Plusieurs fleuves drainent le pays avec leurs nombreux affluents dont le Wadi Dogali, l'Aligedhe, le Randali et l'Ouéima. Le débit des affluents est contrôlé par un vaste réseau de barrages à travers le pays. Un réseau de 39 barrages en maçonnerie a été mis en place au profit des agriculteurs du pays.

Rivières érythréennes
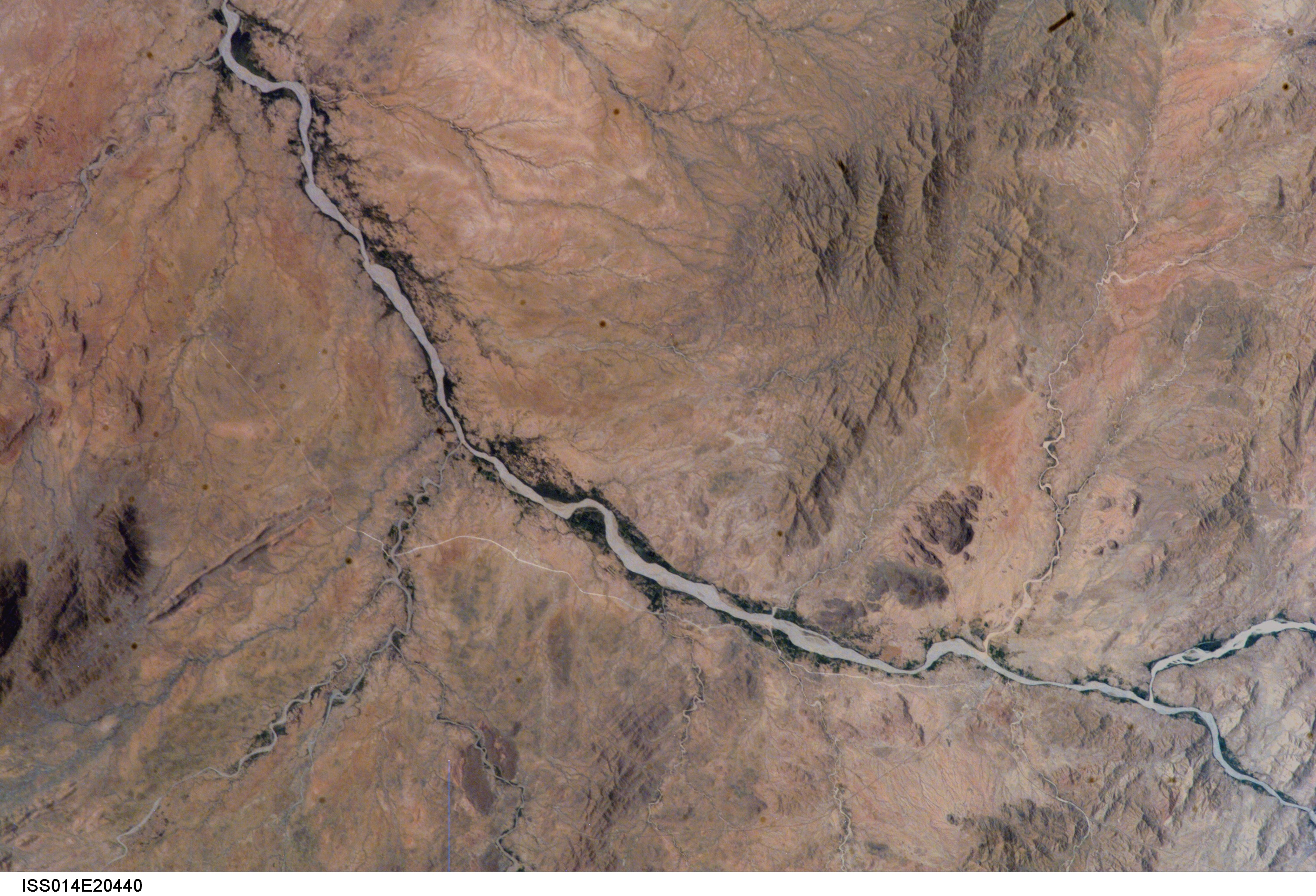
La rivière Baraka.
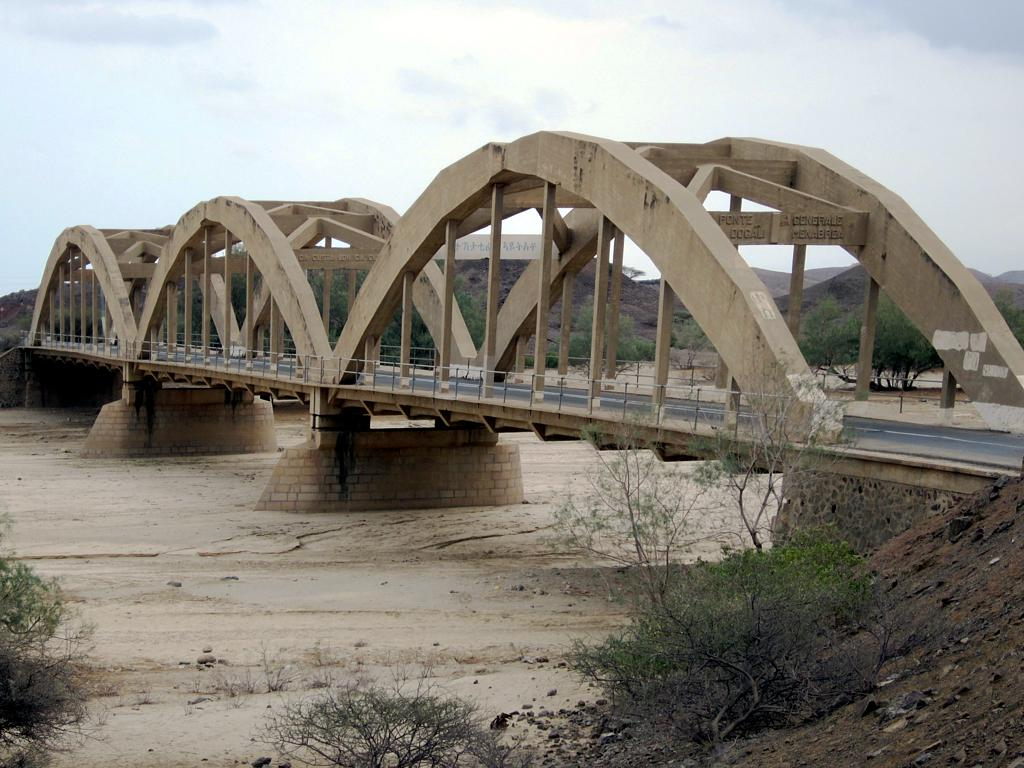
Pont sur le Wadi Dogali.
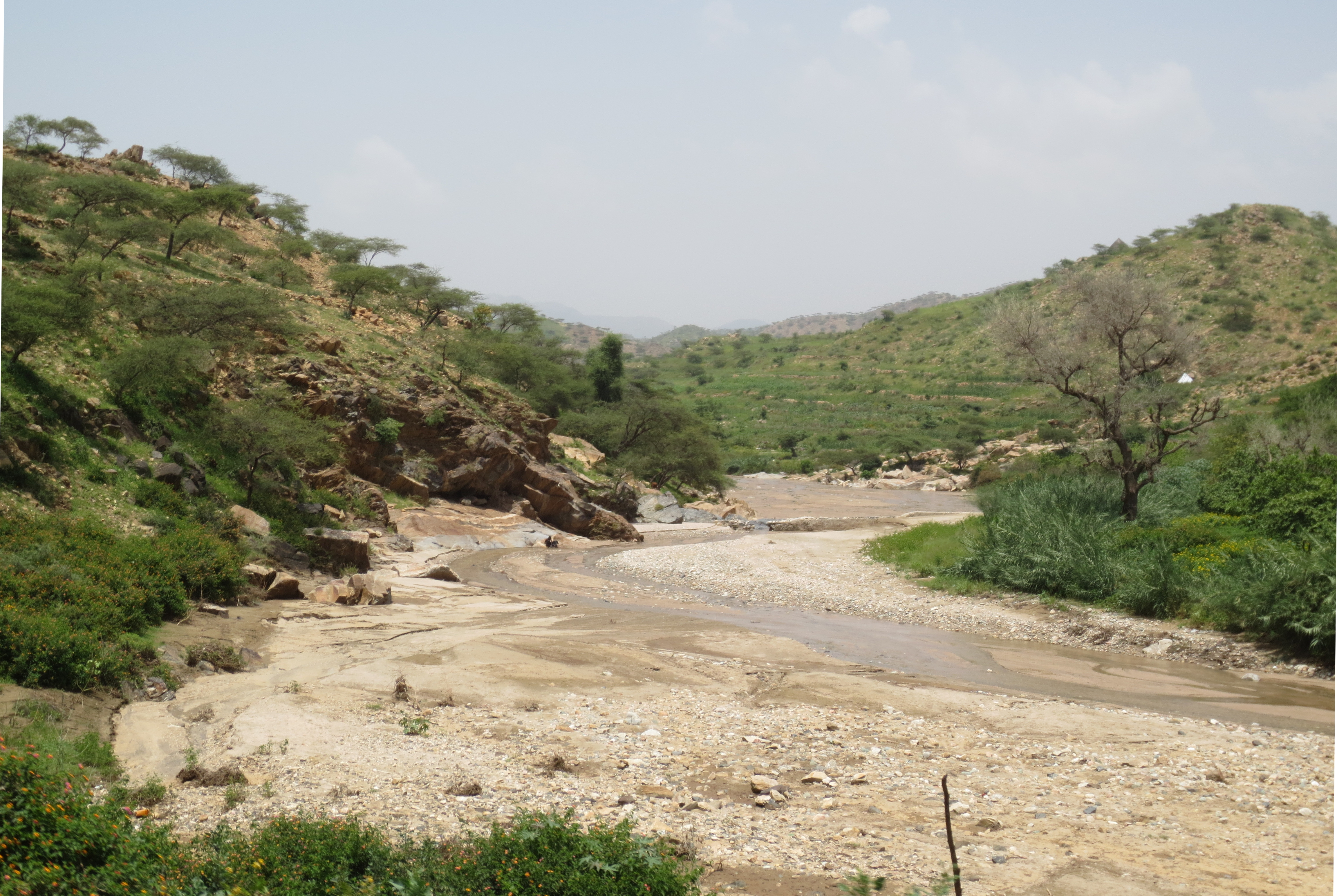
Rivière dans la région d'Anseba.

#### Volcans
L'Érythrée compte quelques volcans dont l'Assab, le Dubbi, le Gufa, le Nabro, le Mousa Alli, l'Alid et le Jalua, tous situés sur la bande côtière du sud du pays et dans l'extrémité nord de la vallée du Grand Rift.

Volcans érythréens
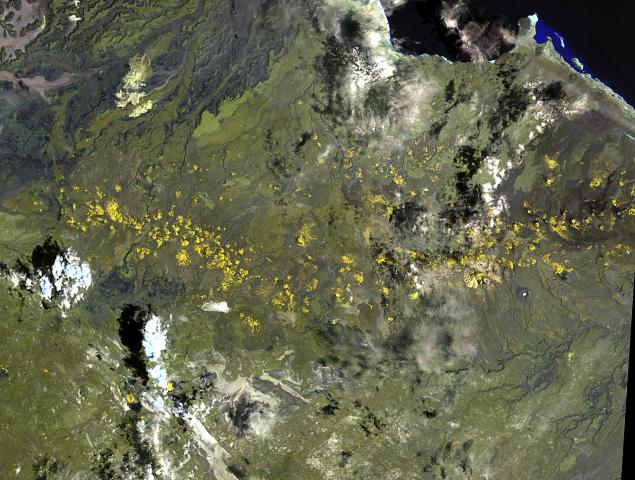
Assab et ses cônes volcaniques.
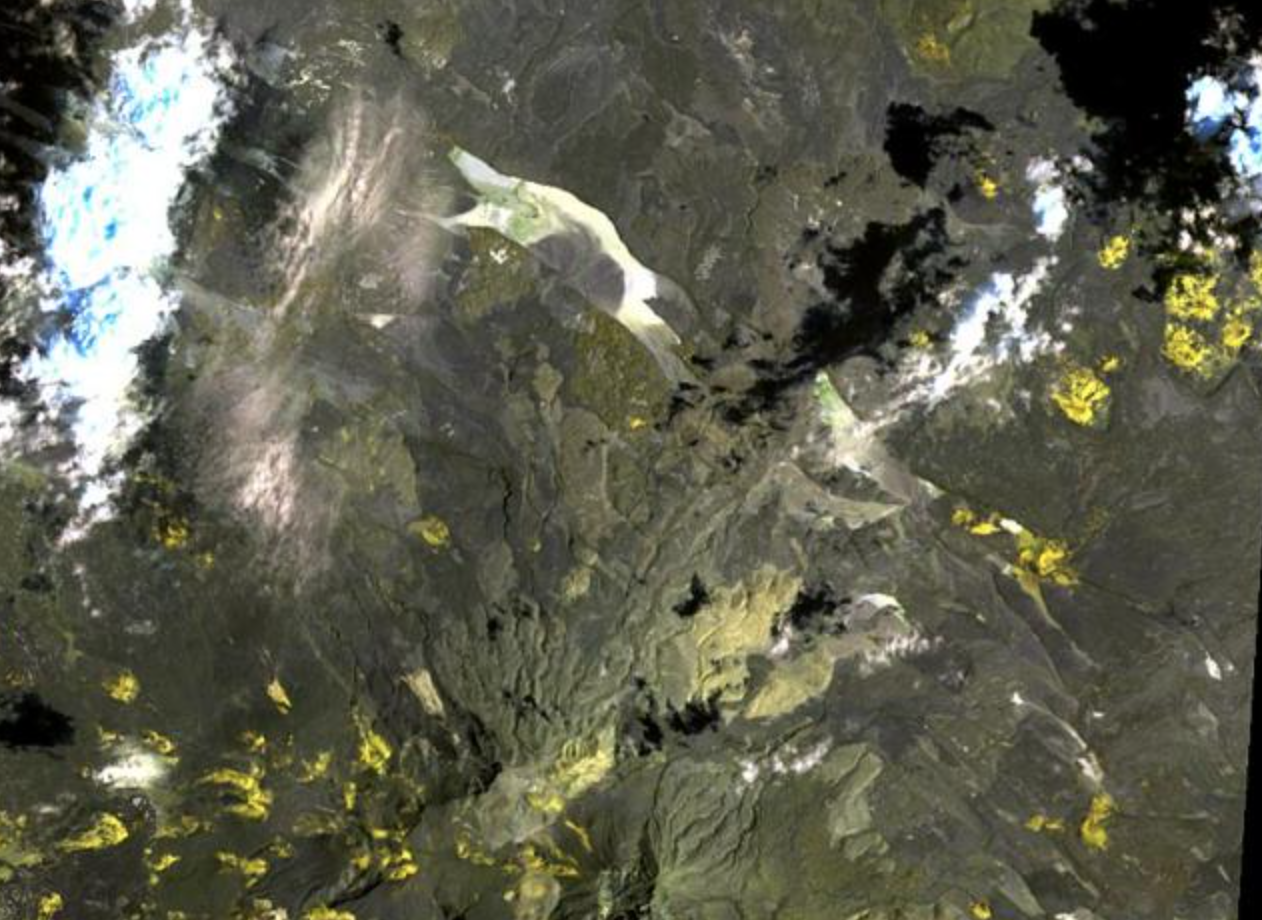
Gufa et ses cônes volcaniques.
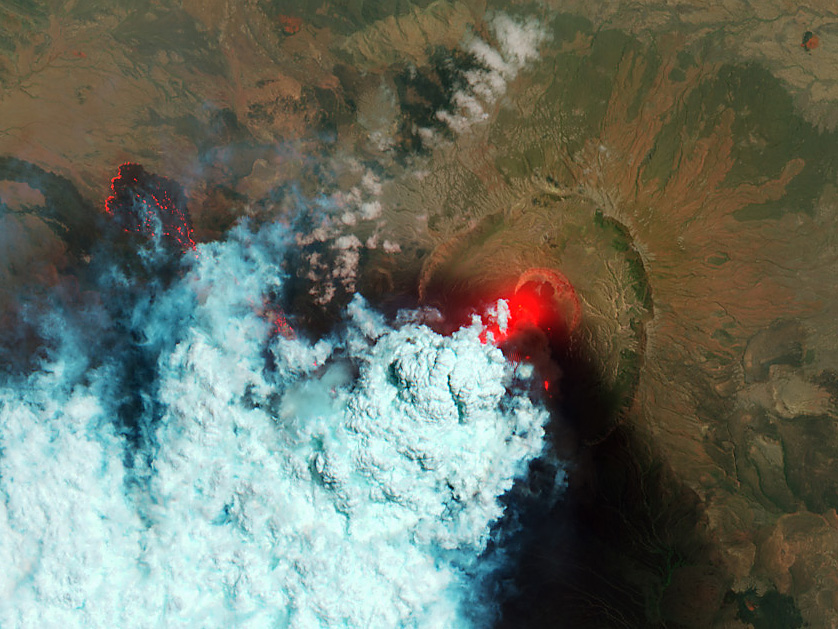
Nabro lors de l'éruption de 2011.
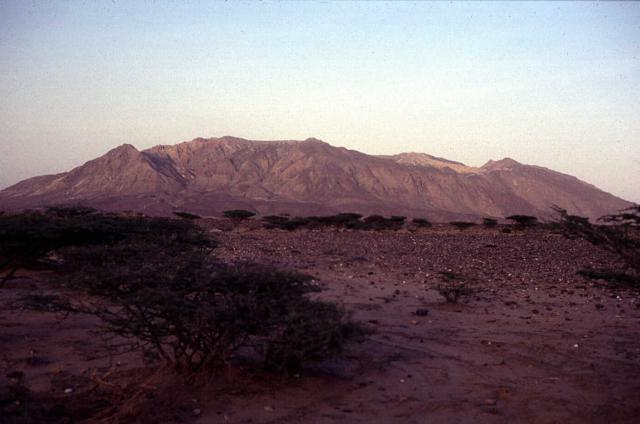
L'Alid.

L'Assab, située dans la région de Delub-Keih-Bahri, culmine à 987 m et est un volcan de type rift. Volcan rouge constitué d'une série de cônes volcaniques, il porte le nom de la ville d'Assab, située non loin de là. Le Dubbi est un stratovolcan actif dont la dernière éruption remonte à octobre 1861 ; cette éruption est d'ailleurs considérée comme la plus importante d'Afrique à l'époque des temps modernes. Le Jalua est quant à lui le volcan le plus septentrional de la vallée du Grand Rift. Enfin, le Nabro, volcan à caldeira actif, est celui qui est entré en éruption le plus récemment, du 13 juin 2011 à la fin de cette année-là ; c'est le volcan le plus haut du pays, culminant à 2 218 m.

#### Géologie
L'une des particularités géologiques de l'Érythrée, partagée en partie avec Djibouti et l'Éthiopie, est la dépression de l'Afar. Cette dépression résulte d'un affaissement entre des plaques tectoniques, qui se nomme graben, se situant entre le bloc Danakil et les hauts plateaux éthiopiens. De cet affaissement nait un horst, le bloc Danakil, qui est l'un des deux endroits au monde où un rift est visible à ciel ouvert, l'autre étant l'Islande,. Ce rift, qui n'appartient pas à la plaque africaine mais à celle arabique, provoque souvent dans la région des tremblements de terre ; mais le plus à craindre dans la région sont les volcans. C'est tout le sud de l'Érythrée qui est concerné par cette particularité géologique.
Les hauts plateaux éthiopiens, dans l'ouest du pays, se sont érigés avec la formation du Grand Rift, qui part de la Tanzanie jusqu'en Érythrée. En surface de cette région, du corail, des alluvions et du sable peuvent être observés, ensuite vient l'ère cénozoïque créant des calcaires dont ceux de Harrar ; au Jurassique, des calcaires horizontaux, les calcaires d'Antalo, se sont formés alors que le Trias laissera une couche de grès brun de trois mètres d'épaisseur. L'archéen est l'une des périodes les plus anciennes des hauts plateaux où des roches métamorphiques comme le gneiss, le micaschiste et l'ardoise composent le sous-sol.

### Climat
La température moyenne quotidienne à Asmara — la capitale, au centre du pays — est de 14,8 °C en décembre et 19,6 °C en juin. Le climat varie beaucoup selon les régions : très chaud et sec en permanence dans le désert côtier érythréen le long de la mer Rouge, plus frais et humide en montant vers les hauts plateaux abyssins. Les maximums et minimums historiques sont 46,7 °C et −1,1 °C.

### Environnement

#### Production et consommation électrique
L'Érythrée connait une évolution constante en ce qui concerne le pourcentage — 52,2 % en 2020 — de l'accès à l'électricité de la population (le pays se place en 2020 derrière la Corée du Nord et devant l'Éthiopie), en 2018, 97 % de la population rurale n'avait pas accès à l'électricité ; avec une estimation de la population donnée entre 3,6 et 3,7 millions d'habitants et son faible développement industriel, sa consommation énergétique est très faible. Le pays gère par exemple un parc éolien de trois turbines à Assab, une centrale hydroélectrique à Arkiko et deux centrales électriques produisant au total près de 160 MW par an ; à titre de comparaison, l'Uruguay, le Kirghizistan et le Liban, qui ont une population comparable, produisent respectivement près de 4 430 MW, 3 900 MW et 2 900 MW. La consommation en électricité du pays atteignait les 360 GWh en 2016. Pour produire cette électricité, l'Érythrée dépend fortement des importations, notamment de pétrole.

#### Faune et flore
Deux écorégions terrestres classées dans le Global 200 se situent en partie dans le pays : la formation buissonnante et fourré décidus à Acacia et Commiphora de la Somalie, qui concerne l'extrême-est des hauts plateaux éthiopiens en Érythrée, et les formations herbeuses et forêts claires montagnardes éthiopiennes, qui concernent une partie des hauts plateaux dans le pays. Deux autres écorégions recouvrent partiellement le pays : la savane sahélienne à Acacia, à l'ouest des hauts plateaux, et la savane soudanienne orientale, dans l'extrême sud-ouest du pays.
En dehors de ces régions buissonnantes où résident beaucoup d'acacias, le pays comprend une vallée de sycomores uniques, dont l'un des plus majestueux du pays est représenté sur le billet de cinq nakfas érythréens. Les îles abritent quant à elles des marais à mangroves.
Avant la guerre et la déforestation qui ont touché le pays, la faune érythréenne était riche, avec des mammifères très représentatifs de l'Afrique comme l'éléphant, la girafe, le buffle et le lion ; ne subsistent actuellement que la gazelle et l'autruche (péninsule de Buri), le babouin, une centaine d'éléphants dans le sud-ouest du pays et quelques lions sur les hauteurs de Barentu, dans le nord. S'ajoute à cela une faune plus basique (lièvres, chats, phacochères, chacals et quelques espèces de singes) alors que les oiseaux profitent d'une pollution de l'air moins présente que dans certaines parties du globe pour se développer ; le pays connait ainsi une quinzaine d'espèces d'oiseaux endémiques, endémisme qui s'explique également par la forte isolation des régions les unes des autres par le Grand Rift. Les îles en mer Rouge et la forêt tropicale de la capitale jouent un autre rôle ; les premières servent d'escale à de nombreuses espèces d'oiseaux migrateurs provenant d'Arabie, de la mer Rouge et de la Méditerranée alors que la seconde abrite une faune aviaire unique en Érythrée. Les espèces les plus menacées actuellement, marines ou terrestres, sont le vautour africain, le grand requin-marteau, le napoléon, le lycaon, la baleine bleue, le vautour à tête blanche et l'âne sauvage.

Faune érythréenne
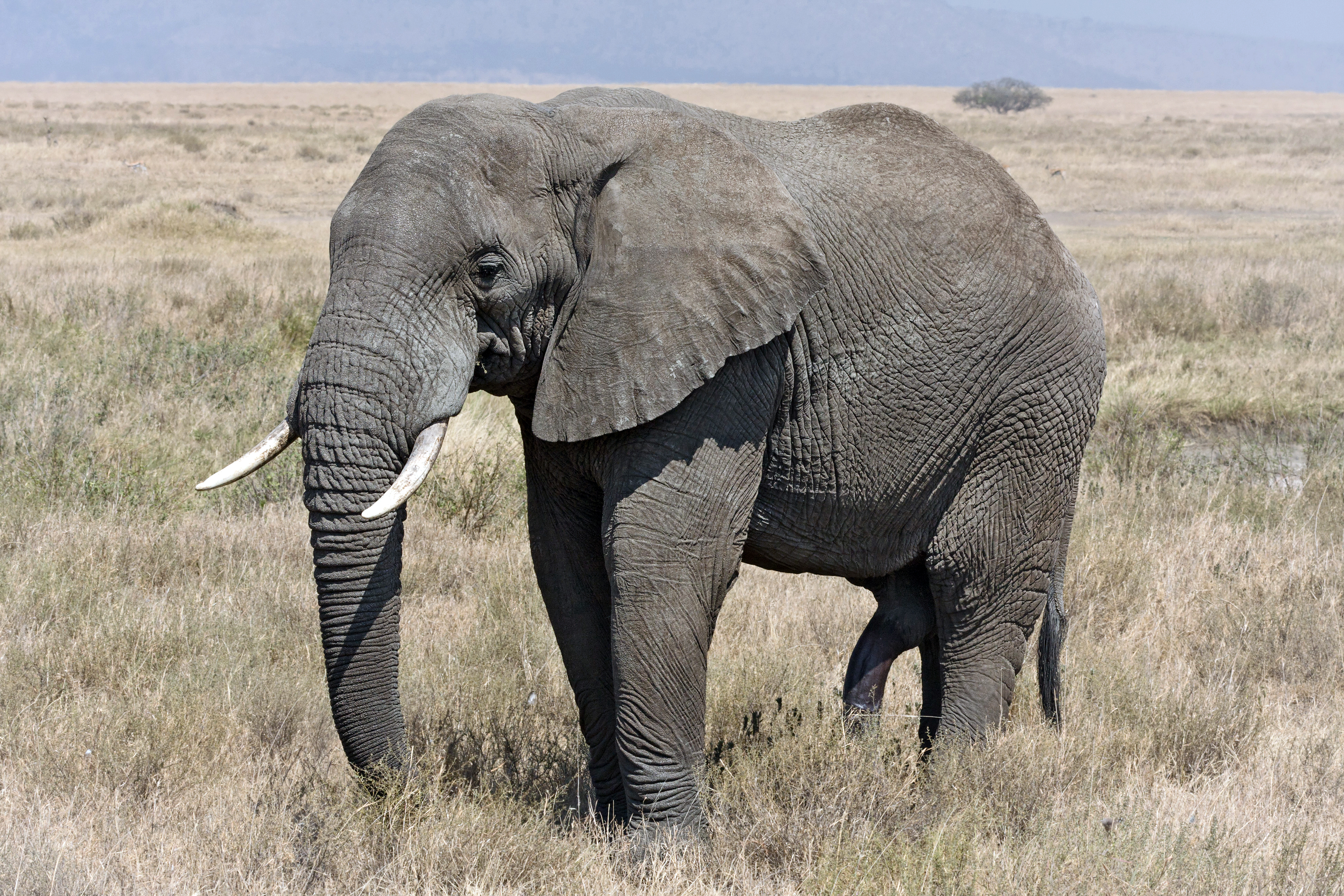
Éléphant d'Afrique.
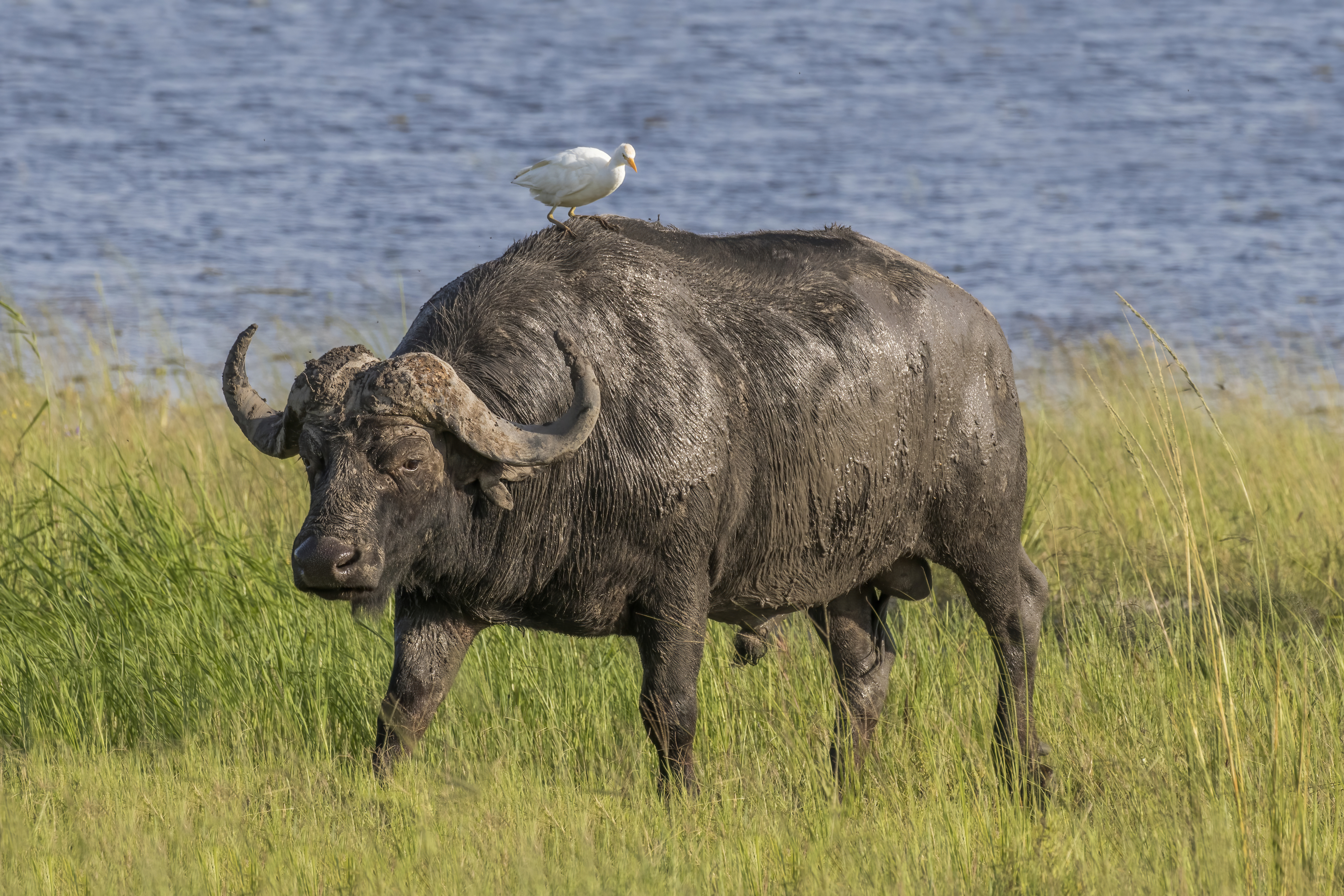
Buffle d'Afrique.
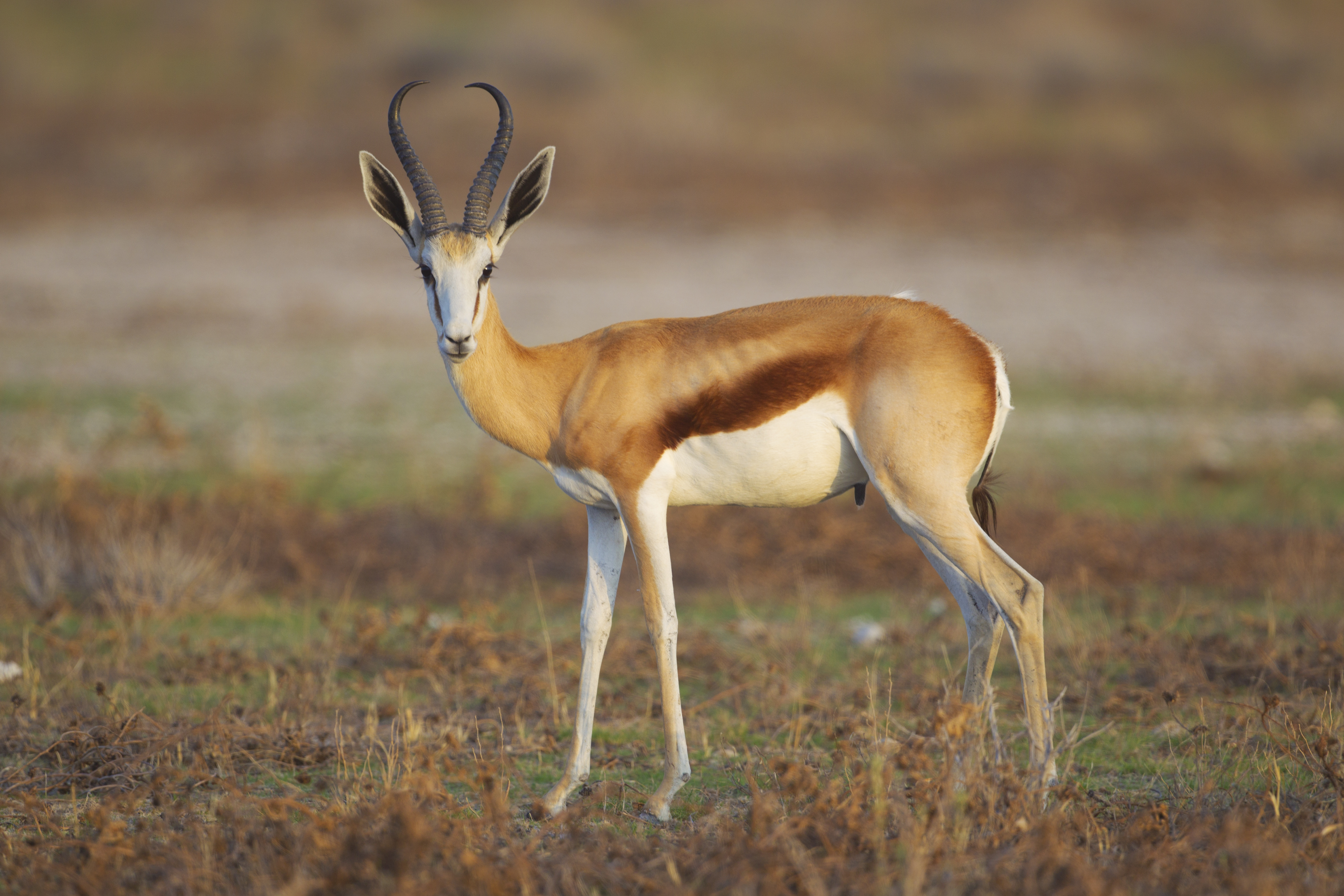
Gazelle.
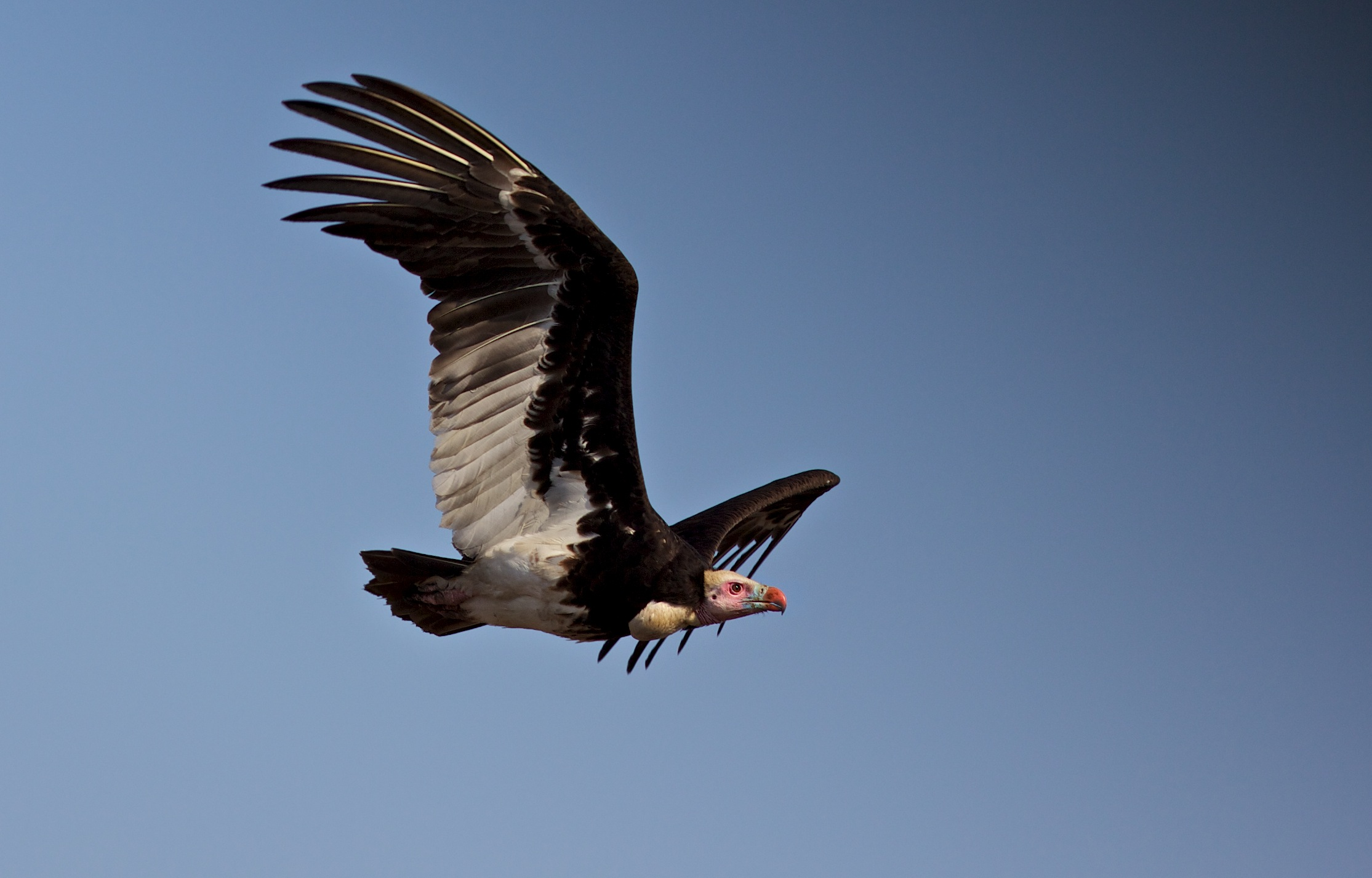
Vautour à tête blanche.
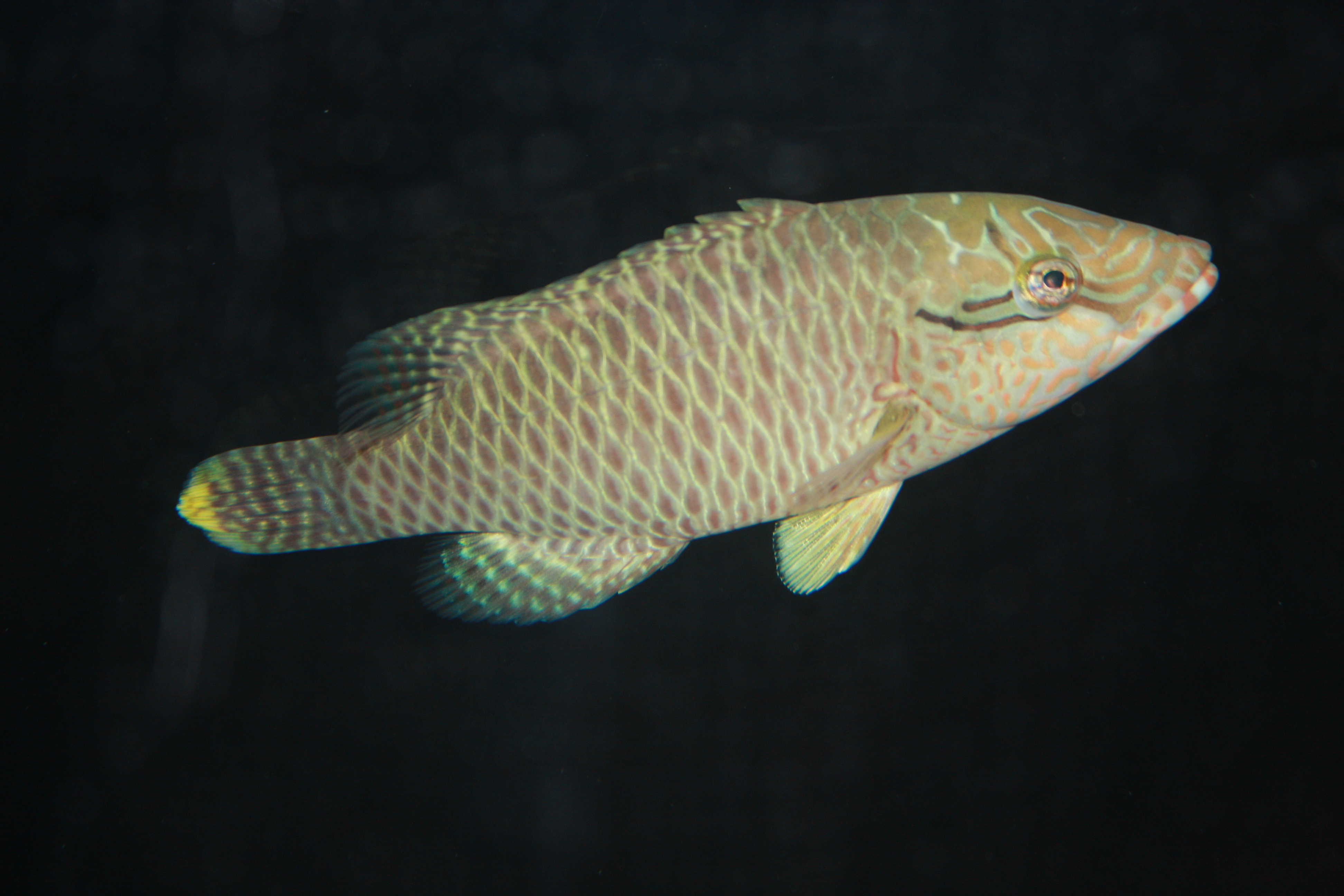
Napoléon.

Les îles du pays, outre le fait de servir d'escale pour les oiseaux migrateurs, profitent d'une géographie sous-marine particulière, avec une profondeur des fonds marins d'une quinzaine de mètres, pour accueillir une petite barrière corallifère, des tortues vertes, des dauphins et des requins.
Depuis quelques années, quelques espèces qui avaient disparu du territoire érythréen reviennent ; c'est notamment le cas de la gazelle de Heuglin qui, après des décennies sans avoir été aperçue dans le pays, s'est montrée dans la région du sud-ouest, Gash-Barka, en 2019.

### Répartition spatiale des habitants

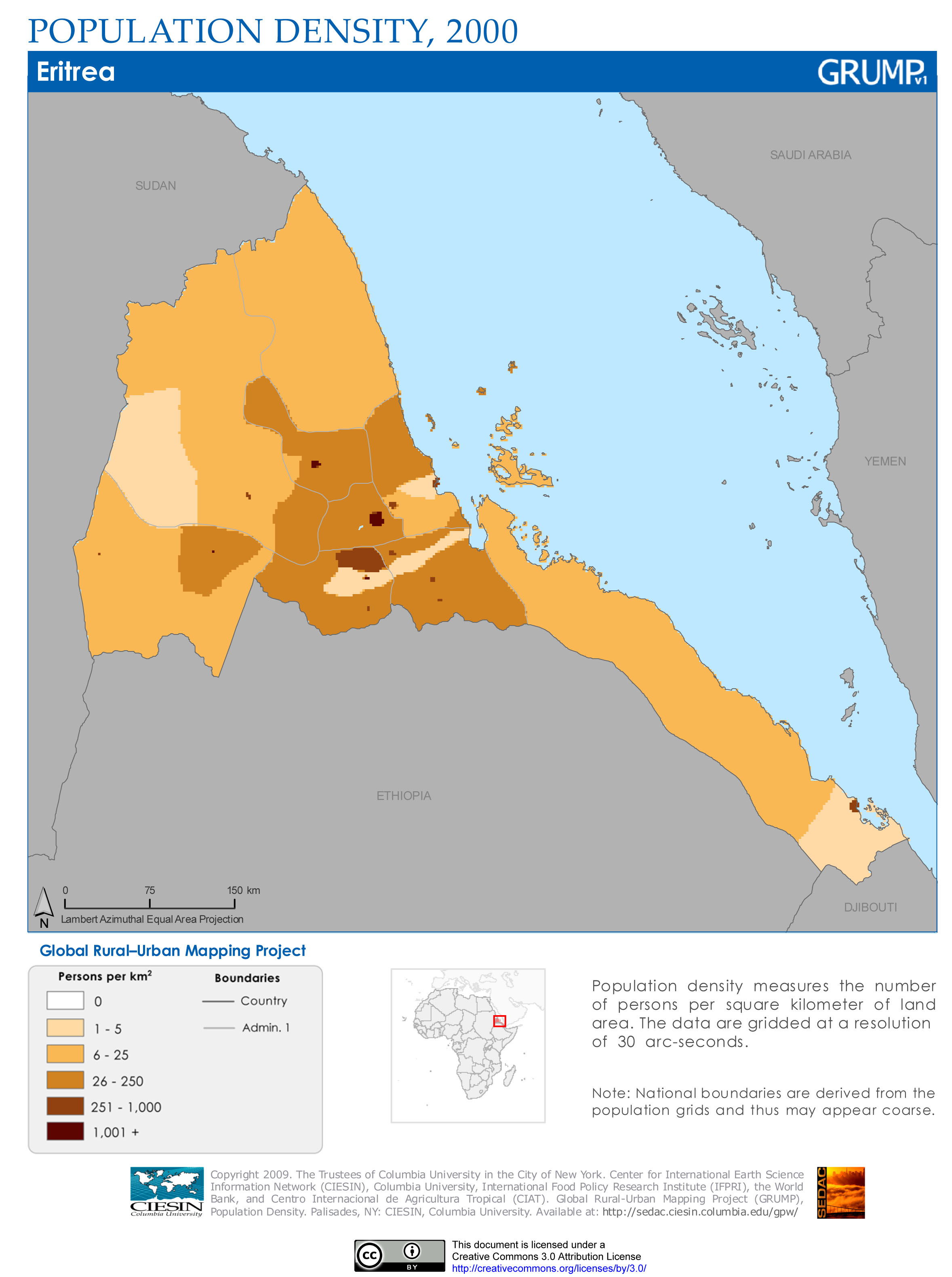
La densité de population de l'Érythrée en 2000.

L'Érythrée est marquée par des déséquilibres spatiaux multiples. D'une part, elle possède l'originalité d'avoir une capitale près de sept fois plus peuplée que la deuxième ville du pays, regroupant près d'un cinquième de la population du pays (pour une population estimée à 3,6 million d'habitants) ou à un dixième de la population du pays (pour une population estimée à 6,7 million d'habitants). Au debut du XXIe siècle, la population érythréenne était surtout concentrée dans les pôles urbains comme Asmara, Assab et Keren et dans les hauts plateaux situés vers la moitié ouest du pays alors que ses parties est et sud, notamment autour de la dépression de l'Afar, n'étaient presque pas peuplées.
L'indépendance du pays a stimulé l'économie, notamment au niveau de trois villes importantes : Asmara, la capitale, et deux villes portuaires, Assab et Massaoua. Le taux de croissance du pays, d'après l'Economist Intelligence Unit (EIU), était en 2013 de 8,5 %.
| \| Asmara Assab Keren Massaoua Mendefera Barentu Adi Keyh Ghinda Édd Dek'emhare Agordat Beylul Nakfa (ville) \| Répartition des principales villes érythréennes. |
| Asmara Assab Keren Massaoua Mendefera Barentu Adi Keyh Ghinda Édd Dek'emhare Agordat Beylul Nakfa (ville)                                                        |

Le tableau ci-dessous liste les principales villes du pays en 2012 de plus de dix mille habitants, classées par défaut en fonction de la population au sein même de la ville et non de leur agglomération péri-urbaine.
| Ville      | Pop. de la ville          |
| ---------- | ------------------------- |
| Asmara     | 697 013 (963 000 en 2020) |
| Assab      | 101 284                   |
| Keren      | 82 198                    |
| Massaoua   | 53 090                    |
| Nakfa      | 26 662 (2005)             |
| Mendefera  | 25 332                    |
| Barentu    | 18 778                    |
| Adi Keyh   | 16 758                    |
| Ghinda     | 14 832                    |
| Édd        | 14 446                    |
| Beylul     | 14 055 (2005)             |
| Dek'emhare | 14 061                    |
| Agordat    | 11 364                    |

Villes érythréennes
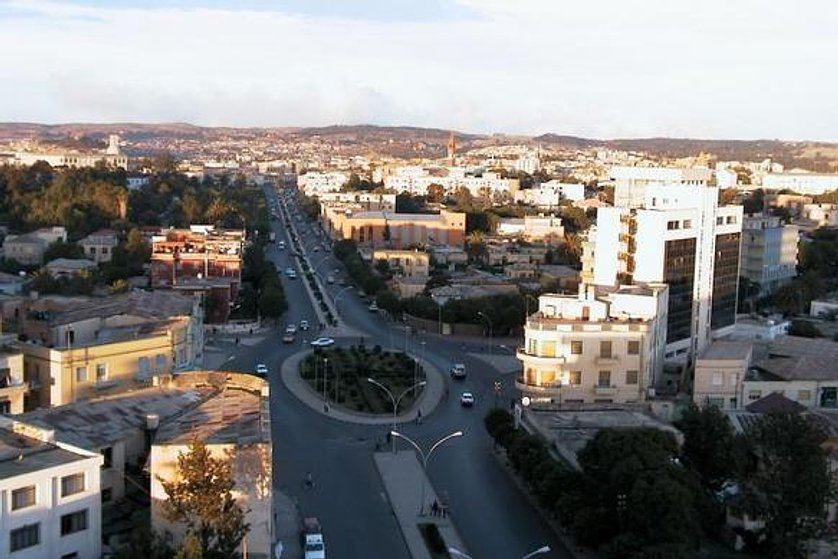
Asmara.
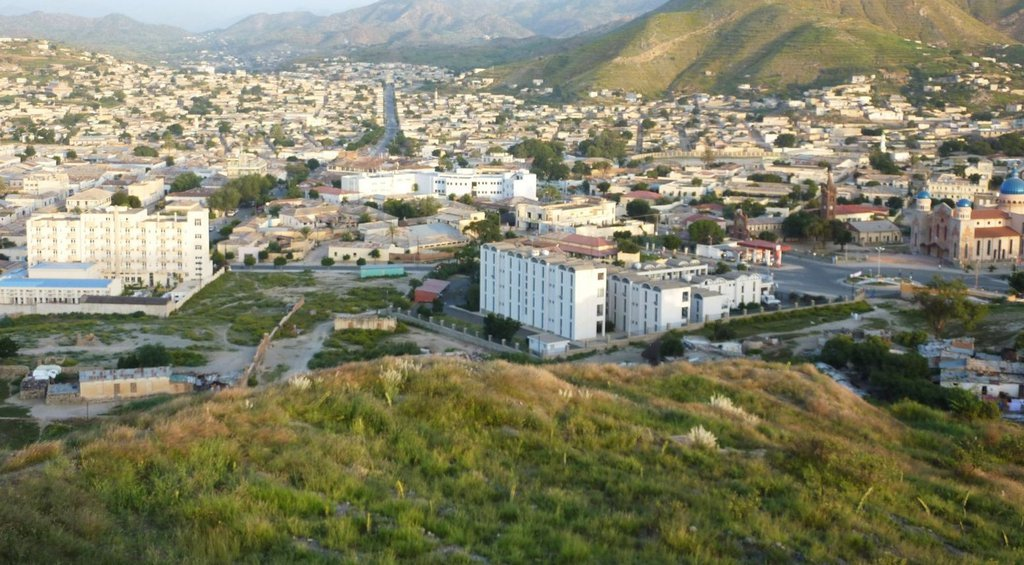
Keren.
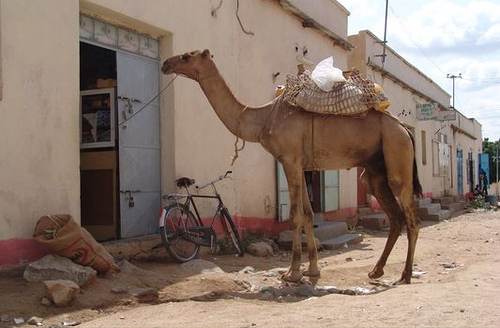
Barentu.
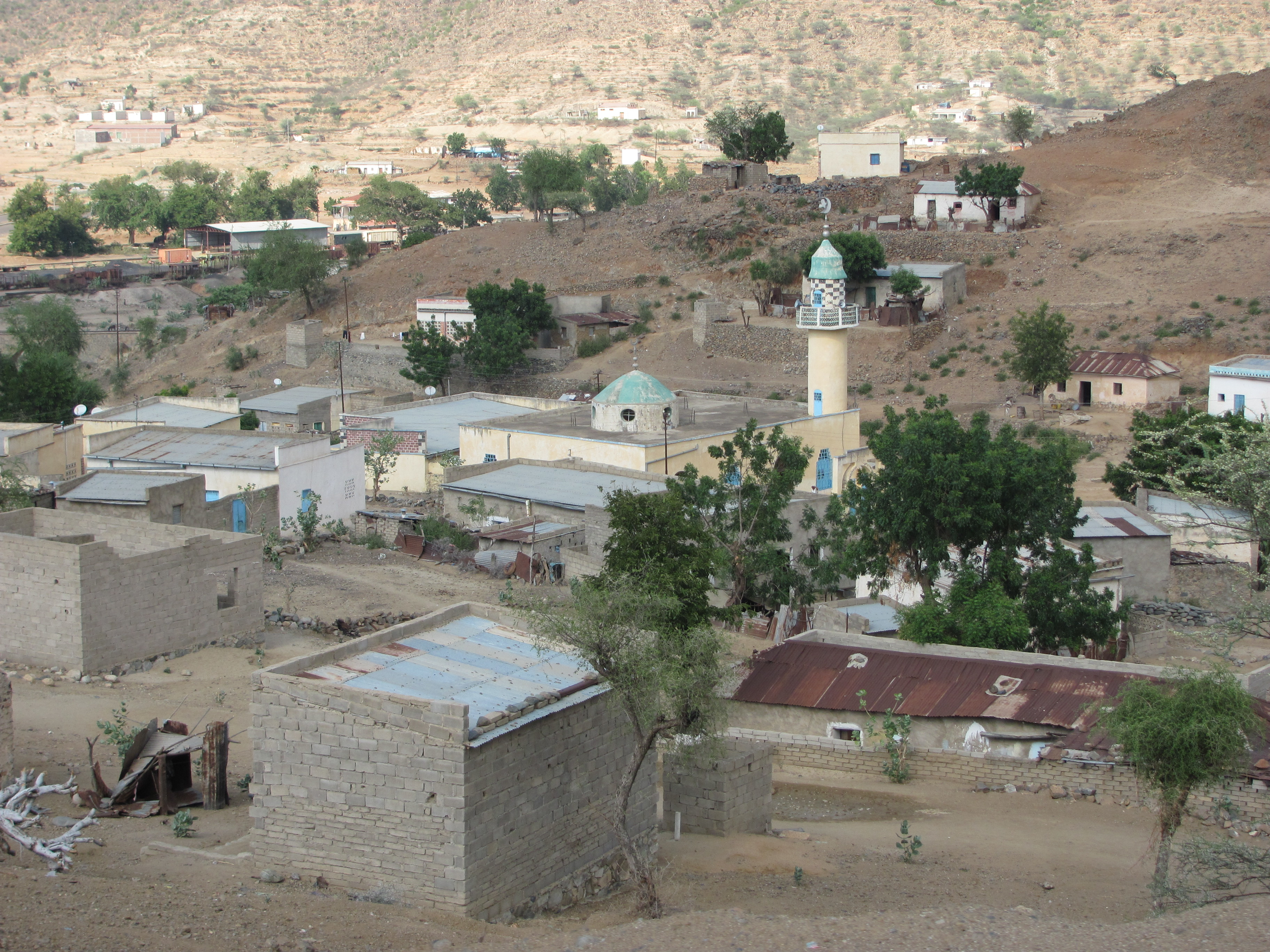
Ghinda.
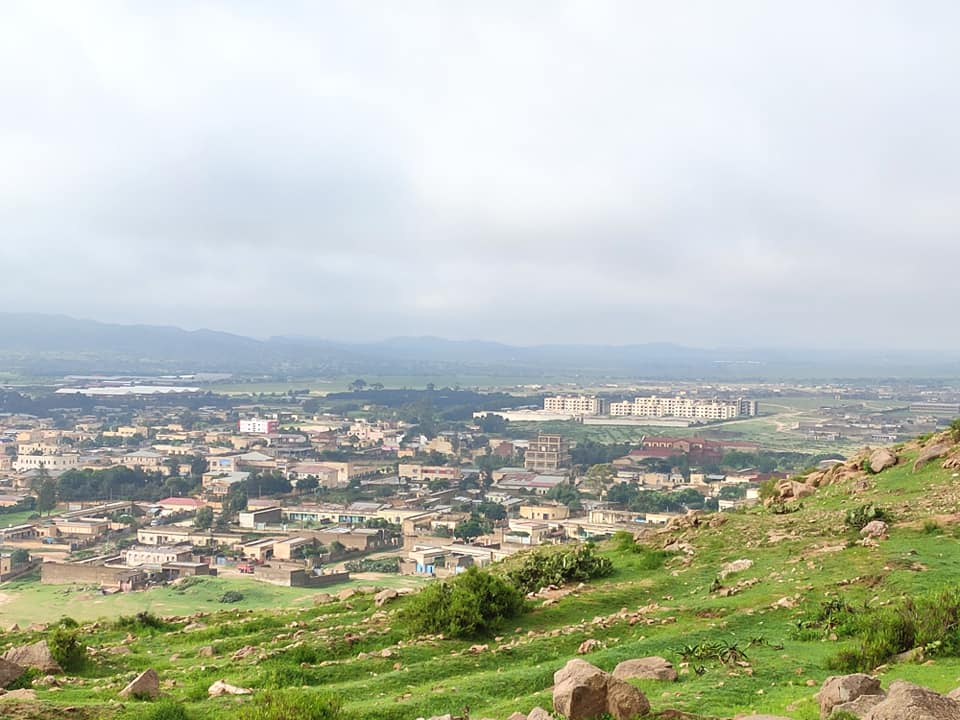
Dek'emhare.

### Géographie administrative

Régions de l'Érythrée : 1. Maekel ; 2. Anseba ; 3. Gash-Barka ; 4. Debub ; 5. Semien-Keih-Bahri ; 6. Debub-Keih-Bahri.

L'Érythrée est divisée en une succession de trois niveaux d'unité de gouvernement qui sont, en allant de la plus grande à la plus petite unité :
- 1er niveau : la zoba (région) ;
- 2e niveau : le district ;
- 3e niveau : la ville.

Espace aux populations très variées, l'Érythrée est un État unitaire qui, en 1993 après son indépendance, a subdivisé le pays en dix régions avant d'en changer le nombre en 1996. Chaque région possède sa propre assemblée élue localement, à l'exception de l'administrateur régional qui est choisi par le président érythréen.

#### Régions et leurs capitales
Noms tigrigna et arabe, si donné, respectivement entre parenthèses si différent du nom français
- Anseba (ዞባ ዓንሰባ, منطقة عنسبا) a pour capitale Keren ; composée de dix districts, la population était estimée en 2001 à 484 200 habitants.
- Maekel (ዞባ ማእከል, المنطقة المركزية) est la région érythréenne qui comprend la capitale du pays (qui est également la capitale de la région). Composée de sept districts (quatre urbains et trois ruraux), la population était estimée en 2005 à 675 700 habitants.
- Gash-Barka (ዞባ ጋሽ ባርካ, منطقة القاش وبركا) a pour capitale Barentu ; composée de quatorze districts, la population était estimée en 2009 à 723 867 habitants.
- Semien-Keih-Bahri (ዞባ ሰሜናዊ ቀይሕ ባሕሪ, منطقة البحر الأحمر الشمال) a pour capitale Massaoua ; composée de neuf districts, la population était estimée à 617 000 habitants. Englobant la partie nord de la côte érythréenne, elle englobe également l'archipel des Dahlak.
- Debub (ዞባ ደቡብ, لمنطقة الجنوبية) a pour capitale Mendefera ; composée de dix districts, la population était estimée en 2009 à 968 507 habitants.
- Debub-Keih-Bahri (ዞባ ደቡባዊ ቀይሕ ባሕሪ, منطقة البحر الأحمر الجنوب) a pour capitale Assab ; composée de trois districts, la population était estimée à 293 000 habitants.

### Axes de communication
Classé 49e sur 54 en matière de développement des infrastructures de transport, l'Érythrée gère très mal ses opportunités logistiques, notamment en ce qui concerne son front de mer et son archipel. Le pays est classé en 2018 à la 155e place concernant la performance logistique, dans un classement de 160 pays.
Trois aéroports internationaux, situés à Asmara, Assab (en) et Massaoua (en), permettent de desservir le pays vers Le Caire (EgyptAir), Istanbul (Turkish Airlines) et Doha (Qatar Airways) ; il se situent dans trois grandes villes érythréennes assez éloignée les unes des autres. Keren, par exemple, n'a pas d'aéroport bien qu'elle se situe à égale distance d'Asmara que Massaoua à la capitale, mais Massaoua est une ville portuaire qui bénéficie d'une puissance économique plus importante. Le nombre d'aéroports avec des pistes non goudronnés est passé de dix-huit en 1999 à neuf en 2013, réduisant ainsi le nombre d'aéroports dans le pays puisque le nombre d'aéroport avec des pistes goudronnées, en comptant les trois aéroports internationaux, s'élève à quatre depuis 2002.

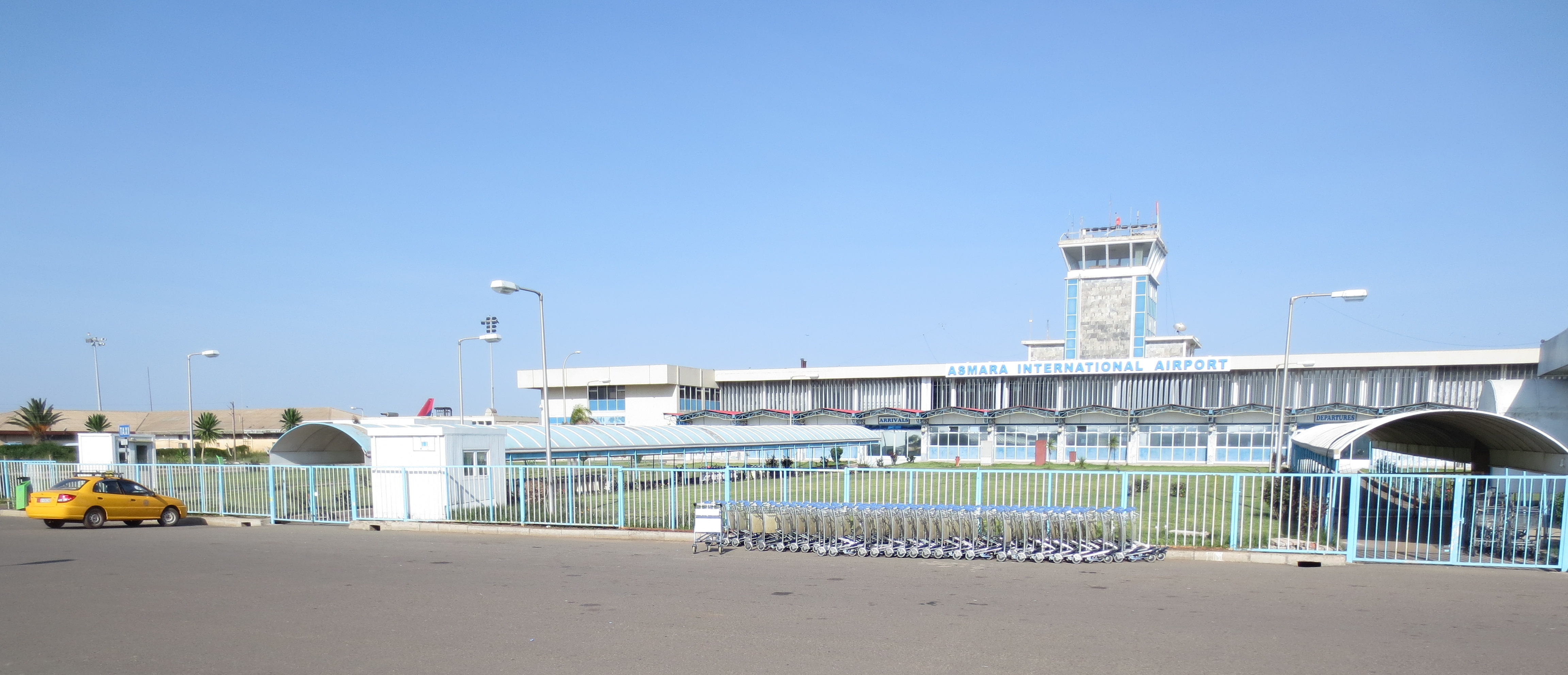
Aéroport d'Asmara.
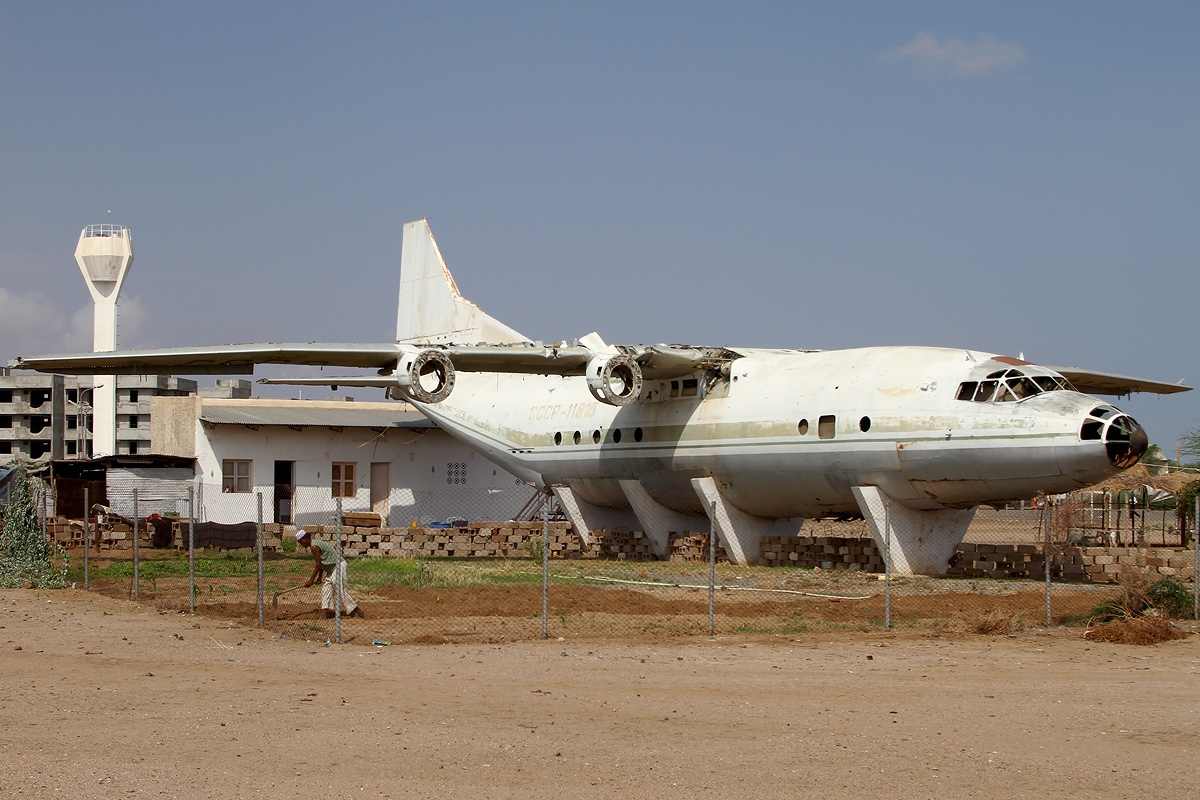
L'épave d'un Antonov à l'aéroport de Massaoua.

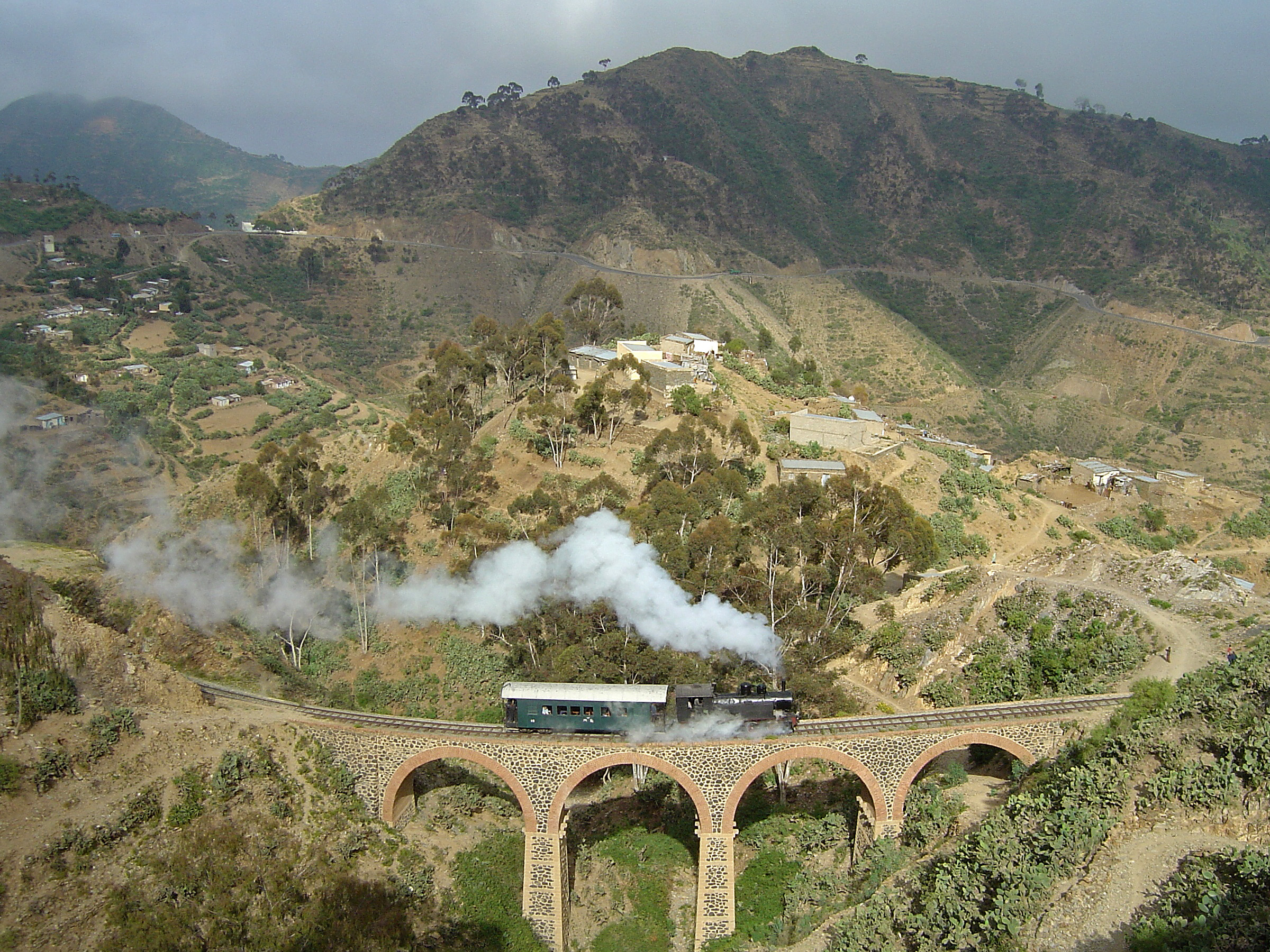
La ligne de chemin de fer sur les hauteurs de Massaoua en 2008.

Le réseau de voies ferrées est peu développé, il existe une seule ligne parcourant quelques centaines de kilomètres (306 pour être précis) reliant Biscia au port de Massaoua en passant par Agordat et la capitale, Asmara. Le réseau n'est pas électrifié et les locomotives sont majoritairement à vapeur bien qu'il existe cinq locomotives diesel. Ce réseau ferré, très petit est-il, n'est fonctionnel que sur le tronçon reliant Asmara à Massaoua, et seulement dans un but touristique ; depuis le début de la pandémie de Covid-19, la ligne est à l'arrêt et nécessiterait des travaux de restauration. La ligne comprend des tunnels et des ponts ferroviaires, parcourant une région inhospitalière d'un point de vue des infrastructures ferrées. Elle passe au-dessus de plusieurs cours d'eau et coupe de nombreux villages (bien que ces derniers ne soient coupés que très rarement par la circulation ferroviaire). La ligne se sépare à Dogali mais ce bout de ligne de quelques centaines de mètres n'est pas exploitable. Toujours à Dogali, des anciennes parties de voies ferrées servent de routes automobiles (des pistes de terre) et les ponts ferroviaires peuvent servir à certains endroits de pont pour les autres usagers.

Trains et chemin de fer érythréens
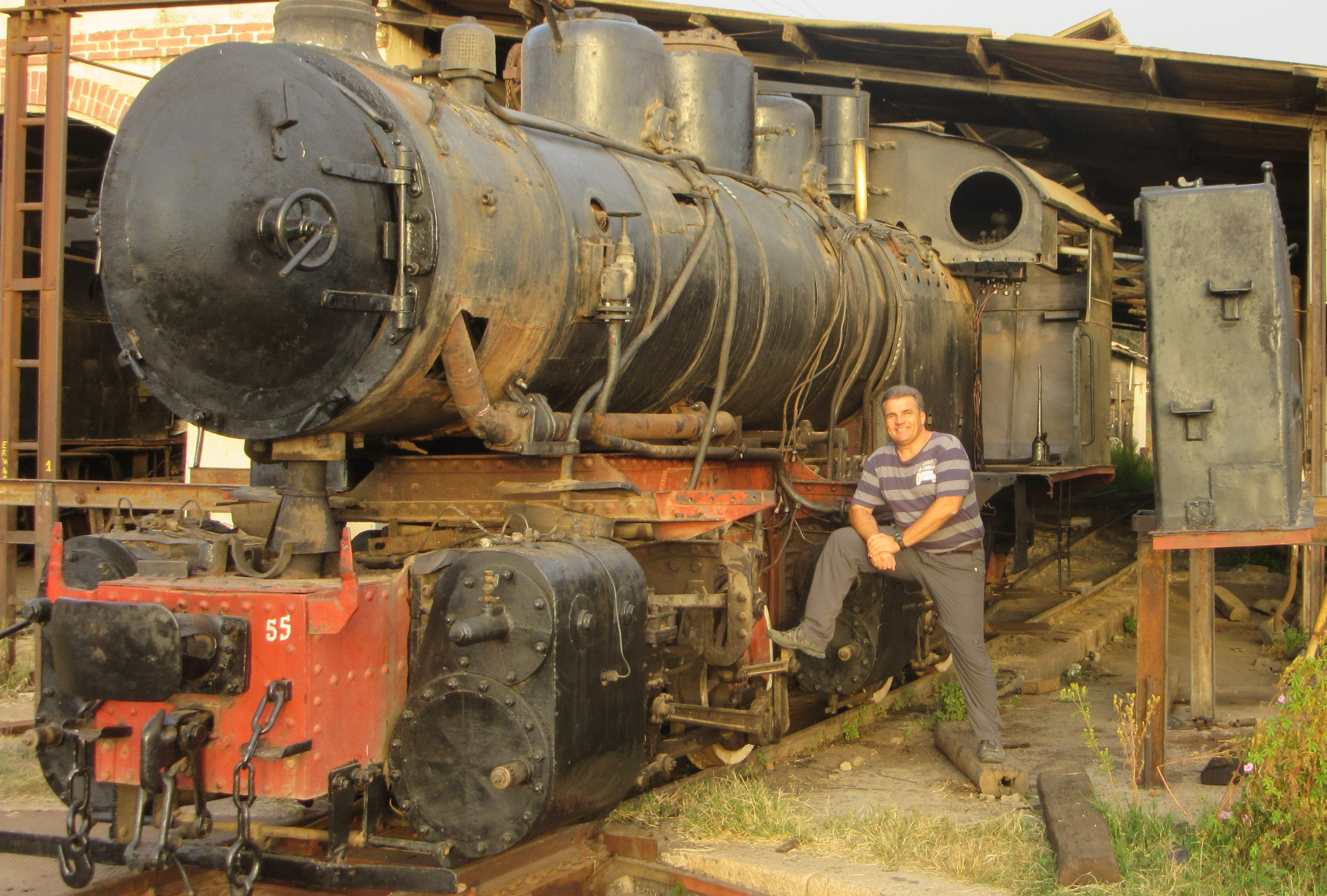
Locomotive à vapeur érythréenne.
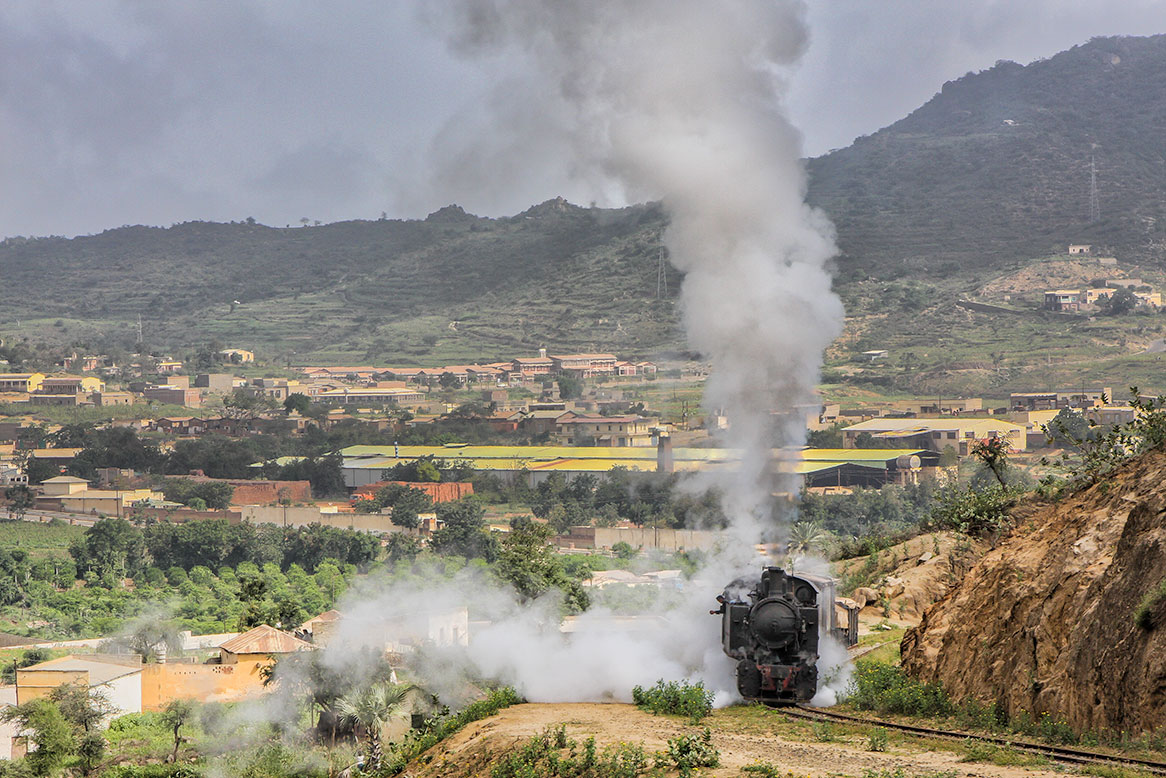
Train à vapeur à Asmara.
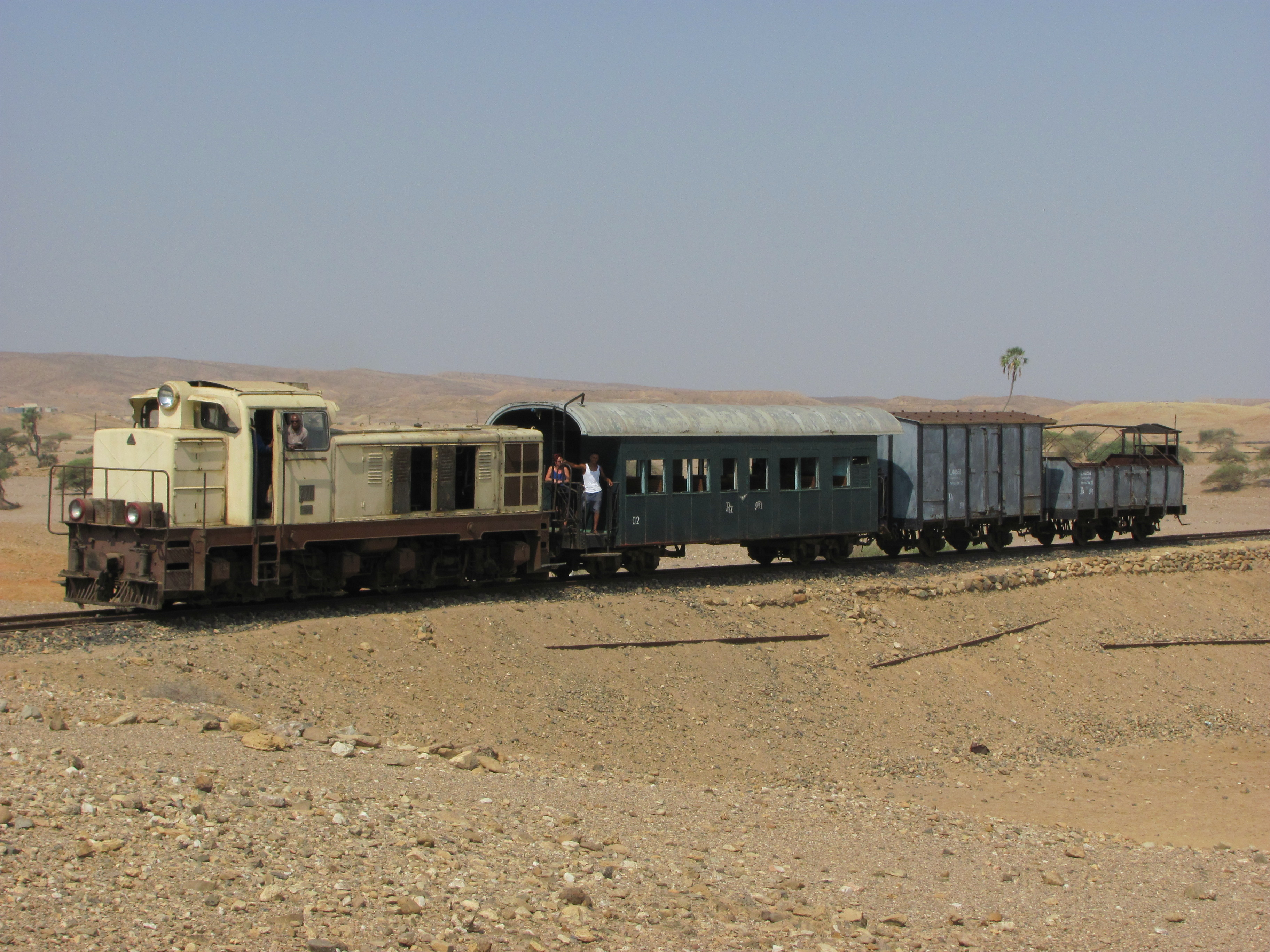
Train au diesel en Érythrée.
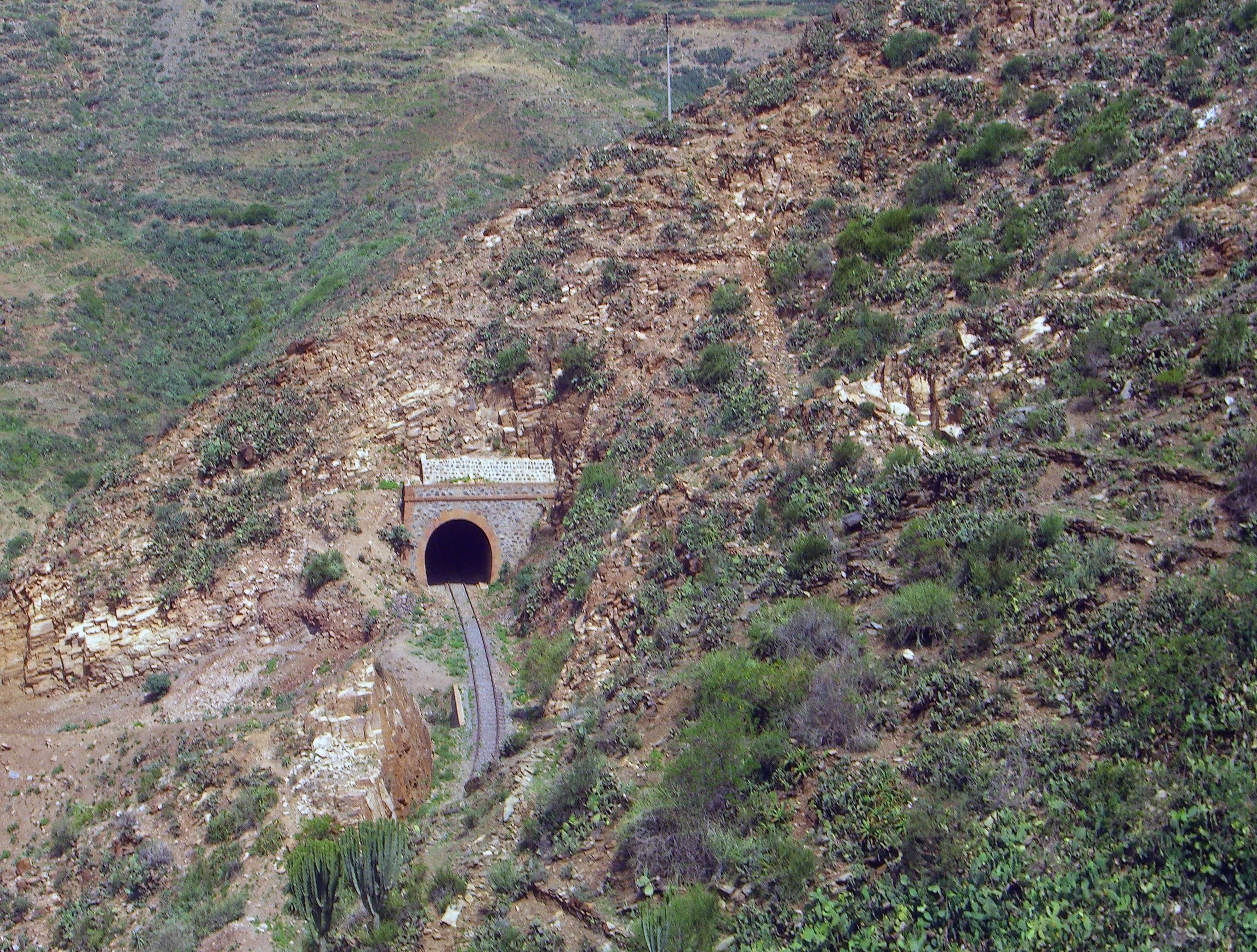
Tunnel ferroviaire en Érythrée.
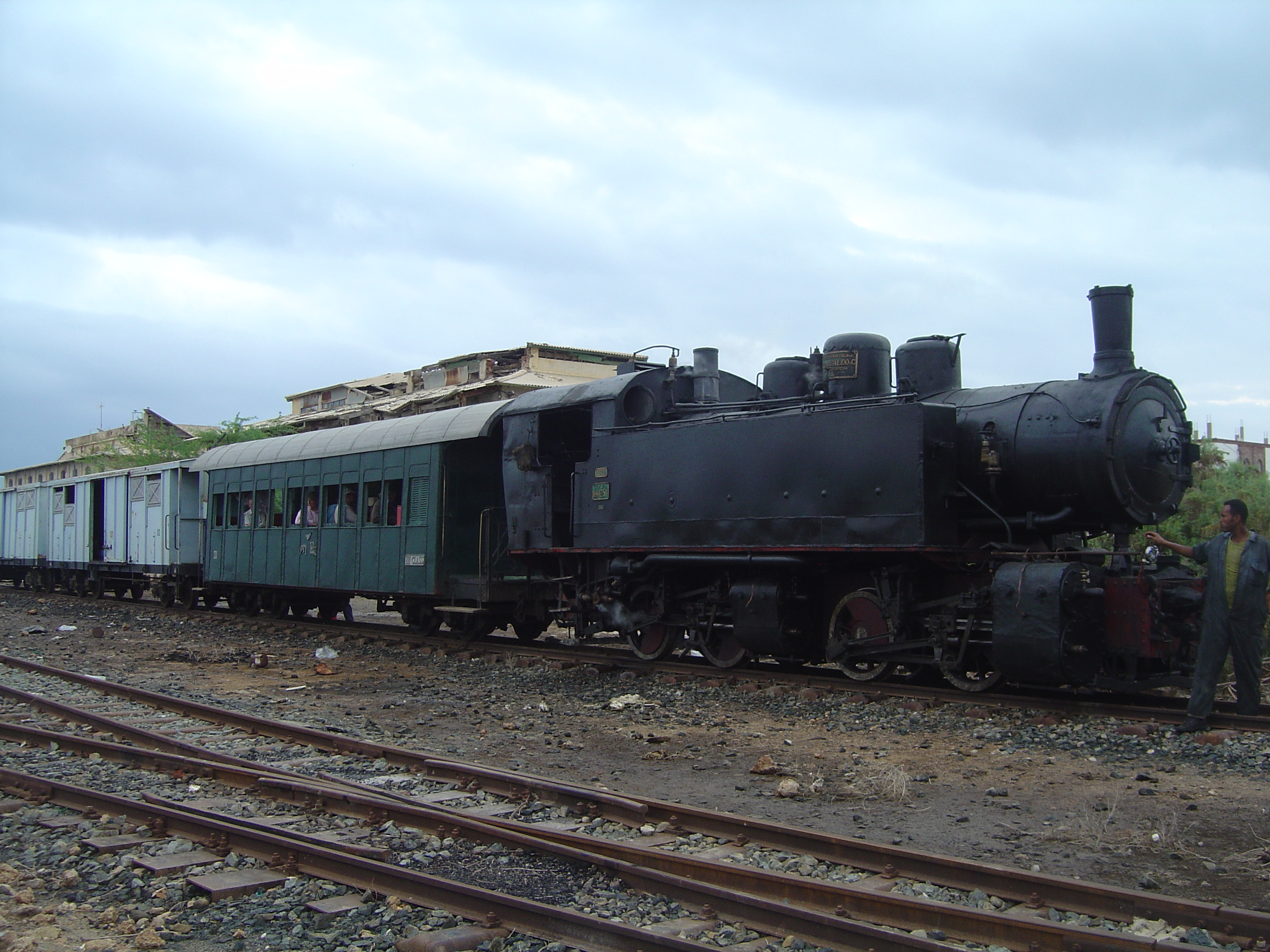
Locomotive à vapeur à la gare de Massaoua.

Le pays compte deux ports d'importance nationale : Assab et Massaoua. Ces deux ports permettent le développement économique des deux villes et renforcent la position érythréenne dans les régions peu hospitalières de la côte. Assab prend une position géostratégique très importante dans le sud du pays, étant situé au nord du détroit de Bab-el-Mandeb, donnant d'une part sur le golfe d'Aden et l'océan Indien et d'autre part sur la mer Rouge et le canal de Suez ; c'est l'une des routes maritimes les plus fréquentées au monde,.

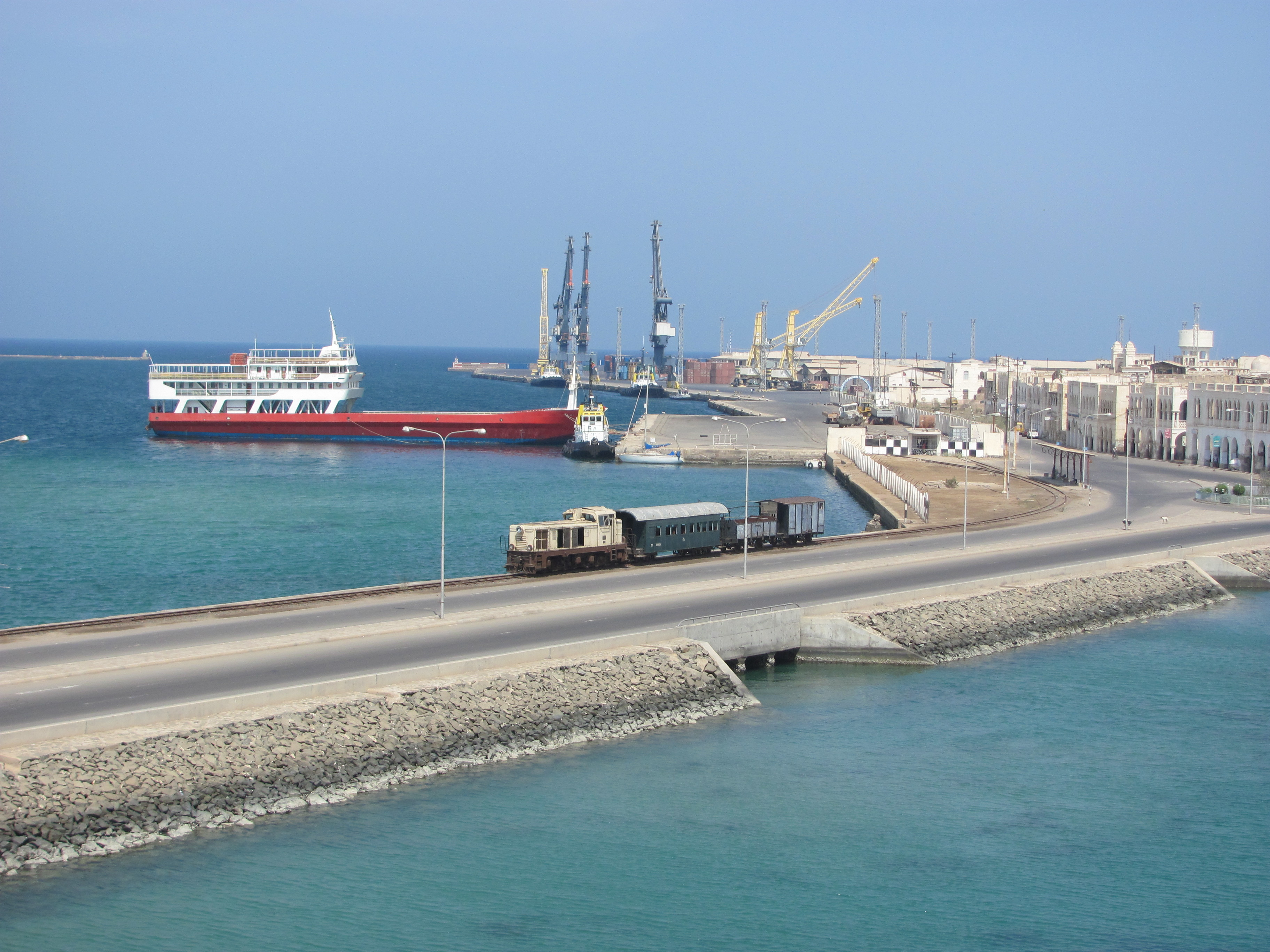
Le port de Massaoua.

Le pays n'arrive pas à tirer parti gagnante de ses deux ports. Celui de Massaoua, par exemple, occupe une position stratégique mais ne peut accueillir que cinq à six gros navires pour un volume annuel de 27 000 containers en 2019 alors que le port de Djibouti en accueillait près d'un million sur la même année. Le port d'Assab pourrait tout de même connaître un revirement géopolitique grâce à la construction d'une route asphaltée de moins d'une centaine de kilomètres de long entre la frontière éthiopienne et le port. L'Érythrée peut en effet se réjouir d'avoir l'Éthiopie privée de côte à l'est avec les problèmes internes de la Somalie et l'envie de dépendance envers le port de Djibouti qui représente 90 % des importations maritimes du pays enclavé. Pour réduire cette dépendance, l'Éthiopie a financé, avec le soutien de la Chine, une route vers Assab.
Les routes sont le moyen le plus efficace pour se déplacer dans le pays, avec des axes majeurs partant tous de la capitale. Il y a quatre axes majeurs : Asmara - Massaoua, Asmara - Teseney (en passant par Keren, Agordat et Barentu), Asmara - Adi Quala (en passant par Mendefera) et Asmara - Adi Keyh (en passant par Dek'emhare). Assab est mieux reliée aux pays voisins (Djibouti et Éthiopie) que dans l'Érythrée. Le réseau de voiries goudronnées est vieux, à l'exception des grandes villes, et il est déconseillé de rouler de nuit.
Le pays comptait 16 000 km de routes dont seulement 1 600 km étaient asphaltés en 2000, d'après le CIA World Factbook du 31 décembre 2019. L'Érythrée se situe en dehors du réseau des routes transafricaines tout comme le Burundi, la Somalie, la Guinée équatoriale, le Lesotho, le Malawi, le Rwanda, le Soudan du Sud et l'Eswatini.

## Histoire

### Chronologie jusqu'à la déclaration de l'indépendance
- XXVe siècle av. J.-C. : pays de Pount [réf. souhaitée] ou de Ta Nétjer.

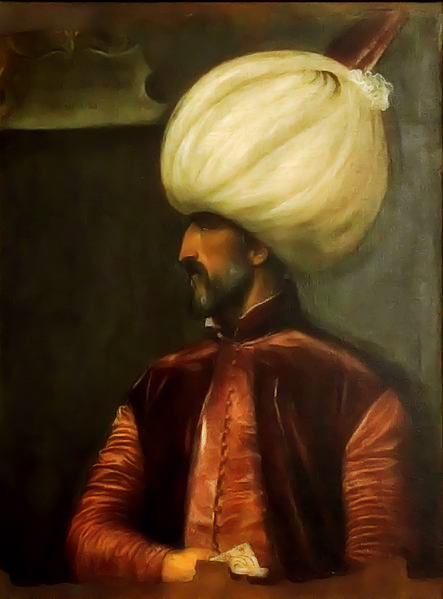
Huile sur toile de Soliman le Magnifique, sultan ottoman qui acquiert l'Érythrée et l'administre à la province ottomane de Habesh.

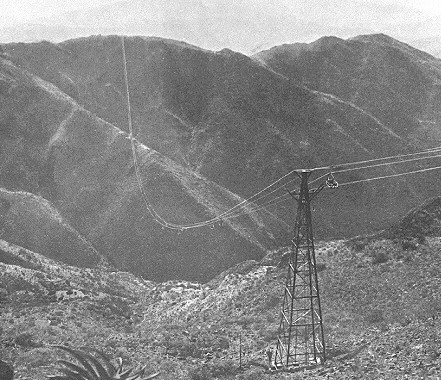
Le téléphérique de Massaoua, aujourd'hui détruit, reste le plus long téléphérique de l'histoire jamais construit. Il reliait Asmara à Massaoua.

- VIIIe siècle av. J.-C. : royaume D'mt dans le centre-sud de l'actuel Érythrée.
- VIIIe siècle av. J.-C. : culture Ona.
- Ier siècle av. J.-C. : empire d'Aksoum.
- XIVe siècle : sultanat d'Ifat.
- XVe siècle : sultanat d'Adal.
- v.  1540 : empire éthiopien.
- 1557 : début de la domination ottomane par l'invasion de Soliman le Magnifique.
- 1690 : cartographie de l'Éthiopie-Abyssinie par Vincenzo Coronelli.
- v.  1850 : sultanat d'Awsa.
- 1865 : l'Égypte acquiert la province ottomane de Habesh.
- 1869 : les Italiens commencent l'acquisition des côtes érythréennes.
- 1885 : colonisation et fixation des frontières érythréennes.
- 1889 : signature du traité de Wouchalé.
- 1922 : Benito Mussolini prend le pouvoir en Italie.
- 1935 : début de la seconde guerre italo-éthiopienne.
- 1937 : construction du téléphérique de Massaoua à Asmara.
- 1941 : bataille de Keren et début de l'administration britannique.
- 1950 : commission des Nations unies en Érythrée qui souhaite l'indépendance envers le Royaume-Uni.
- 1952 : ratification de la constitution fédérant l'Éthiopie et l'Érythrée par le roi Hailé Sélassié Ier.
- 1958 : fondation du Mouvement de libération de l'Érythrée (MLE).
- 1960 : fondation du Front de libération de l'Érythrée (FLE).
- 1962 : fin de la fédéralisation et réunification de l'Érythrée sous l'empire éthiopien.
- 1971 : entrée en vigueur de la loi martiale et déploiement des forces armées en Érythrée.
- 1974 : coup d'État, le Derg remplace Hailé Sélassié Ier.
- 1977 : l'URSS envoie des armes à l'Éthiopie pour lutter contre le FPLE.
- 1988 : bataille d'Afabet.
- 1991 : renversement du Derg par le FLPT ; déclaration de l'indépendance le 27 avril.

### Préhistoire et protohistoire
Le bassin sédimentaire de Buya, situé dans la dépression « dancalienne » de l'Afar, est une des zones archéologiques les plus importantes pour comprendre les origines du genre Homo, dont l'Homo sapiens descend. C'est dans ce bassin que sera découvert en 2010, par des chercheurs franco-italiens, des restes d'un nouvel hominidé vieux d'environ un million d'années,. L'Érythrée détient également l'un des rares sites au monde à avoir des empreintes de pas conservées vieilles de plusieurs centaines de milliers d'années avec le site Aalad-Amo, dans le désert Danakil. Ce site est d'autant important qu'il n'inclut que des traces d'Homo erectus là où les autres sites, que sont ceux de Laetoli en Tanzanie, Llaret et Koobi Fora au Kenya, présentent des empreintes de différentes espèces d'Homo.
L'Érythrée se situe dans ce qui est appelé le « berceau de l'humanité », c'est-à-dire une région où des découvertes paléoanthropologiques importantes ont été mises à jour. Au Tchad, par exemple, Toumaï peut être considéré comme l'hominidé le plus vieux alors que les hominidés avec une capacité cérébrale de plus de 750 cm3 ont été découverts au Kenya et en Érythrée.

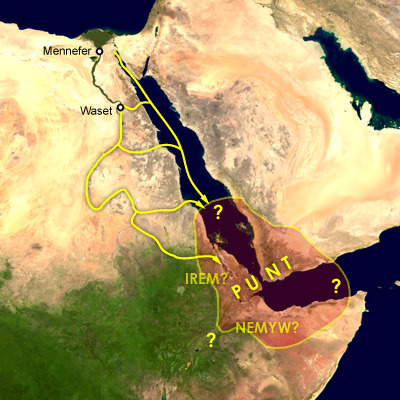
Localisation du pays de Pount.

La protohistoire érythréenne pourrait avoir débuté avec ce qui est nommé le pays de Pount, Ta Nétjer pour les égyptiens antiques, et qui se serait situé le long de la côte africaine et sud-arabique de la mer Rouge, sur un territoire s'établissant du Soudan à la Somalie et au Yémen de l'autre côté de la mer.
La première mention du pays de Pount remonte au XXVe siècle av. J.-C. avec une mention sur la pierre de Palerme à l'époque du pharaon Sahourê de la Ve dynastie. Les égyptiens sous l'Ancien Empire ont eu à plusieurs reprises des rapprochements avec le pays de Pount comme le montre des blocs sculptés découverts en 2003 sur le site funéraire d'Abousir. Sous le Moyen Empire, les expéditions vers Pount sont de plus en plus nombreuses ; mais c'est sous le Nouvel Empire, avec l'expédition supervisée par le haut fonctionnaire Nehesy pour la reine Hatchepsout, que les plus grandes connaissances sur le peuple du pays nous sont parvenues grâce à des reliefs sur les murs du portique nord de la seconde terrasse du temple funéraire de la reine. Le pays était convoité pour la myrrhe, l'encens, l'obsidienne et les peaux de bêtes exotiques comme le léopard.

Protohistoire érythréenne
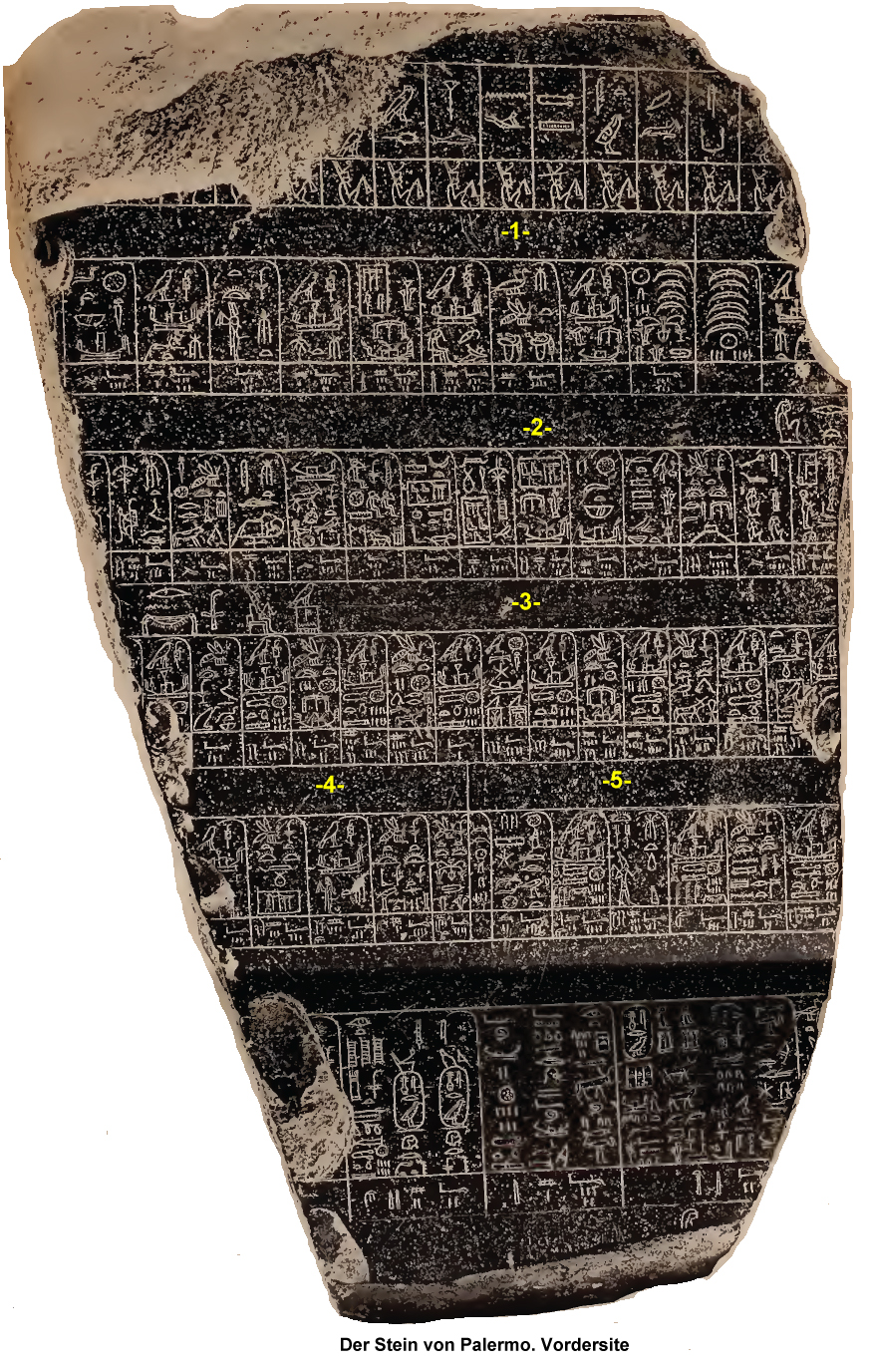
Pierre de Palerme.
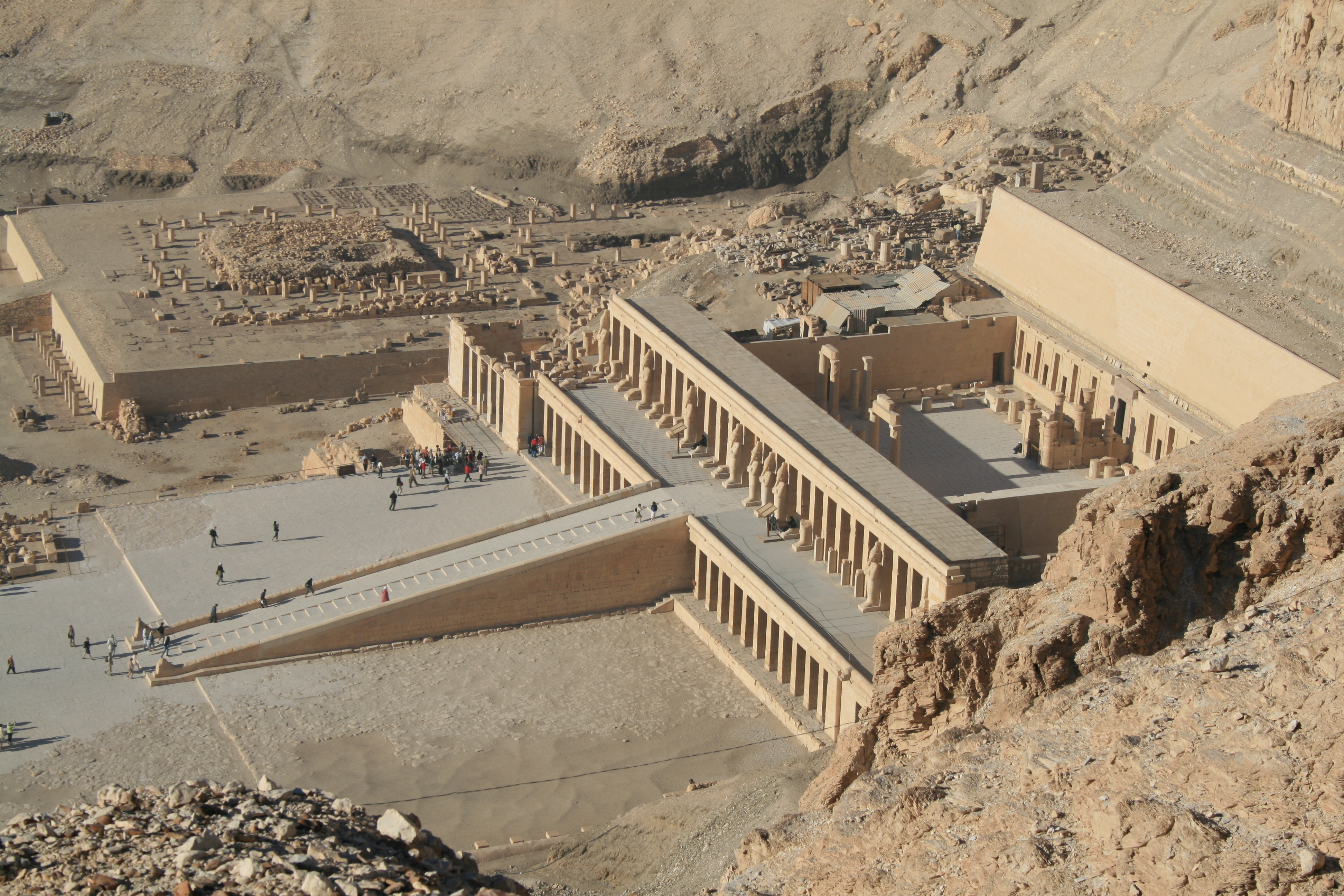
Le temple d'Hatchepsout.
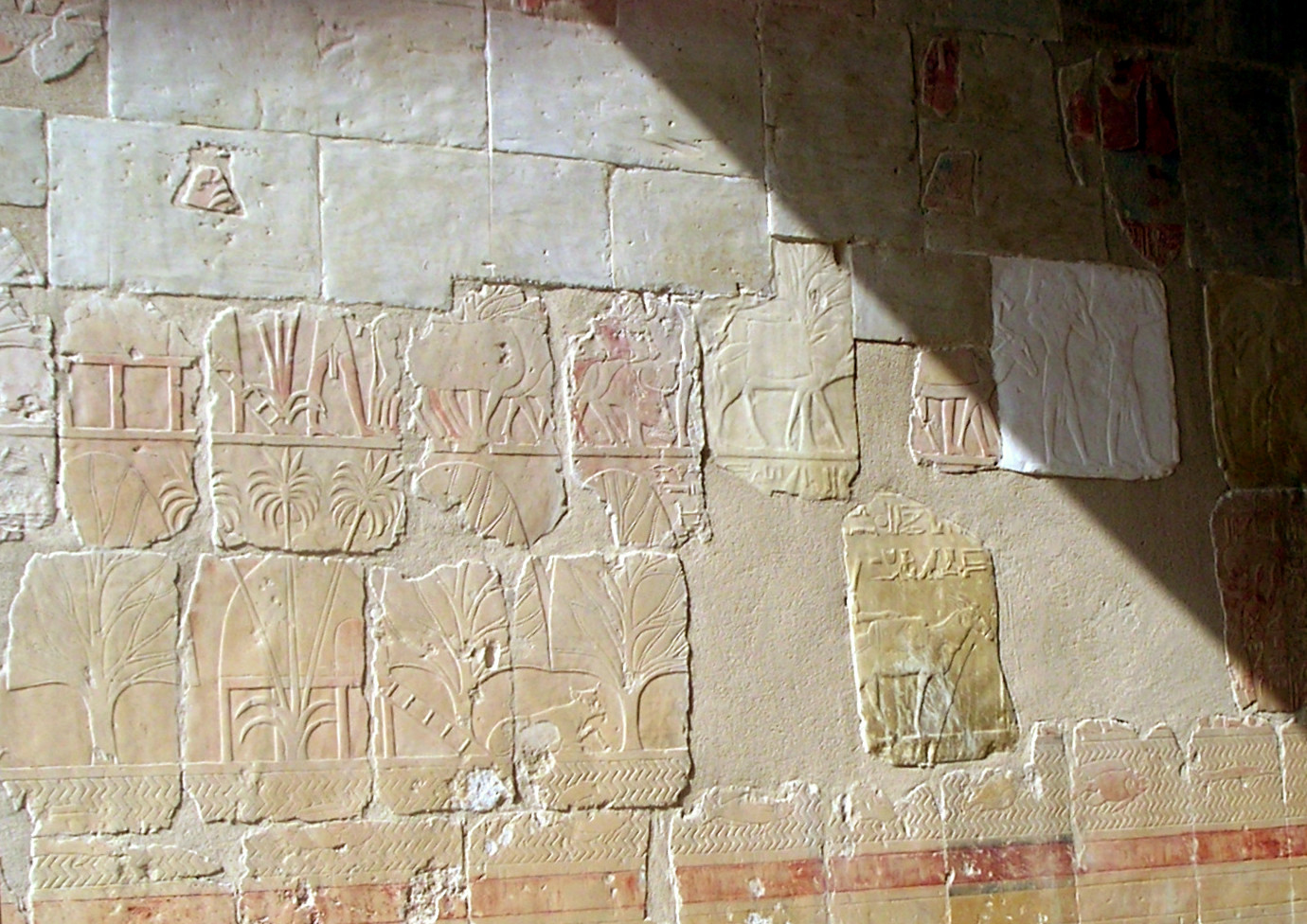
Reliefs du temple funéraire.
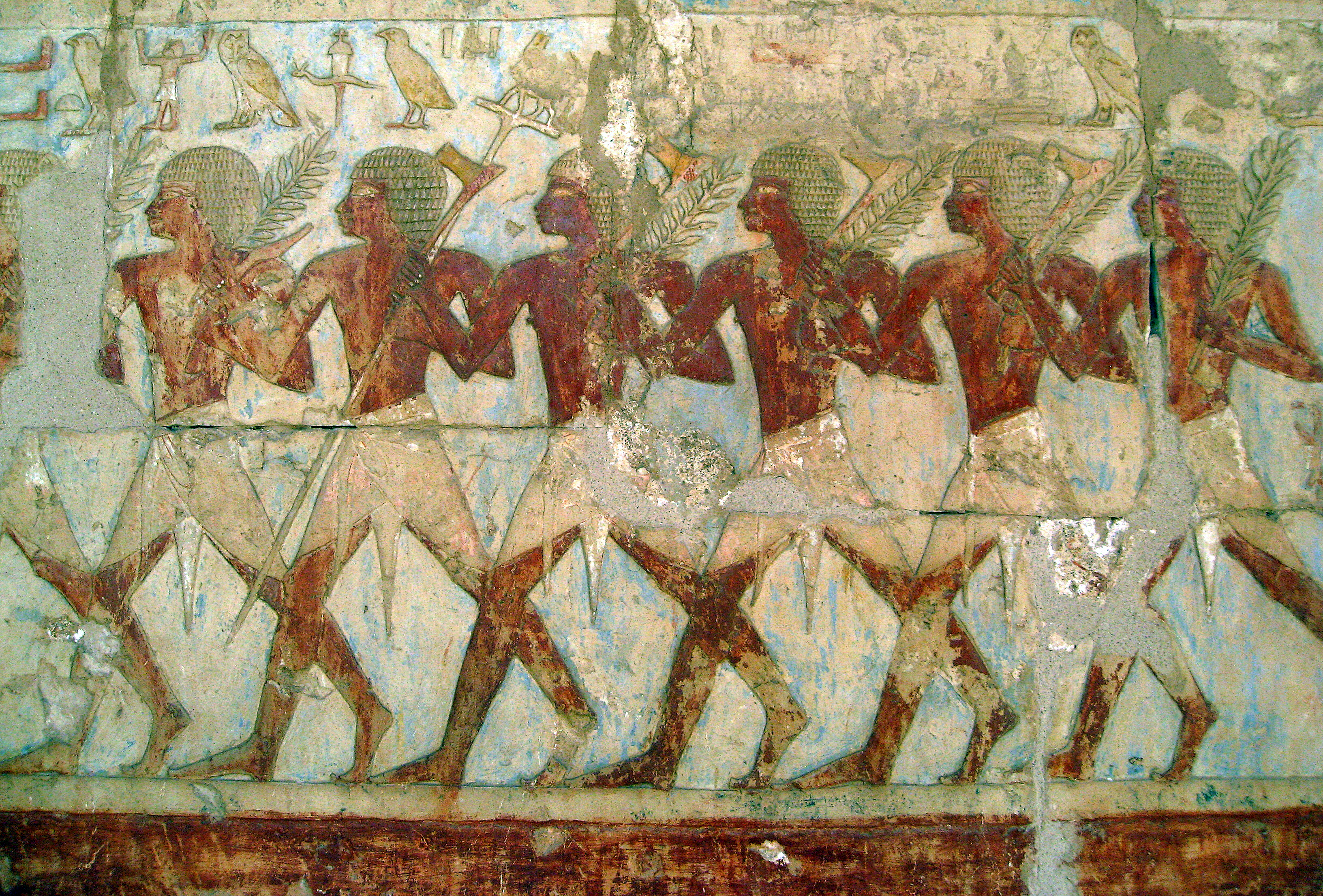
Relief représentant l'expédition égyptienne au Pount.

### Antiquité

#### D'mt, Saba, Ona et les Babyllinioi
Le pays de Pount, dont la localisation reste incertaine, disparait et laisse place vers le Xe siècle au royaume D'mt, aussi orthographié Damat ou encore Da'amot. Ce royaume est situé dans le centre-sud de l'actuelle Érythrée et dans le nord de l'Éthiopie, où se situait Yeha, la capitale. Le royaume aurait eu des relations avec le royaume de Saba, installé dans le Yémen sur l'autre rive de la mer Rouge. Il est certain que des procédés d'irrigation pour la culture du millet aient existé, le royaume travaillait également le fer et les seules traces archéologiques d'importances de ce royaume sont les ruines du temple de Yeha. C'est de ce royaume que serait né le royaume d'Aksoum, bien que la transition entre les deux royaumes reste floue. Pendant cette transition, les deux royaumes cohabitent dans la région et prend comme capitale Adulis, le long de la côte. Les Babyllinioi coupent le royaume d'Aksoum à cette période, la partie occidentale prend la ville de Kassala comme ville politique secondaire ; aux alentours du Ve siècle av. J.-C., cette partie du royaume deviendra indépendante, c'est le peuple des Aroteres.
Le royaume de Saba est surtout connu pour la reine de Saba (un épisode biblique la concernant avec un voyage dans le royaume de Salomon). Comme dit plus haut, des relations auraient été possibles bien que certains historiens réfutent cette hypothèse ; l'un des indices laissant penser à ces relations serait les inscriptions des quatre rois D'mt faisant références aux rois régnant sur Saba.
La culture d'Ona n'est pas très importante dans l'histoire érythréenne, bien qu'elle marque une longévité de près de 1 500 ans entre 1500 et 100 av. J.-C. Durant cette période, des poteries rouges typiques de la culture créeront un contact avec les Égyptiens, soutenant la certitude d'un contact entre Égyptiens et le pays de Pount ainsi que D'mt.

Antiquité
Le royaume D'mt (ou Damot) dans la corne africaine.
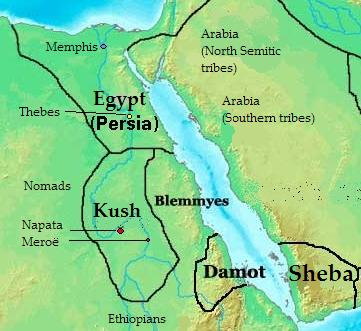
Les royaumes D'mt et de Saba (sur la carte, respectivement, Damot et Sheba) dans le pourtour de la mer Rouge au IVe siècle av. J.-C.
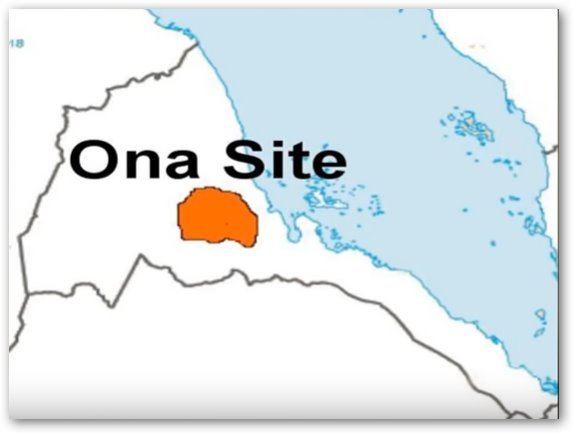
Le site d'Ona où la culture éponyme s'est développée.

Un autre peuple, les Babyllinioi, qui occupait le Soudan du Sud actuel, occupait le sud-ouest de l'Érythrée. Peu de choses sont connues à propos de ce peuple. Il aurait prospéré en Afrique de l'est du VIIIe siècle av. J.-C. au VIIIe siècle. Au nord de ce dernier prospérait à la même époque le rival de l'Égypte : le royaume de Koush (ou de Kerma). Il est possible que ce dernier ait occupé une partie de l'ouest érythréen.

#### Royaume d'Aksoum

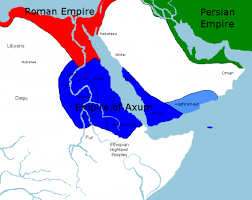
Le royaume d'Aksoum, en bleu, et les deux autres grandes puissances de l'époque que sont l'Empire romain en rouge et l'Empire perse en vert. La Chine, quatrième puissance de l'époque, n'est pas représentée sur la carte.

Le royaume d'Aksoum occupe une grande place dans l'histoire antique du pays. Établi au IVe siècle av. J.-C. autour de la ville éponyme, Aksoum, le royaume va connaître un apogée spectaculaire tel que le prophète persan Mani le décrit, comme étant l'un des quatre États les plus puissants de son époque, au IIIe siècle, avec la Chine, la Perse et Rome. Le royaume s'est étendu bien au-delà des limites de l'actuelle Érythrée, recouvrant un territoire situé entre le sud de l'Égypte, le nord de l'Éthiopie et le sud de l'actuelle Arabie Saoudite en poussant à l'ouest jusqu'à l'actuel Soudan ; repoussant le royaume de Koush alors en plein déclin. Pendant une période, la capitale du royaume fut délocalisée d'Aksoum à Hintalo, un peu plus à l'est.
C'est l'un des premiers États à adopter de manière officielle le christianisme en 330 comme religion d'État à travers le monde — en comparaison, l'Empire romain ne l'adopte que cinquante ans plus tard, avec l'adoption de l'édit de Thessalonique. Durant ce même siècle, le royaume du Simien prend place au centre du royaume axoumite.
Le royaume est devenu l'un des plus importants du monde pour une raison très simple : il se situait sur le carrefour des routes maritimes entre l'Empire romain et le monde indien. Cette position géostratégique a permis au royaume d'avoir une économie très importante et pour renforcer cette dernière, il n'hésitera pas dès le IIIe siècle à frapper ses propres pièces de monnaie. Matara, Adulis et Qohaito sont trois villes actuellement en Érythrée qui furent importantes pendant l'époque du royaume.

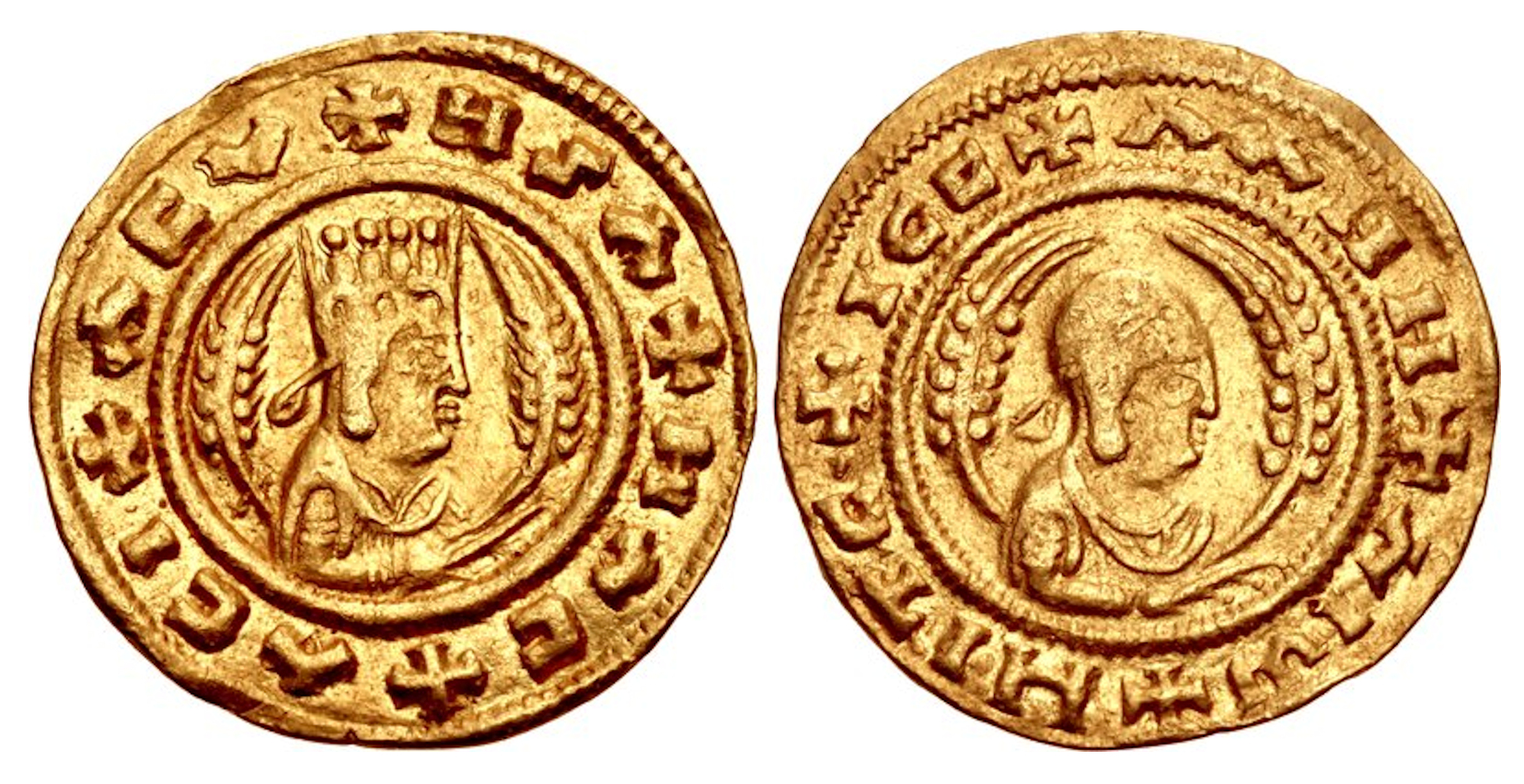
Pièces de monnaie axoumites du roi Ezana v.  330-360.
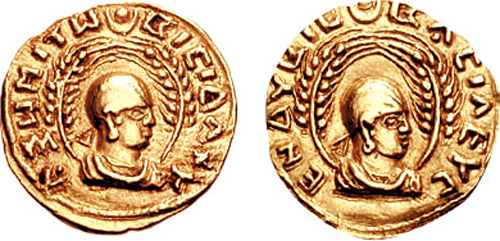
Pièces de monnaie axoumites du roi Endubis.

Bien que située dans le nord actuel de l'Éthiopie, la ville antique d'Aksoum a fait rayonner l'Érythrée et la ville est considérée comme étant le lieu qui logerait l'Arche d'alliance (le coffre qui, d'après la Bible, renferme les Tables de la Loi) mais aussi la maison de la reine de Saba, ce qui pourrait confirmer la théorie selon laquelle le royaume de Saba s'est bel et bien étendu au-delà du Yémen actuel.

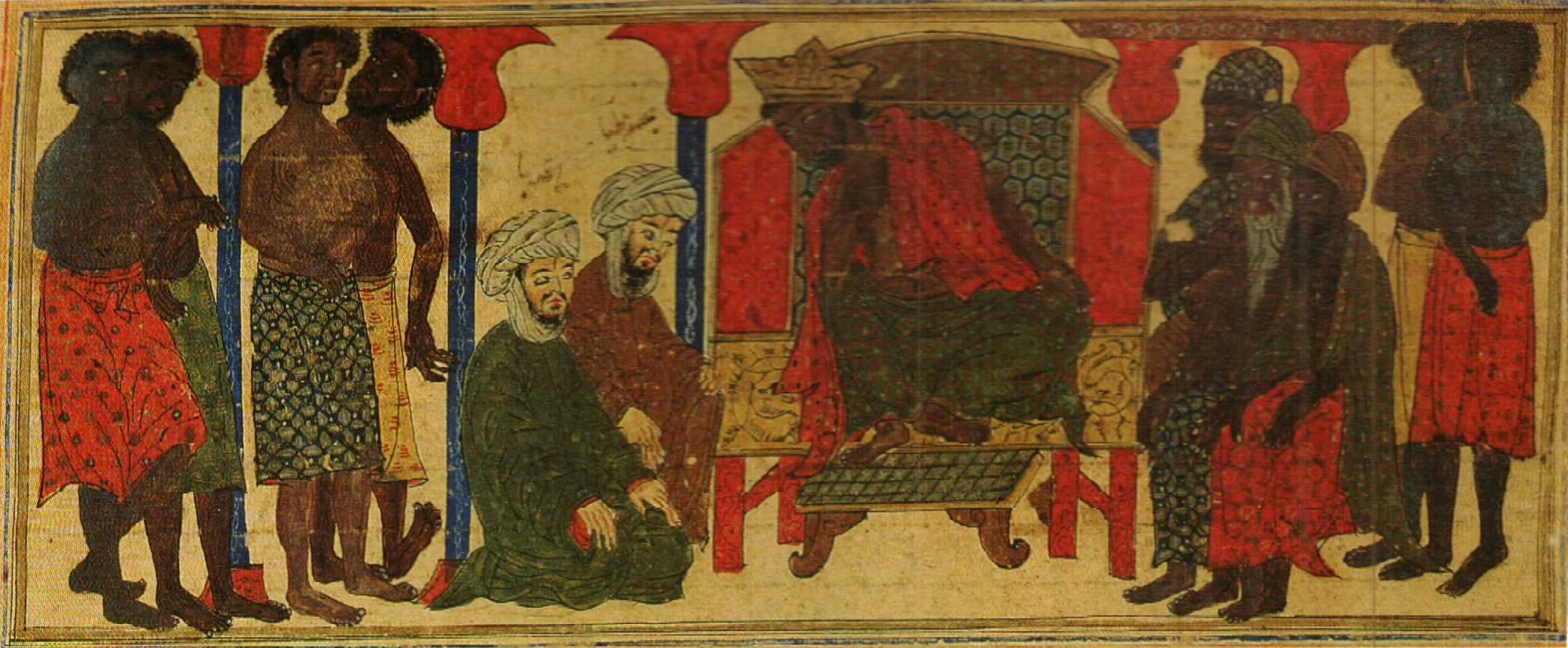
Illustration manuscrite représentant le roi d'Aksoum refusant la demande d'une délégation mecquoise exigeant de livrer les musulmans accueillis dans le royaume. Le roi est au milieu tandis que la délégation mecquoise est représentée par deux personnages portant un turban.

À partir du IVe siècle, le royaume se nomme lui-même « Éthiopie » — terme utilisé durant l'Antiquité pour désigner l'Afrique sub-égyptienne, le terme « Afrique » n'étant utilisé que pour désigner les terres autour de Carthage — et deux siècles plus tard, les musulmans fuyant la persécution des Quraychites à La Mecque arrivent dans le royaume, ce qui engendrera de bonnes relations plus tard entre l'Éthiopie et les pays musulmans de l'Arabie.
L'empire commence tout doucement à décliner au début du VIIe siècle, à tel point qu'il arrêtera la production de sa monnaie. Concernant la fin même de l'empire, deux versions sont hypothétiquement données ; une légendaire et une autre qui le serait moins. La première hypothèse sonnerait le glas du royaume par l'invasion de la reine païenne ou juive Gudit (invasion durant laquelle elle aurait brûlé les églises et la littérature axoumite), la deuxième étant l'invasion de la reine païenne Bani al-Hamwiyah provenant de la tribu al-Damutah ou de l'actuelle région Sidama en Éthiopie ; invasion qui aurait eu lieu au IXe siècle ou bien au Xe siècle, l'histoire de la fin du royaume étant floue jusqu'à l'ascension de la dynastie Zagwé.

Traces historiques d'Aksoum
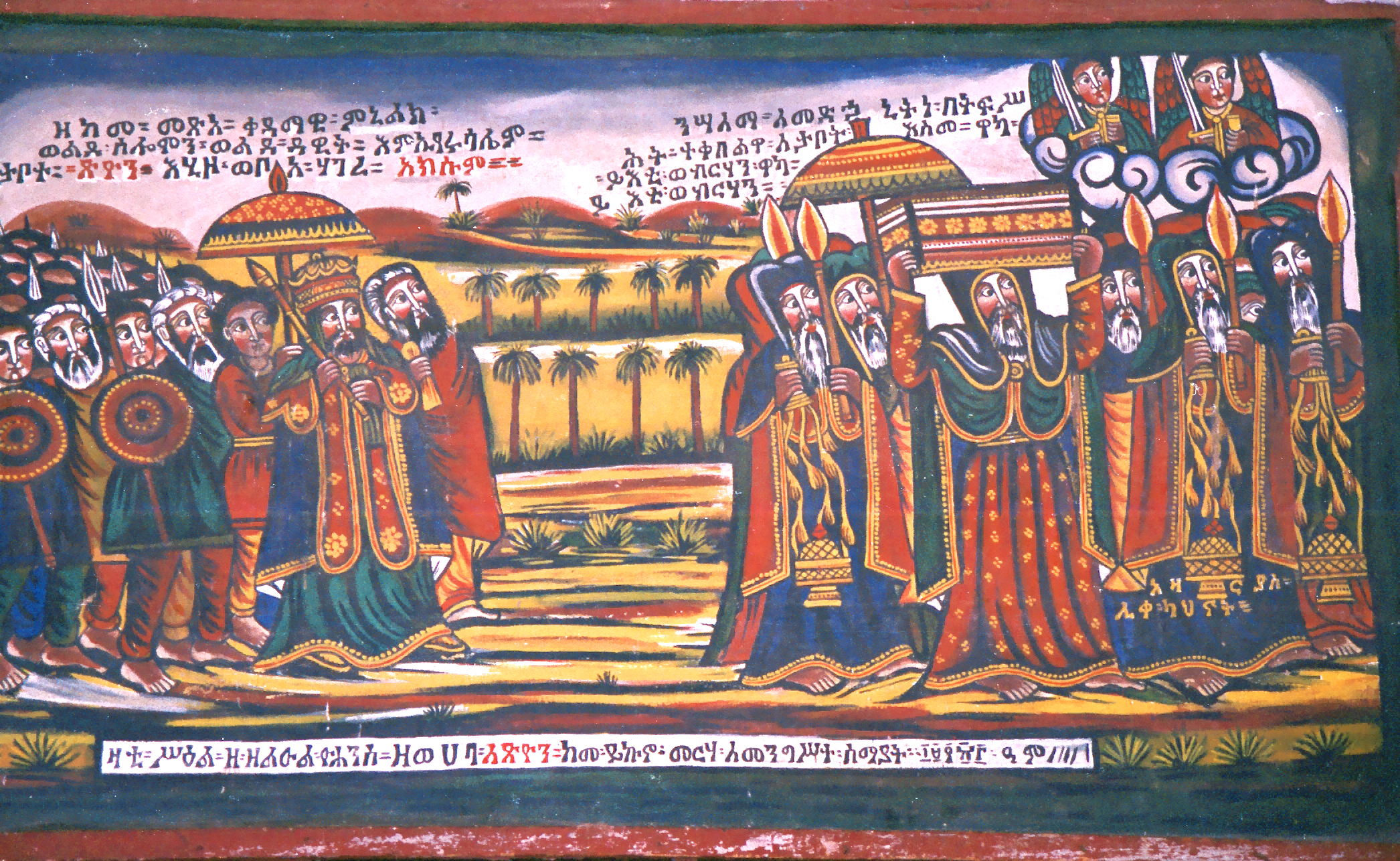
L'Arche d'Alliance à Aksoum.
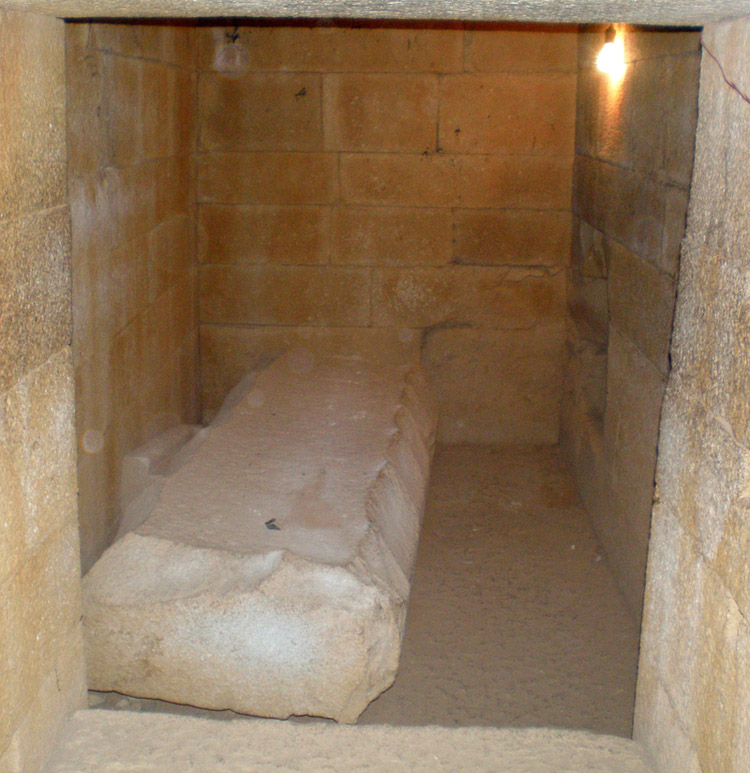
Tombe axoumite.
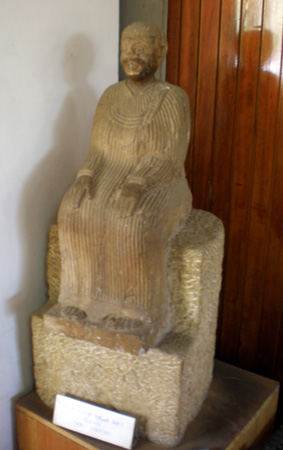
Statuette axoumite découverte à Asmara.

#### Royaume d'Alodie

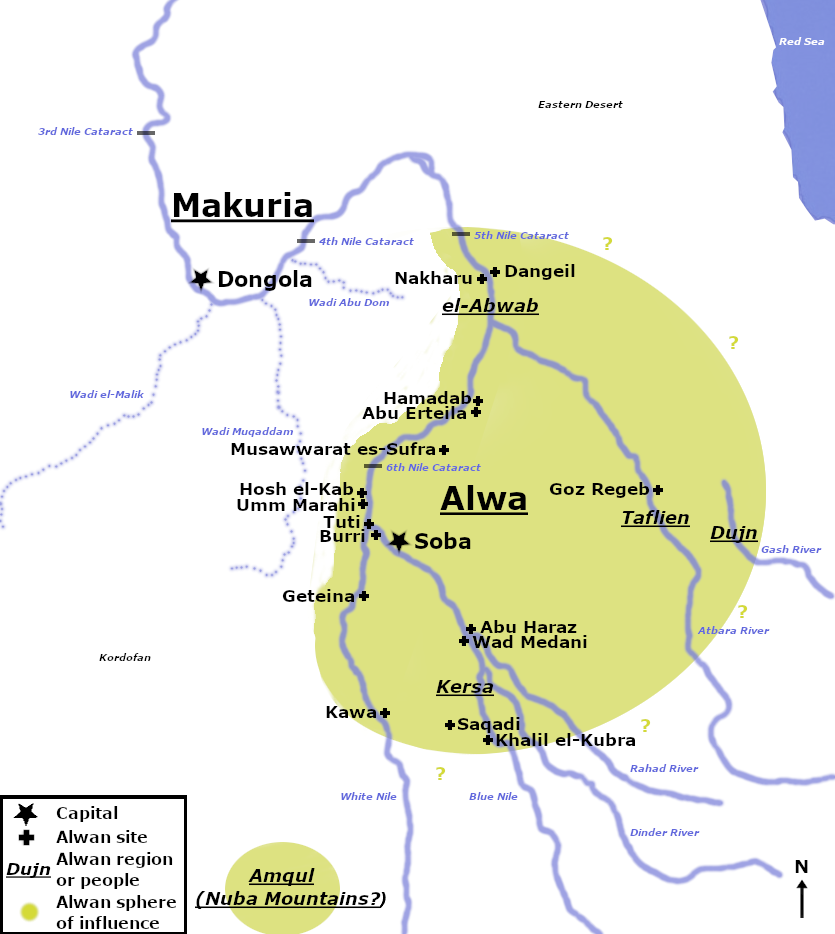
L'extension maximale du royaume d'Alodie au Xe siècle. Le nord de l'Érythrée est contrôlé par ce royaume, le sud par celui d'Aksoum.

Le royaume d'Alodie est un autre royaume dont l'étendue géographique regroupait le sud de la Nubie jusqu'à la mer Rouge dans l'actuelle Érythrée du nord ; l'Érythrée était à la fin de l'Antiquité partagée entre deux royaumes, celui-ci et celui d'Aksoum. Le royaume d'Alodie n'a pas grandement contribué à l'histoire antique de l'actuel pays. D'un point de vue historique, c'est surtout pendant le Moyen Âge que le royaume prendra une part importante dans la région. Il est fondé à la confluence du Nil Bleu et du Nil Blanc, au niveau de Soba, la capitale du royaume, qui correspond à Khartoum et est, avec la Makurie et la Nobatie, le fruit de la chute du royaume égyptien de Méroé. Il voit le jour au IVe siècle.

### Moyen Âge
Au milieu du Xe siècle, l'empire éthiopien remplace celui d'Aksoum en conservant les mêmes frontières. C'est un empire copte chrétien, à l'exception de la bande des Afars, dans le sud de l'Érythrée, qui reste sous le chamanisme.
Vers le milieu du XIIe siècle, le royaume de Medri Bahri voit le jour dans l'ouest et le centre érythréen. Medri Bahri, c'est avant d'être un royaume éthiopien une entité indépendante.
Au début du XVe siècle, le sultanat d'Adal, établit à la suite de la chute du sultanat d'Ifat, prend le contrôle du sud érythréen. C'est le premier sultanat musulman sunnite présent en Érythrée. Le sultanat mena de nombreuses guerres contre l'empire éthiopien.
De 990 à 1270, la dynastie Zagwé prend le pouvoir. Les Zagwé sont une famille chrétienne orthodoxe du Lasta ayant régné en Éthiopie. Elle succède au royaume d'Aksoum.
De 1270 à 1755, c'est la dynastie salomonide qui dirige, se réclamant de la descendance du roi Salomon et de la reine de Saba, dont on dit qu’elle donna naissance au premier roi Ménélik Ier (vers -950) après sa visite à Salomon, relatée dans la Bible, dans la ville de Jérusalem. Elle est aussi l'une des deux plus vieilles maisons royales dans le monde avec la maison impériale du Japon.
Zemene Mesafent (1755 à 1855) est ensuite une période pendant laquelle les empereurs « régnaient mais ne gouvernaient pas ».[réf. souhaitée]

### Époque moderne
Au tout début du XVIe siècle, le royaume de Medri Bahri, l'empire éthiopien ainsi que le sultanat d'Adal voient s'installer sur les côtes érythréennes près de Massoua l'empire ottoman. Vers 1560, le sultanat d'Adal laisse place à celui d'Harar, qui occupe toujours le sud de l'Érythrée mais les Afars reprennent cette bande côtière, réduisant le territoire du sultanat, mais moins d'une dizaine d'années plus tard, les ottomans s'emparent de cette zone côtière et contrôle ainsi les côtes érythréennes dans leur totalité, ce qui procure à l'empire un contrôle direct sur la mer Rouge.

### Époque contemporaine
Le royaume de Medi Bahri disparait en 1868 quand l'empire ottoman arrive à prendre le contrôle de l'Érythrée tout entière. Mais en 1883, l'empire ottoman se brise en Afrique ; il perd tous ses territoires en Afrique du nord avec le Royaume-Uni et perd la région d'Assab en Érythrée avec l'Italie.

#### Colonisation italienne

Les divisions administratives de l'Afrique orientale italienne de 1936 à 1940.

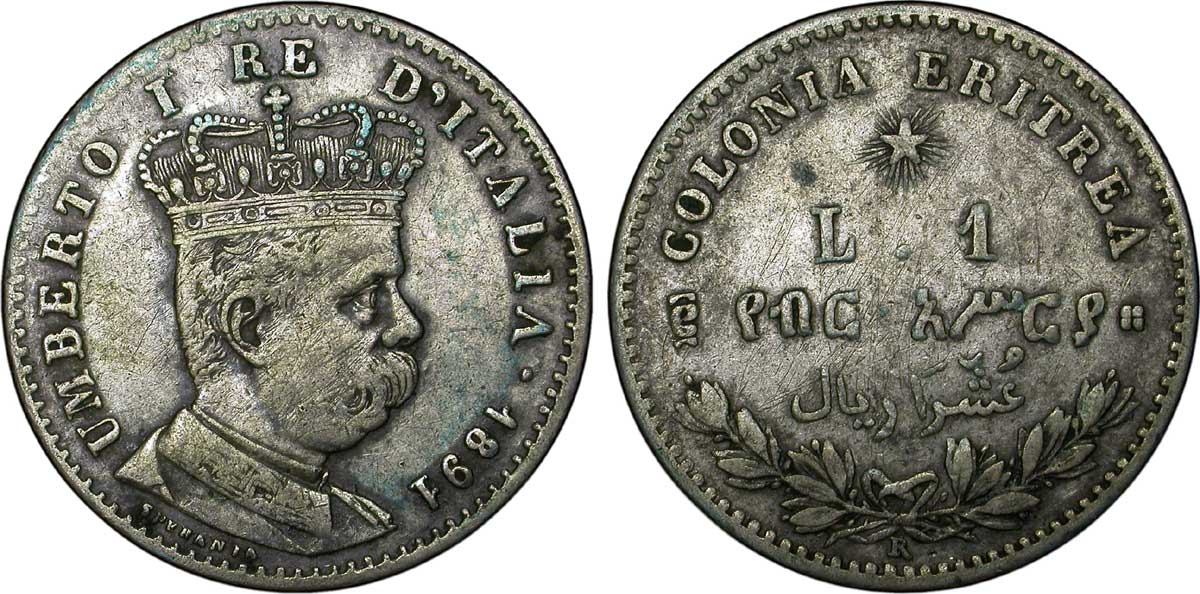
Érythrée, pièce de monnaie d'une lire, recto et verso, datant de 1891, à l'effigie d'Humbert Ier, roi d’Italie.

L'Italie commence à s'engager sur les rives de la mer Rouge le 17 novembre 1869, lorsque la Società di Navigazione Rubattino achète la baie d'Assab au sultan local,. Le 5 juillet 1882, le gouvernement italien prend le contrôle du port d'Assab par décret.
Trois ans plus tard, en 1885, l'Italie remplace les Anglo-Égyptiens dans le port de Massaoua puis entreprend de conquérir l'intérieur. La colonie d'Érythrée qui regroupe les deux territoires est créée le 1er janvier 1890.
L'avancée italienne en Éthiopie est arrêtée à la bataille d'Adoua en 1896[réf. nécessaire].
En 1935, les Italiens attaquent à nouveau l'Éthiopie depuis leurs colonies d'Érythrée et de Somalie. À la suite de cette une nouvelle guerre, ils créèrent l'Empire italien d'Éthiopie[réf. nécessaire].
À partir de 1936, le territoire érythréen est intégré à l'Afrique orientale italienne[réf. nécessaire].

#### Offensive britannique (Alliance) et défaite italienne (Axe)
Les Britanniques envahissent l'Érythrée le 18 janvier 1941, jour de la prise de Kassala à la frontière avec le Soudan,. La direction des opérations est assurée par le lieutenant général William Platt, commandant des forces britanniques au Soudan. Les 4e et 5e divisions d'infanterie indiennes, commandées respectivement par les majors généraux Noel Beresford-Peirse et Lewis Heath, progressent durant les deux semaines suivantes en direction de la ville fortifiée d'Agordat. La 4e division indienne prend la route septentrionale par Sabderat, Keru et Agordat et la 5e division indienne la route méridionale par Tessenei et Barentu. Elles parcourent 160 km en 9 jours et enlèvent successivement plusieurs villes aux Italiens. Elles percent les positions italiennes dans les collines et prennent Agordat le 1er février,, après deux jours de combat (4e division), et Barentu le lendemain (5e division).
La bataille décisive de la campagne a lieu à Keren, ville à 100 kilomètres à l'est d'Agordat. La bataille de Keren marque un tournant de la conquête de l'Érythrée et de l'Éthiopie par les Britanniques. Après cet affrontement, la résistance des troupes italiennes est beaucoup plus faible. Selon Pierre Messmer, les Italiens estiment ne plus être en mesure de remporter la victoire sur ce théâtre d'opérations et la capitulation de leurs unités est en général rapide.
La 5e division indienne se dirige ensuite vers la capitale Asmara, à 80 kilomètres à l'est de Keren, tandis que la 4e division indienne reste à Keren quelques jours et retourne en Égypte début avril. Asmara est déclarée ville ouverte et les troupes britanniques s'en emparent le 1er avril. Trois jours plus tard, la 10e brigade indienne se dirige vers Massaoua située à une centaine de kilomètres d'Asmara, sur la côte. Les Italiens disposent de 10 000 hommes, de tanks et de véhicules blindés pour défendre Massaoua, un objectif portuaire stratégique,. Après quelques affrontements initiaux, la résistance s'effondre et les unités indiennes et la brigade française d'Orient prennent Massaoua le 8 avril.

#### De l'annexion par l'Éthiopie à l'indépendance
À la suite des victoires alliées du printemps 1941, les Britanniques administrent alors l'Érythrée. Dès 1942, des projets divers sont élaborés pour l'avenir du territoire. L'armistice, signé par l'Italie le 3 septembre 1943, ne contient aucune disposition concernant les anciennes colonies italiennes. Dès 1944, l'ONU et les États-Unis proposent de rattacher l'Érythrée à l'Éthiopie, qui réclame un port sur la mer Rouge. Lors des conférences internationales (Potsdam, Londres, Paris), plusieurs solutions sont débattues (partition, indépendance, rattachement à l'Éthiopie, etc.), sans qu'une solution soit trouvée lors de la signature de la paix le 10 février 1947.
Faute d'accord entre les puissances, la question est renvoyée à l'ONU en septembre 1948. Les États-Unis souhaitent conserver leurs bases installées à Massaoua et Asmara, ce qui leur semble garanti par un rattachement à l'Éthiopie. En mai 1949, l'accord Bevin-Sforza prévoit la partition de l'Érythrée entre le Soudan et l'Éthiopie, mais il est rejeté par l'Assemblée de l'ONU. C'est finalement la résolution 390 (v) du 2 décembre 1950 qui fait de l’Érythrée « une unité autonome, fédérée avec l’Éthiopie sous la souveraineté de la couronne éthiopienne ».
Cette résolution prévoit que l'acte fédéral final devra être ratifié par la future Assemblée nationale érythréenne, et lors de la proclamation de la future Constitution érythréenne. Ces premières élections parlementaires se déroulent le 16 mars 1952 sous la surveillance d'une commission des Nations unies[réf. souhaitée]. Une assemblée représentative de 68 membres est élue par les Érythréens.[réf. souhaitée] L'assemblée approuve le projet de constitution proposée par l'ONU le 10 juillet 1952. Le 11 septembre 1952, l'empereur d'Éthiopie, Haïlé Sélassié, ratifie la constitution. L'Assemblée représentative devient alors l'Assemblée érythréenne et la résolution des Nations unies visant à fédérer l'Érythrée avec l'Éthiopie devient effective. Elle est confirmée par une nouvelle résolution du 15 septembre 1952.

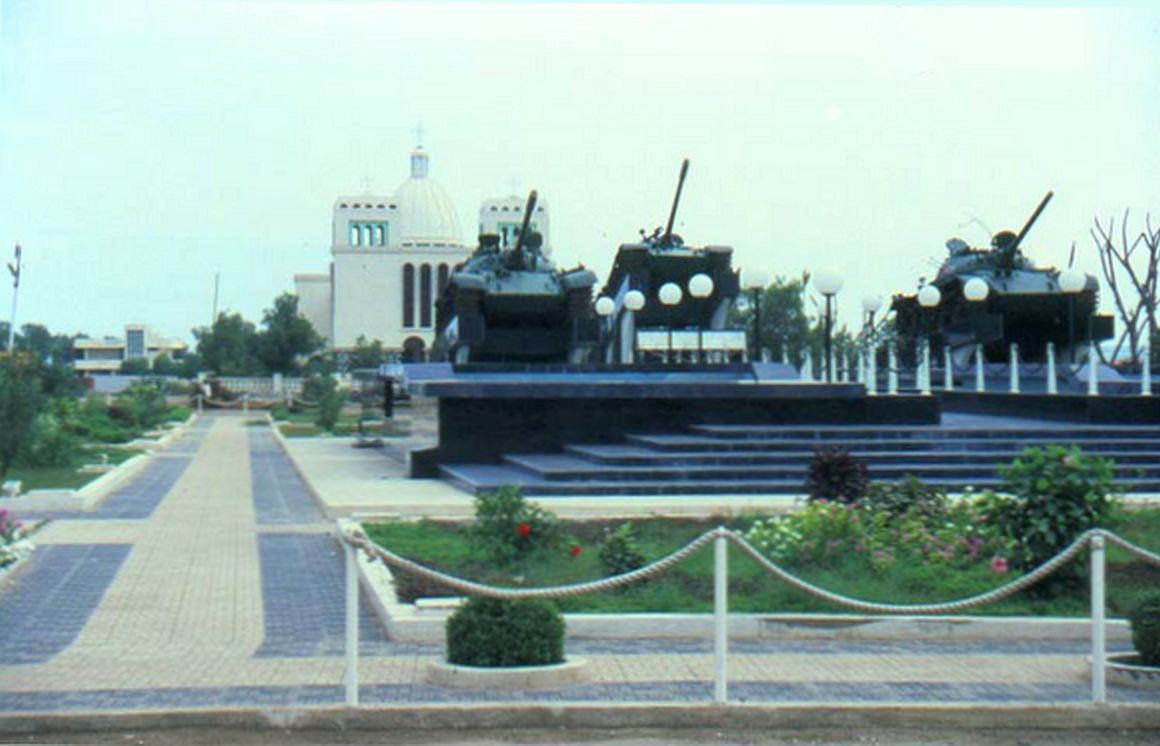
Mémorial de la guerre d'indépendance à Massaoua.

L'Érythrée et l'Éthiopie sont alors liées par une structure fédérale assez souple sous la souveraineté de l'empereur. L'Érythrée dispose de sa propre organisation administrative et judiciaire, son propre drapeau et une autonomie sur ses affaires internes, y compris la police, l'administration locale et la fiscalité. Le gouvernement fédéral impérial est chargé des affaires étrangères (y compris commerciales), de la défense, des finances et des transports.
Bien que cette fédération soit théoriquement entre égaux, en 1954, Haïlé Sélassié interdit les partis politiques érythréens, ainsi que la presse indépendante. En 1955, l'arabe et le tigrinia, les langues les plus couramment utilisées sur le territoire érythréen, sont remplacées au profit de l'amharique, et en 1959 le drapeau érythréen est interdit[réf. souhaitée].

##### Guerre d'indépendance
En 1962, une pression sur l'Assemblée érythréenne lui fait abolir la fédération et accepter l'annexion par l'Éthiopie. C'est le début de la guerre d'indépendance de l'Érythrée.
En 1974, débute la révolution éthiopienne. La junte militaire Derg qui gouverne l'Éthiopie après la chute du négus Haïlé Sélassié doit faire face à trois conflits : la guerre érythréenne de sécession, la guerre civile éthiopienne et la guerre de l'Ogaden. Elle est aidée par l'Union soviétique, notamment après 1978 et la défaite des somaliens. De 1978 à 1986, le Derg lance huit importantes offensives en Érythrée, sans parvenir à le dominer. En 1988, le FPLE prend Afabet, où se trouvent les quartiers généraux de l'armée éthiopienne au nord-est de l'Érythrée. Le FPLE progresse ensuite vers Keren, deuxième ville d'Érythrée.
En mai 1991, des militants du Front de libération du peuple du Tigré, proche du FPLE et soutenus par les États-Unis, renversent le Derg. Un gouvernement provisoire est mis en place. Des pourparlers de paix se déroulent alors à Washington. L'Éthiopie reconnaît le droit de l'Érythrée à organiser un référendum, qui aboutit à l'indépendance du pays le 24 mai 1993. Le nouvel État est présidé par Isaias Afewerki.

#### Époque contemporaine

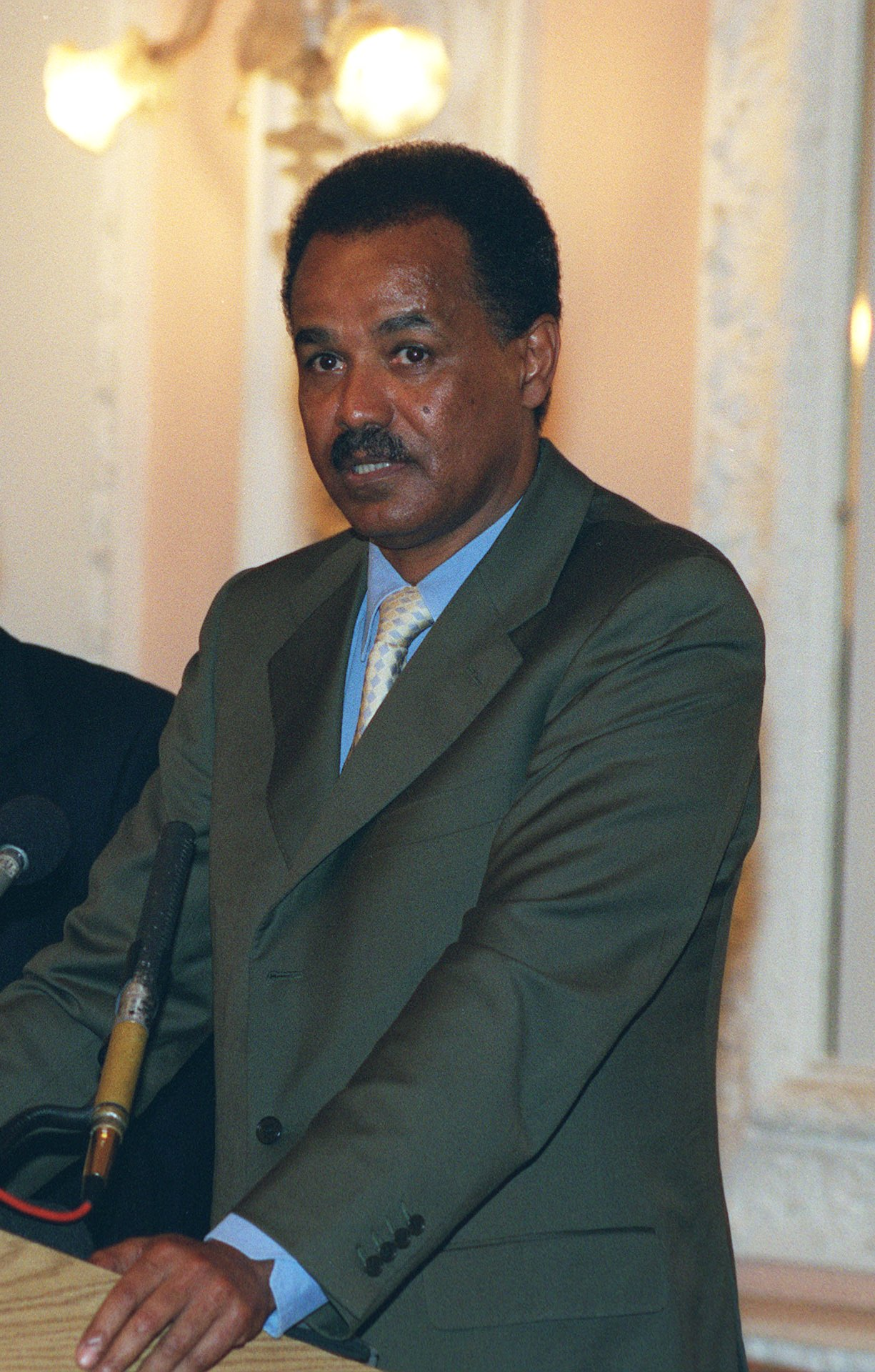
Isaias Afwerki, président de l'Érythrée depuis 1993.

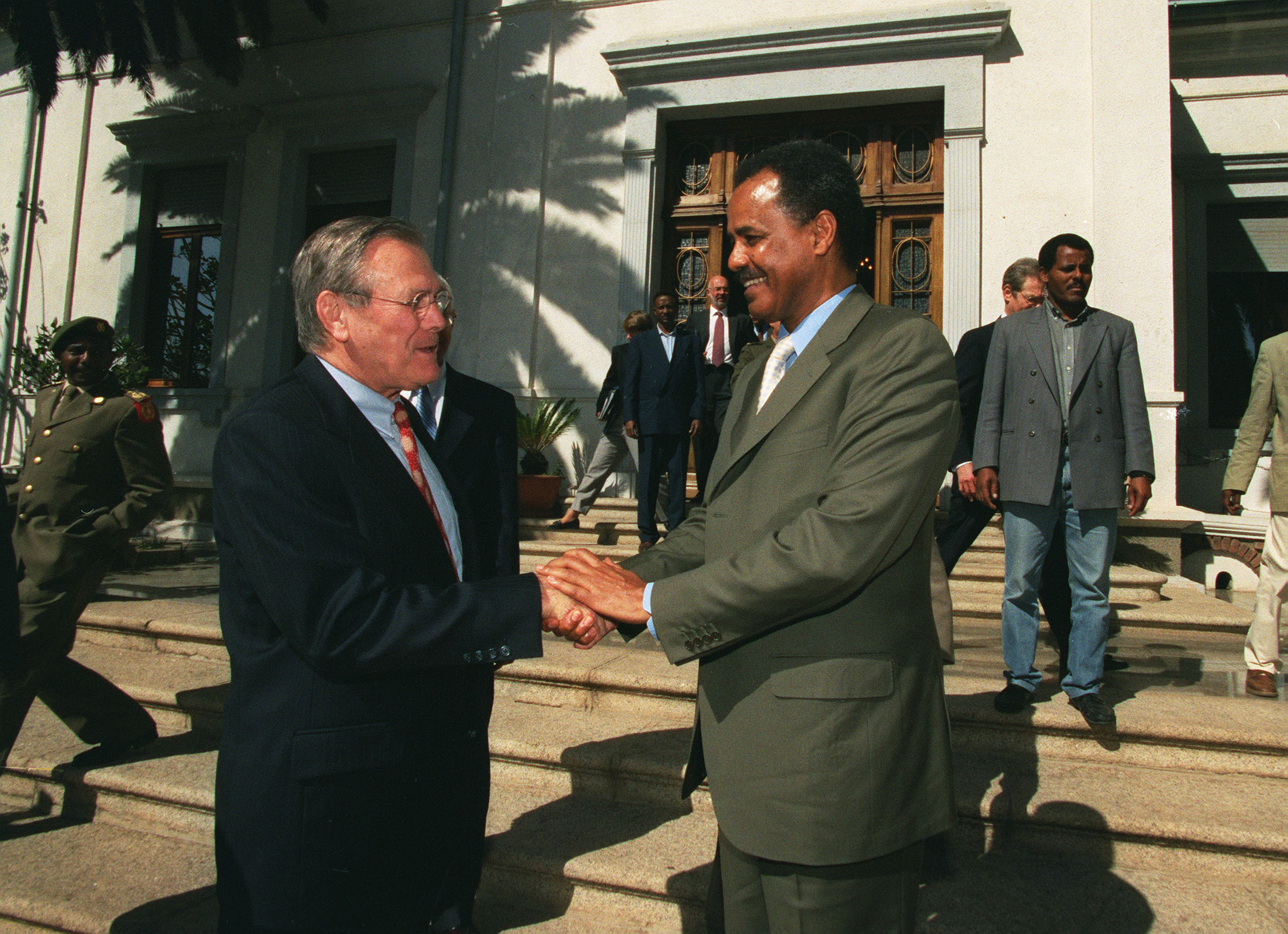
Isaias Afwerki et Donald Rumsfeld.

En 1995, des affrontements opposent l'Érythrée au Yémen à propos de la possession des îles Hanish, au sud de la mer Rouge. La Cour de justice internationale les attribue ensuite en grande partie au Yémen.
En mai 1998, une nouvelle guerre éclate entre l'Éthiopie et l'Érythrée sur le tracé de la frontière. Elle fait environ 100 000 morts. Le conflit cesse en 2000 avec les accords d'Alger qui conduisent au déploiement des casques bleus sans mettre fin aux tensions, le tracé de la frontière entre les deux États restant contesté par l'Éthiopie. Une commission indépendante de l'ONU a émis un arbitrage sur la question de la frontière en 2003, mais cette solution a été rejetée par l'Éthiopie.
En 2001, le gouvernement a censuré toute la presse privée, arguant que cette dernière était inféodée aux intérêts étrangers et menaçait l'intégrité et l'indépendance du pays. En 2002, tous les groupes religieux hors les quatre principaux (églises orthodoxe d'Érythrée, église luthérienne d'Érythrée, église catholique, islam) ont été interdits, ceci notamment afin de lutter contre l'influence politique pro-américaine des courants pentecôtistes.
L'Érythrée et l'Éthiopie se livrent une guerre par procuration en Somalie, l'Érythrée comptant parmi les principaux soutiens aux insurgés islamistes qui combattent l'invasion de l'armée éthiopienne.
Enfin, un différend territorial oppose par ailleurs l'Érythrée à Djibouti sur sa frontière sud depuis 2008 qui vaut à l'Érythrée des sanctions des Nations unies, sanctions levées le 14 novembre 2018. Le Conseil a ainsi adopté à l'unanimité cette résolution élaborée par la Grande-Bretagne et levé l'embargo sur les armes, toutes les interdictions de voyage, les gels d'avoirs et autres sanctions.
Le 2 mars 2022, l'Érythrée est l'un des cinq pays de l'ONU votant contre la résolution ES-11/1 ayant pour but de sanctionner et condamner l'invasion de l'Ukraine par la Russie.
Le 24 février 2023, l'Érythrée fait partie des sept États membres de l'ONU (Russie, Bélarus, Syrie, Corée du Nord, Nicaragua, Mali) qui ont voté contre une résolution appelant à l'arrêt des combats en Ukraine et le retrait des forces armées russes d'Ukraine.

#### Situation politique et émigration
Amnesty International,, qui cite le chiffre de 10 000 prisonniers politiques, Human Rights Watch ainsi que le département d'État américain font état de détentions arbitraires et de violations des droits de l'homme en Érythrée. Le classement mondial de la liberté de la presse — établi en 2008 —, 2009, 2010, 2011 2013 et 2015 par Reporters sans frontières – classe l'Érythrée en dernière position. Le classement le plus récent (2017) classe l'Érythrée en avant-dernière position, tandis que la Corée du Nord ferme la marche.
Le régime politique du pays est très fermé et les libertés restreintes. Sonia Le Gouriellec parle d'un « complexe obsidional » du régime vis-à-vis de ses voisins et de la communauté internationale qui ne l'a pas soutenu après son indépendance. Isaias Afwerki est président sans nouvelle élection depuis 1993.
De nombreux Érythréens quittent leur pays (plus de 300 000 en dix ans selon l'agence aux réfugiés de l'ONU), pour des raisons économiques ou politiques, et cherchent un asile dans des pays proches (Éthiopie, Djibouti, Soudan, Yémen, Arabie saoudite, etc) ou lointains. Ils constituent ainsi une partie importante des personnes qui tentent de traverser la Méditerranée clandestinement pour venir en Europe. L'homosexualité est interdite et peut induire une peine de prison de trois ans, l'excision reste la norme même si elle est officiellement interdite.
En juin 2015, au terme d'une année complète d'enquêtes, un rapport du Haut-Commissariat des Nations unies aux droits de l'homme fait état de violations systématiques des droits de l’homme les plus fondamentaux, commises par le pouvoir en place.

## Structure administrative

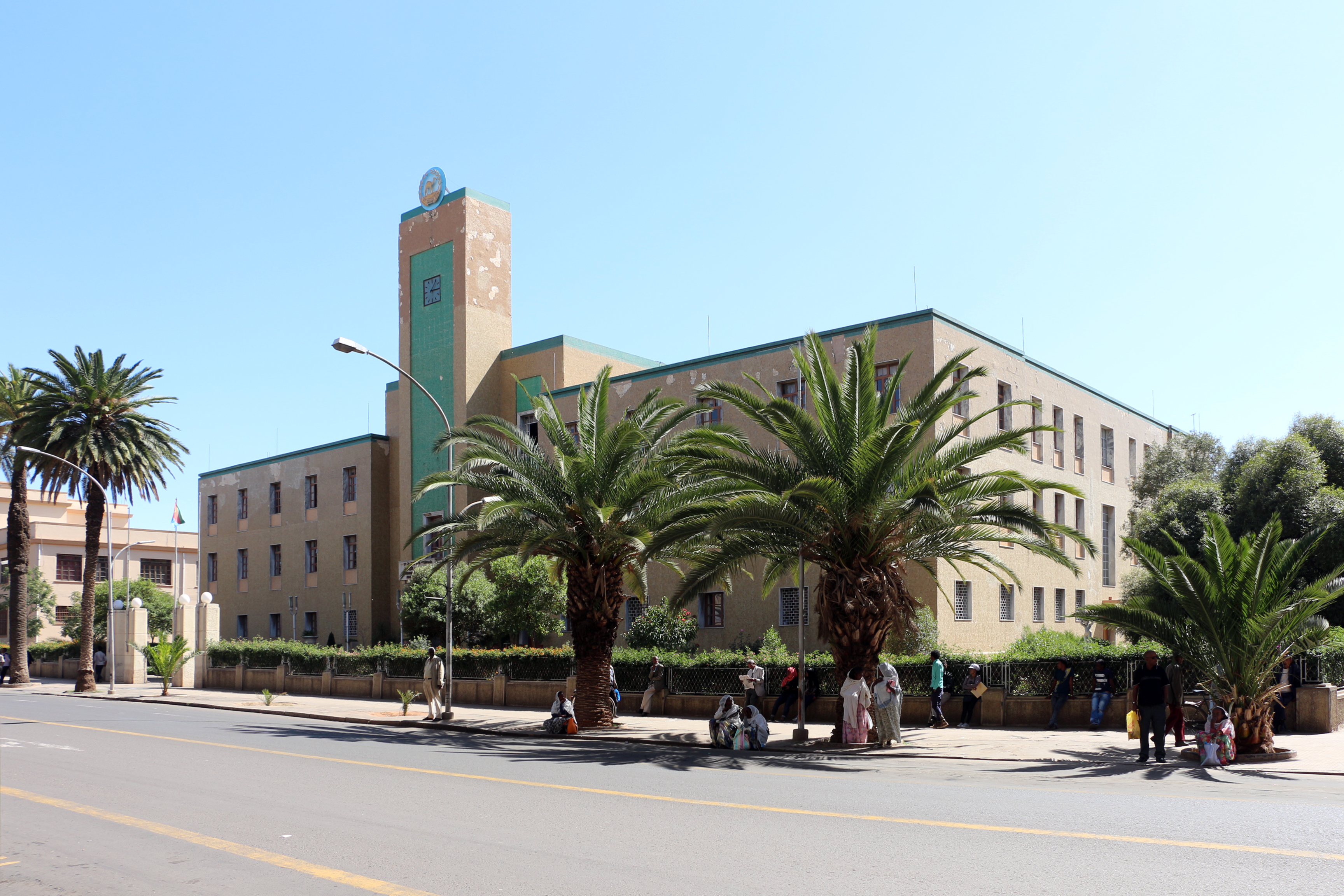
L'hôtel de ville d'Asmara.

### État

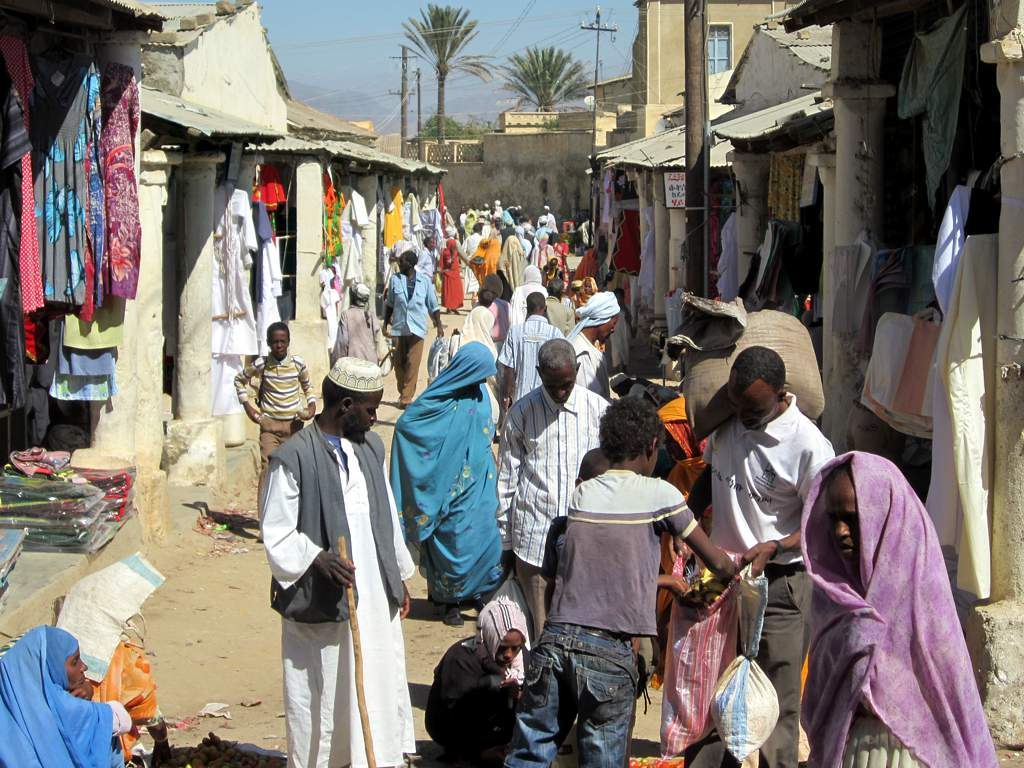
Keren.

La constitution érythréenne prévoit un parlement monocaméral de 150 membres, l'Assemblée nationale. Tous les sièges sont occupés par des membres du parti unique, le Front populaire pour la démocratie et la justice. Depuis l'indépendance en 1993, aucune élection législative ou présidentielle n'a eu lieu, le gouvernement prétextant l'occupation d'une partie du territoire. Des élections municipales et régionales ont néanmoins été organisées de manière irrégulière 

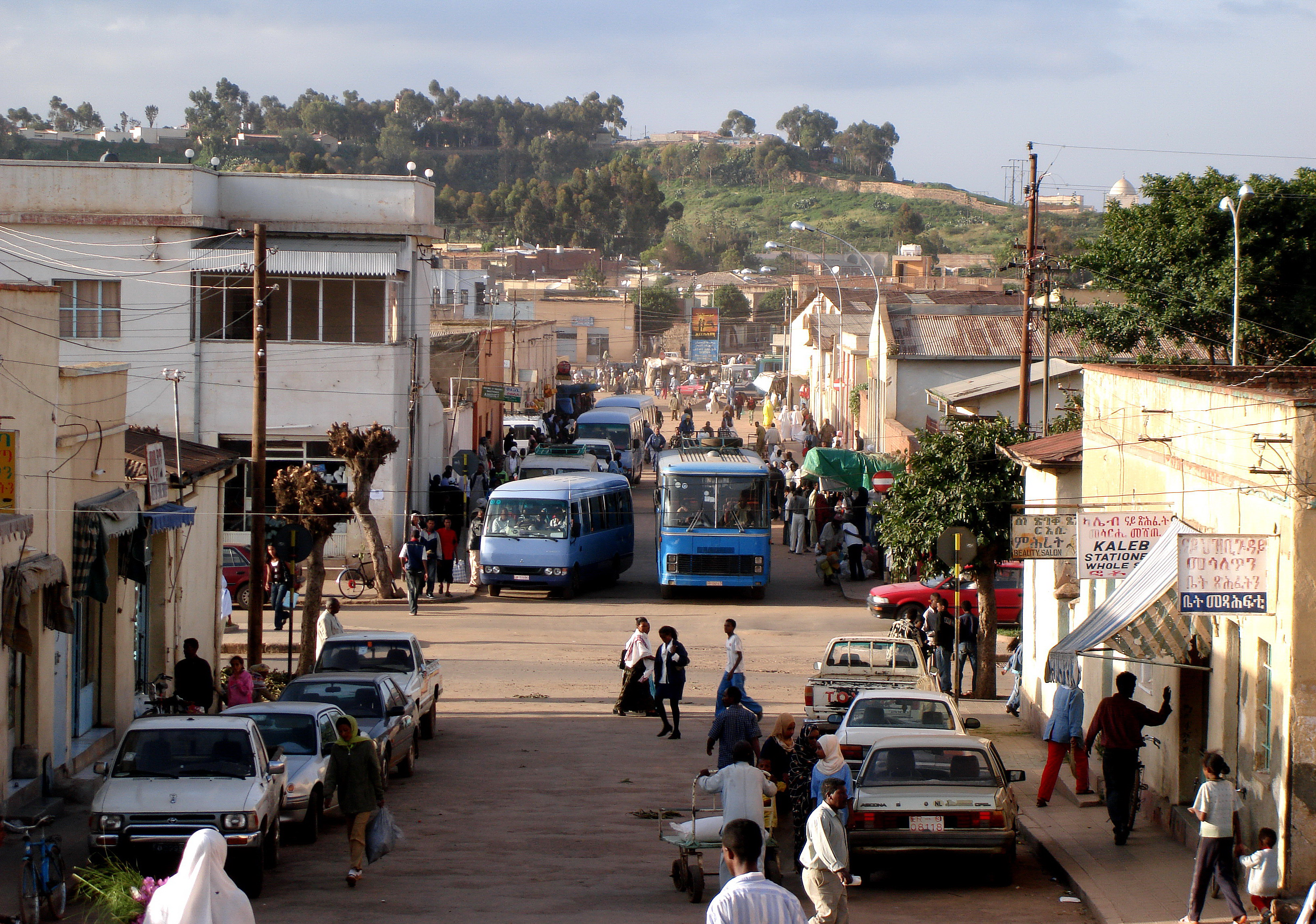
Asmara.

### Forces armées
Les forces de défense érythréennes sont divisées en une armée de terre, une armée de l'air ainsi qu'en une marine de guerre. Elles comprennent 200 000 personnels actifs et 120 000 réservistes.
La part du PNB allouée à la défense était de 20,9 % en 2006[réf. nécessaire].

#### Service militaire
Le service militaire, créé en 1994, concerne tous les hommes et les femmes de 17 à 40 ans. Selon la loi, toute personne arrivant à sa dernière année de scolarité doit effectuer 18 mois de service national, dont six mois d’entraînement militaire. Le service militaire démarre toujours dans le camp de Sawa situé au nord-ouest du pays, près du Soudan. Le service obligatoire peut être indéfiniment prolongé depuis 2002 et dure 6,5 ans en moyenne, avec une permission tous les 6 mois.
Il se déroule dans des conditions difficiles (viols des femmes, travaux forcés non-rémunérés dans des mines, des fermes ou des chantiers), ce qui entraîne la désertion et l'exil d'un grand nombre d'Érythréens. Ils étaient ainsi environ 3 000 par mois à fuir le pays vers 2013 selon le Haut Commissariat aux réfugiés.
Cela conduit aussi certains jeunes à abandonner leur scolarité pour échapper à la conscription et à cette forme d'esclavage. Ce choix les prive cependant de toute perspective d’avenir car, sans certificat les dégageant de leurs obligations militaires, ils ne peuvent pas accéder aux rations alimentaires ni monter une entreprise, acquérir une ligne de téléphone portable, passer le permis de conduire ou ouvrir un compte bancaire. De plus, l’armée procède à des perquisitions systématiques de maison en maison pour arrêter les personnes soupçonnées d’essayer de se dérober au service national. En 2022, les familles des personnes qui ont fui le service militaire sont sanctionnées par les autorités par exemple en étant expulsées de leurs logements.

## Démographie
Le graphique qui aurait dû être présenté ici ne peut pas être affiché car il utilise l'ancienne extension Graph, désactivée pour des questions de sécurité. Des indications pour créer un nouveau graphique avec la nouvelle extension Chart sont disponibles ici.

Population de l'Érythrée (DAES, ONU),

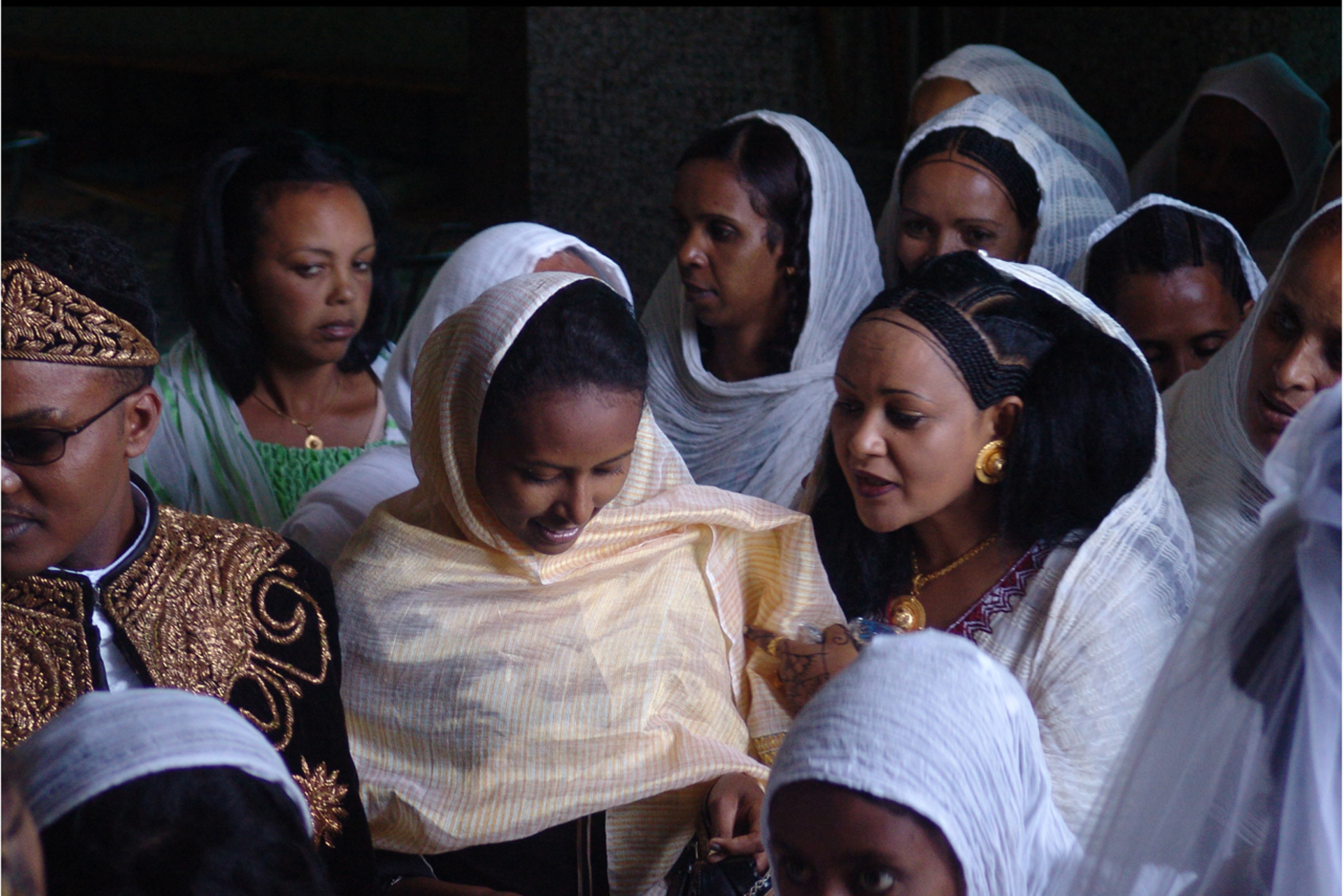
Un mariage de l'ethnie tigrigna.

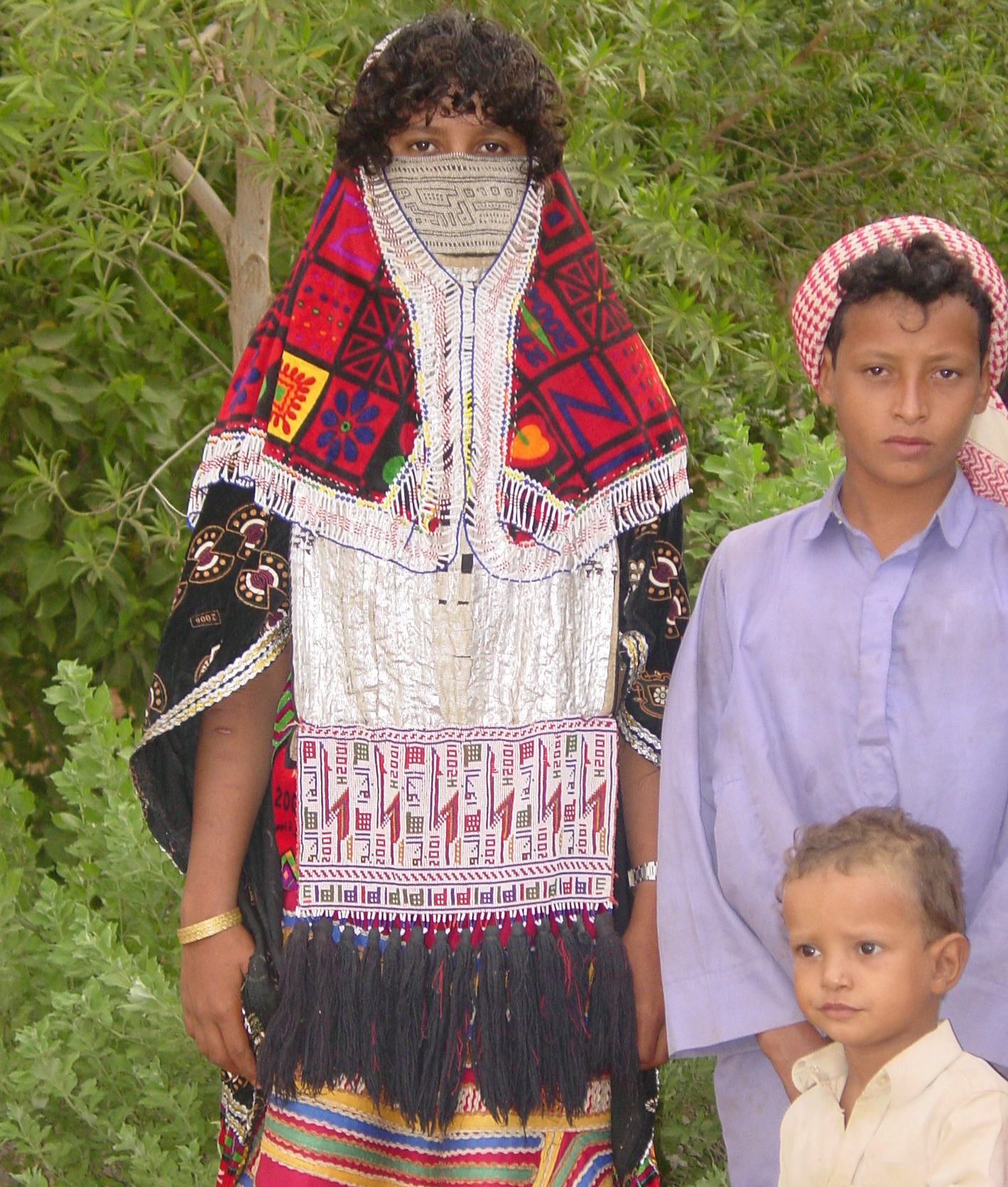
Une famille rashaida.

La croissance urbaine du pays, d'ici à 2050, est l'une des plus élevées du monde, estimée à plus de 300 % d'augmentation.
Les deux groupes ethniques principaux sont les Tigrinas et les Tigrés qui forment 85 % de la population, ainsi que les Saho, Rashaida et les Bilen qui en constituent 12 %. Les Afars et Kunama occupent le reste du pays.
Il y aurait environ 50 000 descendants de métis issus d'unions entre Érythréens et Italiens pendant la colonisation. Ils sont de nos jours très intégrés, et vivent surtout dans les grandes villes (Asmara, Assab…), et ils parlent surtout le Tigrinya ou le Tigré. Les métis qui parlent italien sont très rares. Au temps de la colonisation italienne, les métis étaient rejetés par le régime fasciste italien.
La population européenne tend à diminuer, en fonction des crises : les Italiens, qui formaient 10 % de la population avant 1941 ne sont plus qu'une centaine en 2016, et ils sont souvent liés au lycée italien d'Asmara. Le nombre des autres Européens peut varier d'une année à une autre, et il est difficile d'estimer un chiffre précis.
Les Arabes sont plus visibles : estimés entre 20 000 et 25 000, ils sont souvent confondus avec les Rashaidas, arabophones de la côte et d'Assab. Ils sont souvent originaires du Yémen ou du sultanat d'Oman. Les Arabes sont surtout des commerçants, ou des pêcheurs traditionnels, qui utilisent des boutres.

### Religions
Les religions principales sont l'islam, principalement sunnite, qui regroupe environ 50,52% de la population ; et le christianisme, représentant 40,48 %. La plupart des chrétiens érythréens faisant partie de l'Église érythréenne orthodoxe, une des Églises (improprement) dites « coptes » (monophysites, et non grecques-orthodoxes), en communion avec ses homologues éthiopienne et égyptienne,.

### Langues
Les Érythréens parlent neuf langues appartenant aux groupes sémitique et couchitique de la famille chamito-sémitique, écrites avec l'alphasyllabaire guèze ou l'alphabet arabe. Le tigrigna et le tigré, représentent 81 % des locuteurs en 1996. Les autres langues parlées sont l'afar et le saho (5 % chacune), le bilen (3 %), le rashaida (3 %), l'amharique, etc. Le tigrigna est une langue cousine du guèze, langue liturgique de l'Église monophysite. Le tigrigna est parlé par environ 53 % de la population en langue maternelle, et il est estimé qu'au moins 25 % de la population le parle en seconde langue. Donc, à des degrés divers, le tigrigna serait parlé par au moins 75 à 80 % de la population du pays.
Pendant l'occupation du pays par l'Éthiopie, de 1951 à 1993, le régime fit tout pour faire disparaître la langue italienne, associée au colonisateur et régime fasciste italien. Cette politique remporta un certain succès, puisque l'italien a presque disparu en Érythrée. Cependant, il continue à être enseigné au lycée italien d'Asmara et dans quelques autres écoles ou institutions.
L'anglais, arrivé pendant la Seconde Guerre mondiale, soit assez récemment, est la seconde langue administrative du pays, afin d'aider à l'unification des différents groupes linguistiques. Tous les textes administratifs importants sont traduits en anglais, qui est aussi utilisé au Parlement, dans l'armée et par les membres du gouvernement. L'anglais, avec l'amharique, était d'ailleurs promu par le régime éthiopien pendant l'occupation du pays.
L'arabe, parlé par une minorité de la population, a également le statut de langue officielle avec le tigrigna et l'anglais.

## Économie
La guerre d'indépendance a été dévastatrice pour l'économie érythréenne. L'économie de l'Érythrée a dû faire face à de nombreuses difficultés après l'indépendance obtenue en 1993 et la rupture monétaire avec l'Éthiopie en 1995, à la situation politique, en particulier le conflit avec l'Éthiopie à partir de 1998 et à la sécheresse de 2002-2003. La guerre de 1998 à 2000, cause 580 millions USD de dommages, et empêche les récoltes dans la région la plus productrice du pays, diminuant la production de nourriture de 62 %[réf. nécessaire]. L'inflation a augmenté de 700 % dans les années 2000.
L'infrastructure est relativement développée, en particulier les routes et les ports, mais ils sont sous-utilisés.

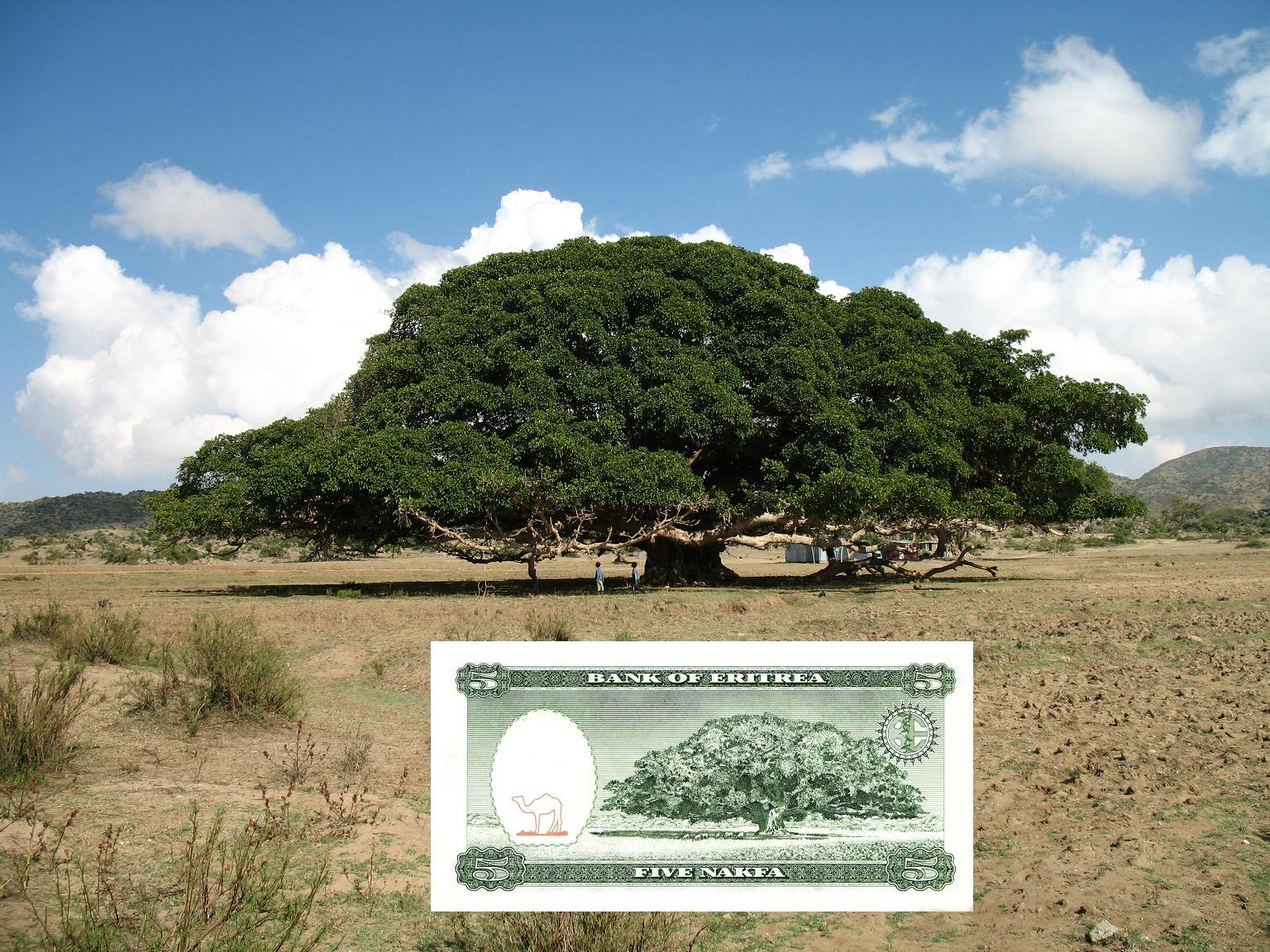
Sycomore géant ayant servi de modèle pour le billet de 5 nakfas érythréens.

En 2021, le PNUD classe le pays au 176e rang sur 191 en matière d'IDH, avec une espérance de vie de 66,5 ans, une scolarisation moyenne de 4.9 ans. Par ailleurs seulement 32 % de la population a accès à l'électricité. Les produits alimentaires de base sont rationnés.
Les transferts de fonds en provenance de la diaspora des Érythréens émigrés est la principale source de revenu du pays. L'agriculture fournit 11 % du produit intérieur brut. Le pays exporte du bétail, de la viande et de la gomme arabique.
Pour se développer, l'Érythrée compte sur des ressources inexploitées : cuivre, or, pétrole, gaz, coton, potasse, fer et café.
La monnaie nationale est le nakfa érythréen.

## Culture

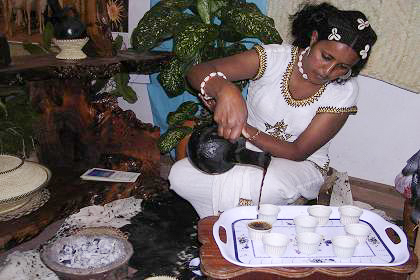
Une femme érythréenne lors de la cérémonie traditionnelle du café, appelée bun kiš kiš en tigrigna.

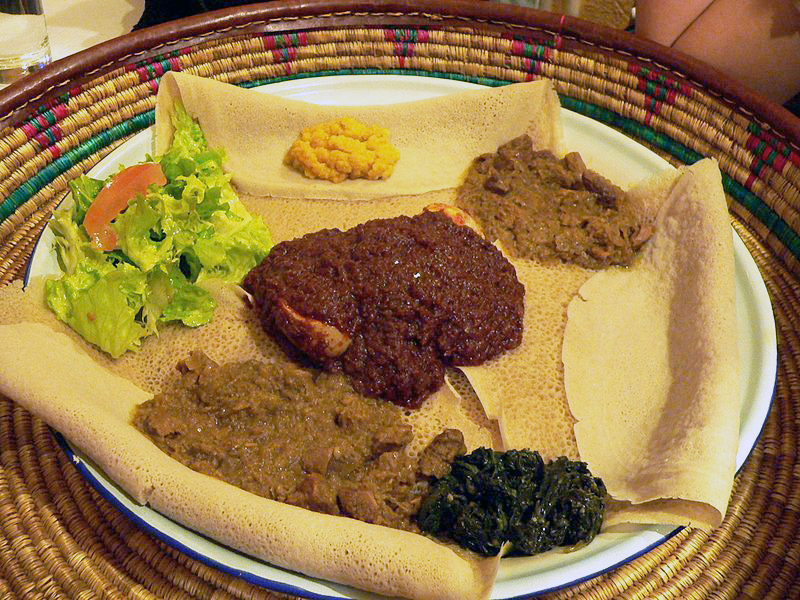
Alicha begee, un des plats érythréens les plus typiques du pays, formé d'une galette nommée injera sur laquelle sont déposées différentes sauces (on voit ici une sauce orange faite à base de lentilles). La sauce du milieu élaborée à base de poulet est généralement très épicée. Ce plat est servi le plus souvent dans une grande assiette, afin que le repas puisse être partagé en convivialité.

| Date                                     | Nom français                                    | Nom local         | Jour férié | Religion                     |
| ---------------------------------------- | ----------------------------------------------- | ----------------- | ---------- | ---------------------------- |
| 11 et 12 septembre                       | Nouvel an éthiopien                             | Enqoutatash       | oui        | Orthodoxe, Musulman et Juifs |
| 27 septembre                             | Fête de la Vraie Croix (Sainte Croix)           | Mesqel            | oui        | Orthodoxe                    |
| 1er du mois chawwal                      | Fin du mois du Ramadan                          | 'Id al-Fitr       | oui        | Musulman                     |
| 24 et 25 décembre                        | Noël                                            |                   | oui        | Catholique                   |
| 7 janvier                                | Noël copte                                      | Genna/Ledet       | oui        | Orthodoxe                    |
| 6 janvier                                | Jour de l’Épiphanie                             | Temqet            | oui        | Catholique                   |
| 10 du mois de dhou al-hijja              | Fête du Sacrifice                               | Aïd al-Adha       | oui        | Musulman                     |
| 12 de Rabia al awal                      | Naissance du prophète Mahomet                   |                   | oui        | Musulman                     |
| vendredi précédant le dimanche de Pâques | Vendredi saint                                  | Seqlet            | non        | Orthodoxe                    |
| mars avril mai                           | Pâques orthodoxe                                | Fasika            | oui        | Orthodoxe                    |
| lundi suivant Pâques                     | Lundi de Pâques                                 | Tensaé            | oui        | Orthodoxe                    |
| 1er mai                                  | Fête du Travail                                 | Yeserategnoch qen | oui        |                              |
| 24 mai                                   | Jour de l'indépendance                          | beal natsnet      | oui        |                              |
| 40 jours après Pâques                    | Ascension                                       |                   | oui        | Orthodoxe                    |
| 49 jours après Pâques                    | Pentecôte                                       |                   | oui        | Orthodoxe                    |
| 20 juin                                  | Jour des martyrs                                | mealti meswat     | oui        |                              |
| 15 août                                  | Assomption                                      |                   | non        | Orthodoxe, catholique        |
| 1er septembre                            | Début de la guerre d'indépendance de l'Érythrée | hade meskerem     | oui        |                              |